# 2023-as NBA-rájátszás
A 2023-as NBA-rájátszás 2023. április 15-én kezdődik és júniusban fog befejeződni az NBA-döntővel. A döntőt legkésőbb június 18-án fejezik be. A címvédő a Golden State Warriors.
A Play-In szakasz, ami hivatalosan nem a rájátszás része, április 11. és 14. között került megrendezésre.

## Lebonyolítás
2021-től az alapszakaszból a teljesítmények alapján (győzelem–vereség arány) automatikusan a főcsoportok első hat–hat helyezettje jut a rájátszásba. A teljesítmények alapján a csapatok az 1–6. kiemeléseket kapják. A hetediktől a tizedik helyezettig a csapatok részt vesznek a play-in tornán. A hetedik és a nyolcadik csapat játszik először egymás ellen, ahol a győztes megkapja a 7. helyezést. Ezen mérkőzésnek a vesztese játszik ezt követően a kilencedik és tizedik helyezett közötti mérkőzés győztesével, hogy eldöntsék ki kapja meg az utolsó, nyolcadik helyet. Mindkét főcsoportnak külön play-in tornája van. A rájátszás első fordulójában a főcsoportok kiemeltjei a következő párosítások szerint mérkőznek meg egymással: 1–8, 2–7, 3–6, és 4–5. Mindegyik forduló négy nyert mérkőzésig tart, azaz egy párosítás legalább négy, de legfeljebb hét mérkőzésből állhat. A párosítások győztesei a második fordulóba, a főcsoport-elődöntőbe jutnak, ahol az 1–8 és a 4–5 párosítások győztesei, valamint a 2–7 és a 3–6 párosítások győztesei játszanak. A két győztes jut a harmadik fordulóba, a főcsoportdöntőbe. A főcsoportdöntők győztesei játsszák az NBA-döntőt. A rájátszást az NBA-döntő zárja, amelyen a két főcsoport győztese vesz részt. A NBA-döntő győztese lesz az NBA bajnoka.

## Áttekintés

### Általános
- 1985 óta először érte el az összes kaliforniai csapat a rájátszást (és először mind a négy).
- A 2000–2001-es szezon óta nem nyert meh egy csapat se legalább 60 mérkőzést az alapszakaszban (a 2011–2012-es, a 2019–2020-as és a 2020–2021-es lerövidített szezonokat nem tekintve).
- Mind a három texasi csapat (Spurs, Rockets, Mavericks) lemarad a rájátszásról, először a Mavericks 1980–1981-es megalapítása óta.
- A csendes-óceáni csoport összes csapata bejutott a rájátszásba, amivel a harmadik csoport lettek, amióta az NBA a jelenleg is használt hatcsoportos formátumot használja, ahonnan az összes csapat rájátszás-szereplő lett. 2005–2006-ban ez a központi csoportnak, illetve 2014–2015-ben a délnyugati csoportnak sikerült.

### Bejutott
- A Boston Celtics sorozatban kilencedjére jutott a rájátszásba, amely jelenleg a leghosszabb sorozat az NBA-ben.
- A Milwaukee Bucks sorozatban hetedjére jutott a rájátszásba.
- A Philadelphia 76ers sorozatban hatodjára jutott a rájátszásba.
- A Brooklyn Nets sorozatban ötödjére jutott a rájátszásba.
- A Denver Nuggets sorozatban ötödjére jutott a rájátszásba.
- A Phoenix Suns sorozatban negyedjére jutott a rájátszásba.
- A Miami Heat sorozatban negyedjére jutott a rájátszásban.
- A Memphis Grizzlies sorozatban harmadjára jutott a rájátszásba.
- Az Atlanta Hawks sorozatban harmadjára jutott a rájátszásba.
- A Golden State Warriors sorozatban másodjára jutott a rájátszásba, azt követően, hogy két évet kihagytak 2019 és 2021 között.
- A Minnesota Timberwolves sorozatban másodjára jutott a rájátszásba, azt követően, hogy 2004 óta mindössze egyszer szerepelt a csapat és akkor is csak az első fordulót érte el.
- A Los Angeles Clippers és a Los Angeles Lakers is 2021 óta először jutott a rájátszásba.
- A New York Knicks 2021 óta először jutott a rájátszásba. Az elmúlt két évtizedben ez mindössze a hatodik alkalom, hogy a csapat a szezon ezen szakaszában szerepel.
- A Cleveland Cavaliers 2018 óta először jutott be a rájátszásba és először LeBron James nélkül 1998 óta.
- A Sacramento Kings 2006 óta először jutott a rájátszásba, ezzel megszakítva az NBA történetének leghosszabb sorozatát rájátszás-szereplés nélkül.

### Nem jutott be
- A Charlotte Hornets sorozatban hetedjére nem lesz ott a rájátszásban, ami jelenleg a leghosszabb sorozat. Az elmúlt 20 évben a csapat mindössze háromszor szerepelt a rájátszásban és egyszer se jutott az első fordulónál tovább.
- A Detroit Pistons sorozatban negyedjére nem lesz ott a rájátszásban. 2009 óta mindössze kétszer jutott el a rájátszásig a csapat és egyszer se jutott az első fordulónál tovább.
- A San Antonio Spurs sorozatban negyedjére nem lesz ott a rájátszásban. 1998 óta mindössze négyszer nem jutott rájátszásba a csapat, 2020 és 2023 között.
- A Houston Rockets sorozatban harmadjára nem lesz ott a rájátszásban.
- Az Orlando Magic sorozatban harmadjára nem lesz ott a rájátszásban. Az elmúlt évtizedben mindössze kétszer jutottak be.
- Az Indiana Pacers sorozatban harmadjára nem lesz ott rájátszásban, azt követően, hogy az azt megelőző évtizedben mindössze egyszer maradtak le.
- Az Oklahoma City Thunder sorozatban harmadjára nem lesz ott a rájátszásban.
- A Portland Trail Blazers sorozatban másodjára nem lesz ott a rájátszásban, azt követően, hogy előtte nyolc évig minden évben ott voltak.
- A Washington Wizards sorozatban másodjára nem lesz ott a rájátszásban.
- A Dallas Mavericks először nem lesz ott a rájátszásban, azt követően, hogy 2000 óta csak négyszer nem szerepeltek.
- A Utah Jazz először nem lesz ott a rájátszásban, azt követően, hogy a megelőző hat évben mindig ott voltak.
- A Toronto Raptors, a Chicago Bulls és a New Orleans Pelicans először nem lesz ott a rájátszásban, 2021 óta.

### Érdekességek

#### Első forduló
- A Philadelphia 76ers egyetlen mérkőzést se veszített el a Brooklyn Nets ellen, amivel sorozatban a 47. évben „söpört el” egy csapat egy másikat. Legutóbb 1976-ban nem esett meg.
- Ja Morant a Los Angeles Lakers elleni harmadik mérkőzésen csapata 22 pontját szerezte sorozatban, amivel az első játékos lett Kobe Bryant óta, akinek ez sikerült.
- Jimmy Butler a hatodik játékos lett az NBA történetében, aki legalább 56 pontot szerzett egy rájátszás-mérkőzésen, Michael Jordan (kétszer), Elgin Baylor, Donovan Mitchell, Charles Barkley és Wilt Chamberlain után.
- Devin Booker a harmadik játékos lett 1997 óta, aki legalább 25 pontot dobott egy negyedben, Damian Lillard (25; 2019) és Allen Iverson (26; 2001) mellett.
- Devin Booker és Kevin Durant lett az első duó az NBA rájátszásában, akik az első hat mérkőzésen mindig mindketten legalább 25 pontot szereztek.
- A New York Knicks 2013 óta először jutott a második fordulóba.
- Jánisz Antetokúnmpo 13 büntetődobást hagyott ki a Heat elleni ötödik mérkőzésen, ami a legtöbb 2015 óta (DeAndre Jordan) a rájátszásban és a legtöbb bármilyen NBA mérkőzésen 2017 óta (Ben Simmons).
- A Miami Heat lett az első play-in csapat az NBA történetében, ami továbbjutott az első fordulóból.
- A nyolcadik helyezett Heat legyőzte az első helyezett Milwaukee Bucks csapatát öt mérkőzés alatt, ami a hatodik alkalom az NBA történetében, hogy a nyolcadik helyezett legyőzte az elsőt (1994, 1999, 2007, 2011, 2012). Ezek mellett csak a negyedik alkalom volt a hét mérkőzéses sorozatok érájában és az első, ami kevesebb, mint hat mérkőzés alatt.
- A hetedik helyezett Lakers legyőzte a második Grizzliest hat mérkőzés alatt, ami a hatodik alkalom volt az NBA történetében, hogy a hetedik legyőzte a második helyezettet az első fordulóban, 1987, 1989, 1991, 1998 és 2010 után.
- A hetedik és a nyolcadik helyezett csapat is továbbjutott az első fordulóból, ami az első alkalom volt, hogy ez megtörtént, ami óta 16 csapat van a rájátszásban.
- A Kings–Warriors-sorozat volt az első a 2023-as rájátszásban, ami során hét mérkőzést játszottak, sorozatban a 24. NBA-rájátszás, ahol volt egy hét mérkőzésig tartó ütközet.
- Stephen Curry 50 pontja a Kings ellen az első 50 pontos mérkőzés volt egy sorozat hetedik találkozóján (ezt kevesebb, mint egy hónappal később Jayson Tatum meg is döntötte).

#### Főcsoport-elődöntő
- Ez volt az első alkalom az NBA történetében, hogy minden csapat, ami tovább jutott más helyen végzett főcsoportjában.
- A hatodik helyezett Warriors hazai pálya előnnyel játszott a főcsoport-elődöntőben, amivel 1987 óta a legrosszabb helyezett csapat lettek, akik hazai pályán játszottak a rájátszás ezen szakaszában.
- P. J. Tucker a Boston Celtics ellen 37 perc alatt egyetlen mezőnydobással vagy büntetődobással se próbálkozott meg, ami a támadóidő 1954–1955-ös bevezetése óta az első alkalom volt, hogy egy játékos ilyen sokat játszott egyetlen próbálkozás nélkül.
- Devin Booker 35,9 átlagolt pontja az első tíz mérkőzés alatt a legtöbb volt Michael Jordan óta 1990-ben.
- A Denver Nuggets 81 szerzett pontja a Phoenix Suns elleni hatodik mérkőzés első félidejében a legtöbb volt, amit egy idegenben játszó csapat szerzett a rájátszás történetében.
- Jalen Brunson a negyedik játékos lett az NBA történetében, aki több mezőnygólt szerzett, mint csapata összes többi játékosa együttvéve, LeBron James (kétszer), Kobe Bryant és Penny Hardaway után.
- A 2023-as rájátszás sorozatban a negyedik volt, ahol a címvédő csapat nem jutott el a főcsoportdöntőig.
- A Warriors 2014 óta nem jutott el először a döntőig, mikor szerepeltek a rájátszásban.
- A Lakers győzelmével a Warriors ellen, LeBron James 41. rájátszás-sorozatát nyerte meg, ami NBA-rekordnak számít.
- Jayson Tatum 51 pontja a 76ers ellen a legtöbb volt egy hetedik mérkőzésen az NBA történetében.
  - Ezek mellett egyszer se adta el a labdát, amivel 51 pontja a legtöbb lett egyetlen labdavesztés nélkül az NBA történetében.
  - 51 pontos teljesítménye a negyedik mérkőzés volt ebben a rájátszásban, amin egy játékos legalább 50 pontot szerzett (NBA-rekord).

#### Főcsoportdöntő
- A Heat a második nyolcadik helyezett csapat lett, ami elérte a főcsoportdöntőt, az 1999-es New York Knicks után.
  - A Heat ezek mellett az első nyolcadik helyezett csapat lett, ami egy 82 mérkőzéses szezon után érte el a főcsoportdöntőt (az 1998–1999-es szezont felfüggesztették).
- A Lakers a második hetedik helyezett csapat lett, ami elérte a főcsoportdöntőt, a Seattle SuperSonics után 1987-ben.
- A 2023-as főcsoportdöntőben szereplő csapatok ugyanazok voltak, mint a 2020-as NBA-buborék során.
  - Mint 2020-ban, a Heat és a Celtics a Bucks és a 76ers legyőzésével jutott el eddig a szakaszig.
- A Heat az ötödik csapat lett, ami idegenben megnyerte első mérkőzését első három sorozatában, a Houston Rockets, a Chicago Bulls, a New York Knicks és az Atlanta Hawks után.
- Nikola Jokić nyolcadik tripla-dupláját szerezte a szezonban a rájátszásban a Lakers elleni negyedik mérkőzésen, megdöntve Wilt Chamberlain rekordját.
- A Heat az első nyolcadik helyezett csapat lett 1999 óta, ami egy sorozatban 3–0-ás előnyre tudott szert tenni és az első nyolcadik helyezett csapat, ami egy rájátszás-mérkőzést több, mint 25 pontos különbséggel nyert.
- A Heat az első nyolcadik helyezett csapat lett, aki legalább 25 ponttal nyert meg egy rájátszás-mérkőzést.
- 2015 után a második alkalom volt, hogy mindkét főcsoportban 3–0-ás előnyre tett szert az egyik csapat.
- A Nuggets a franchise történetében először nem veszített el egy mérkőzést se egy rájátszás-sorozatban.
  - Ezek mellett az utolsó csapat lettek az American Basketball Association tagjai közül, akik eljutottak az NBA döntőjéig.
- LeBron James pályafutása során harmadjára úgy esett ki a rájátszásból, hogy az utolsó párosításban csapata egy mérkőzést se nyert meg. A legutóbbi két alkalom a 2007-es és a 2018-as NBA-döntőben történtek.
- Jokić a második játékos lett Wilt Chamberlain (1967) után, aki több rájátszás-sorozatban is tripla-duplát átlagolt.
- A Celtics a negyedik csapat lett a liga történetében, aki kit tudott egyenlíteni egy sorozatot úgy, hogy 3–0-ás hátrányban voltak és az első 2003 óta.
  - Ezek mellett az első csapat lettek, akik hazai pályán fogadták az ellenfelüket a hetedik mérkőzésen azt követően, hogy ledolgozták a 3–0-ás hátrányt.
- Derrick White a második játékos lett az NBA történetében, aki a játékidő lejárta után nyerte meg a mérkőzést a csapatának úgy, hogy vereség esetén kiestek volna. Az egyetlen másik játékos, akinek ez sikerült az Michael Jordan volt, 1989-ben „A Dobás” néven elhíresült pontjaival.
  - White dobása a hatodik mérkőzést eldöntő játékidő lejárta után szerzett dobás volt az NBA-történetében úgy, hogy a játékos csapata egy vereségre volt kieséstől. Az első alkalom volt 2019 és Kawhi Leonard óta. Érdekesség, hogy a Heat játékosa, Jimmy Butler háromszor is veszített el így mérkőzést.

#### Döntő
- A Heat a második nyolcadik helyezett csapat lett az NBA történetében, ami eljutott a döntőig, az 1999-es New York Knicks után. Érdekesség, hogy a két csapat kiejtette egymást a két történelmi jelentőségű rájátszás során.
  - A Heat az első nyolcadik helyezett csapat lett, ami eljutott a döntőig egy 82-mérkőzéses szezonban.
- A Heat lett az első csapat, ami eljutott a döntőig úgy, hogy a play-in tornában is szerepelt.

## Kvalifikáció

### Tabella
Frissítve: Alapszakasz vége
Alább az NBA mindkét főcsoportjának első tíz helyezettje (azaz a rájátszásba vagy a play-in szakaszba jutó csapatai) látható.
| A rájátszásba jut       |
| A Play-In szakaszba jut |

Jelmagyarázat
- z – Hazai pálya előny az egész rájátszásban
- c – Hazai pálya előny a főcsoportdöntőig
- y – Csoportgyőztes
- x – Rájátszásba jutott
- pi – Play-In szakaszba jutott
- o – Már nem juthat rájátszásba
- * – csoportvezető

| Keleti főcsoport |                         |    |    |      |      |
| Hely.            | Csapat                  | Gy | V  | %    | GB   |
| 1.               | z – Milwaukee Bucks     | 58 | 24 | .707 | –    |
| 2.               | x – Boston Celtics      | 57 | 25 | .695 | 1.0  |
| 3.               | x – Philadelphia 76ers  | 54 | 28 | .659 | 4.0  |
| 4.               | x – Cleveland Cavaliers | 51 | 31 | .622 | 7.0  |
| 5.               | x – New York Knicks     | 47 | 35 | .573 | 11.0 |
| 6.               | x – Brooklyn Nets       | 45 | 37 | .549 | 13.0 |
| 7.               | x – Atlanta Hawks       | 41 | 41 | .500 | 17.0 |
| 8.               | y – Miami Heat          | 44 | 38 | .537 | 14.0 |
| 9.               | pi – Toronto Raptors    | 41 | 41 | .500 | 17.0 |
| 10.              | pi – Chicago Bulls      | 40 | 42 | .488 | 18.0 |

| Nyugati főcsoport |                            |    |    |      |      |
| Hely.             | Csapat                     | Gy | V  | %    | GB   |
| 1.                | c – Denver Nuggets         | 53 | 29 | .646 | –    |
| 2.                | y – Memphis Grizzlies      | 51 | 31 | .622 | 2.0  |
| 3.                | y – Sacramento Kings       | 48 | 34 | .585 | 5.0  |
| 4.                | x – Phoenix Suns           | 45 | 37 | .549 | 8.0  |
| 5.                | x – Los Angeles Clippers   | 44 | 38 | .537 | 9.0  |
| 6.                | x – Golden State Warriors  | 44 | 38 | .537 | 9.0  |
| 7.                | x – Los Angeles Lakers     | 43 | 39 | .524 | 10.0 |
| 8.                | x – Minnesota Timberwolves | 42 | 40 | .512 | 11.0 |
| 9.                | pi – New Orleans Pelicans  | 42 | 40 | .512 | 11.0 |
| 10.               | pi – Oklahoma City Thunder | 40 | 42 | .488 | 13.0 |

### Bejutott csapatok

#### Keleti főcsoport
| Helyezés | Csapat              | Teljesítmény | Kvalifikáció dátuma | Kvalifikáció dátuma | Kvalifikáció dátuma | Kvalifikáció dátuma | Kvalifikáció dátuma |
| Helyezés | Csapat              | Teljesítmény | Play-In             | Rájátszás           | Csoportgőyzelem     | Főcsoportgyőzelem   | Legjobb az NBA-ben  |
| -------- | ------------------- | ------------ | ------------------- | ------------------- | ------------------- | ------------------- | ------------------- |
| 1        | Milwaukee Bucks     | 58–24        | —                   | március 14.         | március 28.         | április 5.          | április 5.          |
| 2        | Boston Celtics      | 57–25        | —                   | március 18.         | április 5.          | –                   | –                   |
| 3        | Philadelphia 76ers  | 54–28        | —                   | március 21.         | –                   | —                   | —                   |
| 4        | Cleveland Cavaliers | 51–31        | –                   | március 26.         | —                   | —                   | —                   |
| 5        | New York Knicks     | 47–35        | –                   | április 2.          | —                   | —                   | —                   |
| 6        | Brooklyn Nets       | 45–37        | –                   | április 7.          | —                   | —                   | —                   |
| 7        | Atlanta Hawks       | 41–41        | április 5.          | április 11.         | –                   | —                   | —                   |
| 8        | Miami Heat          | 44–38        | április 7.          | április 14.         | április 6.          | —                   | —                   |
| Play-In  | Toronto Raptors     | 41–41        | április 2.          | —                   | —                   | —                   | —                   |
| Play-In  | Chicago Bulls       | 40–42        | április 4.          | —                   | —                   | —                   | —                   |

#### Nyugati főcsoport
| Helyezés | Csapat                 | Teljesítmény | Kvalifikáció dátuma | Kvalifikáció dátuma | Kvalifikáció dátuma | Kvalifikáció dátuma | Kvalifikáció dátuma |
| Helyezés | Csapat                 | Teljesítmény | Play-In             | Rájátszás           | Csoportgyőzelem     | Főcsoportgyőzelem   | Legjobb az NBA-ben  |
| -------- | ---------------------- | ------------ | ------------------- | ------------------- | ------------------- | ------------------- | ------------------- |
| 1        | Denver Nuggets         | 53–29        | —                   | március 16.         | március 16.         | április 5.          | –                   |
| 2        | Memphis Grizzlies      | 51–31        | —                   | március 24.         | március 22.         | –                   | –                   |
| 3        | Sacramento Kings       | 48–34        | –                   | március 29.         | április 4.          | –                   | –                   |
| 4        | Phoenix Suns           | 45–37        | –                   | április 4.          | –                   | —                   | —                   |
| 5        | Los Angeles Clippers   | 44–38        | –                   | április 9.          | –                   | —                   | —                   |
| 6        | Golden State Warriors  | 44–38        | –                   | április 9.          | –                   | —                   | —                   |
| 7        | Los Angeles Lakers     | 43–39        | április 9.          | április 11.         | —                   | —                   | —                   |
| 8        | Minnesota Timberwolves | 42–40        | április 8.          | április 14.         | –                   | —                   | —                   |
| Play-In  | New Orleans Pelicans   | 42–40        | április 9.          | —                   | —                   | —                   | —                   |
| Play-In  | Oklahoma City Thunder  | 40–42        | április 7.          | —                   | —                   | —                   | —                   |

## Play-In szakasz
Az NBA a 7. és 10. hely között végző csapatoknak tartották a play-in tornát 2023. április 11. és 14. között. A 7. a 8. helyezett ellen játszott és a győztes kapta meg a 7. helyet a rájátszásban. A kilencedik játszott a tizedikkel, ahol a vesztes nem játszhat tovább helyért a rájátszásban, és a győztes játszott a 7. és a 8. közötti mérkőzés vesztesével a 8. helyezésért a rájátszásban.

### Keleti főcsoport
|  |                                        |                                        |                                        |               |            |                |                |                |         |  |                  |                  |                  |
|  | 7. helyezésért és a második fordulóért | 7. helyezésért és a második fordulóért | 7. helyezésért és a második fordulóért |               |            | 8. helyezésért | 8. helyezésért | 8. helyezésért |         |  | Végső helyezések | Végső helyezések | Végső helyezések |
|  | 7. helyezésért és a második fordulóért | 7. helyezésért és a második fordulóért | 7. helyezésért és a második fordulóért |               |            | 8. helyezésért | 8. helyezésért | 8. helyezésért |         |  | Végső helyezések | Végső helyezések | Végső helyezések |
|  |                                        |                                        |                                        |               |            |                |                |                |         |  |                  |                  |                  |
|  |                                        |                                        |                                        |               |            |                |                |                |         |  |                  |                  |                  |
|  | 7.                                     | Miami Heat                             | 105                                    |               |            |                | Atlanta Hawks  | Atlanta Hawks  | 7. hely |  |                  |                  |                  |
|  | 7.                                     | Miami Heat                             | 105                                    |               |            |                | Atlanta Hawks  | Atlanta Hawks  | 7. hely |  |                  |                  |                  |
|  | 8.                                     | Atlanta Hawks                          | 116                                    |               |            |                |                |                |         |  | Miami Heat       | Miami Heat       | 8. hely          |
|  | 8.                                     | Atlanta Hawks                          | 116                                    |               |            |                |                |                |         |  | Miami Heat       | Miami Heat       | 8. hely          |
|  |                                        |                                        |                                        | Miami Heat    | Miami Heat | 102            |                |                |         |  |                  |                  |                  |
|  |                                        |                                        |                                        | Miami Heat    | Miami Heat | 102            |                |                |         |  |                  |                  |                  |
|  |                                        |                                        | Chicago Bulls                          | Chicago Bulls | 91         |                |                |                |         |  |                  |                  |                  |
|  |                                        |                                        |                                        | Chicago Bulls | 91         |                |                |                |         |  |                  |                  |                  |
|  | 9.                                     | Toronto Raptors                        | 109                                    |               |            |                |                |                |         |  |                  |                  |                  |
|  | 9.                                     | Toronto Raptors                        | 109                                    |               |            |                |                |                |         |  |                  |                  |                  |
|  | 10.                                    | Chicago Bulls                          | 105                                    |               |            |                |                |                |         |  |                  |                  |                  |
|  | 10.                                    | Chicago Bulls                          | 105                                    |               |            |                |                |                |         |  |                  |                  |                  |
|  |                                        |                                        |                                        |               |            |                |                |                |         |  |                  |                  |                  |

Minden dátum EDT (UTC–04:00) időzóna alapján van feltüntetve. A hazai pályán játszó csapatok mindig jobb oldalon vannak feltüntetve.
(7) Miami Heat vs. (8) Atlanta Hawks
| 2023. április 11. 19:30 | Atlanta Hawks                            | 116–105   | Miami Heat     | Kaseya Center, Miami Nézőszám: 19 662 Játékvezetők: John Goble, Sean Wright, JB DeRosa |
| 2023. április 11. 19:30 | (36–27, 29–23, 26–28, 25–27) Jegyzőkönyv |           |                | Kaseya Center, Miami Nézőszám: 19 662 Játékvezetők: John Goble, Sean Wright, JB DeRosa |
| 2023. április 11. 19:30 | Trae Young 25                            | Pont      | Kyle Lowry 33  | Kaseya Center, Miami Nézőszám: 19 662 Játékvezetők: John Goble, Sean Wright, JB DeRosa |
| 2023. április 11. 19:30 | Clint Capela 21                          | Lepattanó | Bam Adebayo 9  | Kaseya Center, Miami Nézőszám: 19 662 Játékvezetők: John Goble, Sean Wright, JB DeRosa |
| 2023. április 11. 19:30 | Trae Young 7                             | Gólpassz  | Jimmy Butler 9 | Kaseya Center, Miami Nézőszám: 19 662 Játékvezetők: John Goble, Sean Wright, JB DeRosa |

(9) Toronto Raptors vs. (10) Chicago Bulls
| 2023. április 12. 22:00 | Chicago Bulls                            | 109–105   | Toronto Raptors  | Scotiabank Arena, Toronto Nézőszám: 19 800 Játékvezetők: Kevin Scott, James Williams, Mitchell Ervin, Ray Acosta |
| 2023. április 12. 22:00 | (23–28, 24–30, 25–23, 37–24) Jegyzőkönyv |           |                  | Scotiabank Arena, Toronto Nézőszám: 19 800 Játékvezetők: Kevin Scott, James Williams, Mitchell Ervin, Ray Acosta |
| 2023. április 12. 22:00 | Zach LaVine 39                           | Pont      | Pascal Siakam 32 | Scotiabank Arena, Toronto Nézőszám: 19 800 Játékvezetők: Kevin Scott, James Williams, Mitchell Ervin, Ray Acosta |
| 2023. április 12. 22:00 | Nikola Vučević 13                        | Lepattanó | Fred VanVleet 12 | Scotiabank Arena, Toronto Nézőszám: 19 800 Játékvezetők: Kevin Scott, James Williams, Mitchell Ervin, Ray Acosta |
| 2023. április 12. 22:00 | Coby White 5                             | Gólpassz  | Fred VanVleet 8  | Scotiabank Arena, Toronto Nézőszám: 19 800 Játékvezetők: Kevin Scott, James Williams, Mitchell Ervin, Ray Acosta |

Miami Heat vs. Chicago Bulls
| 2023. április 14. 21:30 | Chicago Bulls                            | 91–102    | Miami Heat       | Kaseya Center, Miami Nézőszám: 19 678 Játékvezetők: Tony Brothers, Josh Tiven, Karl Lane |
| 2023. április 14. 21:30 | (21–29, 23–20, 24–18, 23–35) Jegyzőkönyv |           |                  | Kaseya Center, Miami Nézőszám: 19 678 Játékvezetők: Tony Brothers, Josh Tiven, Karl Lane |
| 2023. április 14. 21:30 | DeMar DeRozan 26                         | Pont      | Butler, Strus 31 | Kaseya Center, Miami Nézőszám: 19 678 Játékvezetők: Tony Brothers, Josh Tiven, Karl Lane |
| 2023. április 14. 21:30 | Nikola Vučević 9                         | Lepattanó | Bam Adebayo 17   | Kaseya Center, Miami Nézőszám: 19 678 Játékvezetők: Tony Brothers, Josh Tiven, Karl Lane |
| 2023. április 14. 21:30 | DeMar DeRozan 9                          | Gólpassz  | Tyler Herro 7    | Kaseya Center, Miami Nézőszám: 19 678 Játékvezetők: Tony Brothers, Josh Tiven, Karl Lane |

### Nyugati főcsoport
|  |                                        |                                        |                                        |                        |                        |                |                    |                    |         |  |                        |                        |                  |
|  | 7. helyezésért és a második fordulóért | 7. helyezésért és a második fordulóért | 7. helyezésért és a második fordulóért |                        |                        | 8. helyezésért | 8. helyezésért     | 8. helyezésért     |         |  | Végső helyezések       | Végső helyezések       | Végső helyezések |
|  | 7. helyezésért és a második fordulóért | 7. helyezésért és a második fordulóért | 7. helyezésért és a második fordulóért |                        |                        | 8. helyezésért | 8. helyezésért     | 8. helyezésért     |         |  | Végső helyezések       | Végső helyezések       | Végső helyezések |
|  |                                        |                                        |                                        |                        |                        |                |                    |                    |         |  |                        |                        |                  |
|  |                                        |                                        |                                        |                        |                        |                |                    |                    |         |  |                        |                        |                  |
|  | 7.                                     | Los Angeles Lakers                     | 108                                    |                        |                        |                | Los Angeles Lakers | Los Angeles Lakers | 7. hely |  |                        |                        |                  |
|  | 7.                                     | Los Angeles Lakers                     | 108                                    |                        |                        |                | Los Angeles Lakers | Los Angeles Lakers | 7. hely |  |                        |                        |                  |
|  | 8.                                     | Minnesota Timberwolves                 | 102                                    |                        |                        |                |                    |                    |         |  | Minnesota Timberwolves | Minnesota Timberwolves | 8. hely          |
|  | 8.                                     | Minnesota Timberwolves                 | 102                                    |                        |                        |                |                    |                    |         |  | Minnesota Timberwolves | Minnesota Timberwolves | 8. hely          |
|  |                                        |                                        |                                        | Minnesota Timberwolves | Minnesota Timberwolves | 120            |                    |                    |         |  |                        |                        |                  |
|  |                                        |                                        |                                        | Minnesota Timberwolves | Minnesota Timberwolves | 120            |                    |                    |         |  |                        |                        |                  |
|  |                                        |                                        | Oklahoma City Thunder                  | Oklahoma City Thunder  | 95                     |                |                    |                    |         |  |                        |                        |                  |
|  |                                        |                                        |                                        | Oklahoma City Thunder  | 95                     |                |                    |                    |         |  |                        |                        |                  |
|  | 9.                                     | New Orleans Pelicans                   | 118                                    |                        |                        |                |                    |                    |         |  |                        |                        |                  |
|  | 9.                                     | New Orleans Pelicans                   | 118                                    |                        |                        |                |                    |                    |         |  |                        |                        |                  |
|  | 10.                                    | Oklahoma City Thunder                  | 123                                    |                        |                        |                |                    |                    |         |  |                        |                        |                  |
|  | 10.                                    | Oklahoma City Thunder                  | 123                                    |                        |                        |                |                    |                    |         |  |                        |                        |                  |
|  |                                        |                                        |                                        |                        |                        |                |                    |                    |         |  |                        |                        |                  |

Minden dátum EDT (UTC–04:00) időzóna alapján van feltüntetve. A hazai pályán játszó csapatok mindig jobb oldalon vannak feltüntetve.
(7) Los Angeles Lakers vs. (8) Minnesota Timberwolves
| 2023. április 11. 22:00 | Minnesota Timberwolves                         | 102–108 (h. u.) | Los Angeles Lakers | Crypto.com Arena, Los Angeles Nézőszám: 18 997 Játékvezetők: Michael Smith, David Guthrie, Tre Maddox, Tyler Ford |
| 2023. április 11. 22:00 | (28–22, 32–27, 26–30, 12–19, 4–10) Jegyzőkönyv |                 |                    | Crypto.com Arena, Los Angeles Nézőszám: 18 997 Játékvezetők: Michael Smith, David Guthrie, Tre Maddox, Tyler Ford |
| 2023. április 11. 22:00 | Karl-Anthony Towns 24                          | Pont            | LeBron James 30    | Crypto.com Arena, Los Angeles Nézőszám: 18 997 Játékvezetők: Michael Smith, David Guthrie, Tre Maddox, Tyler Ford |
| 2023. április 11. 22:00 | Karl-Anthony Towns 11                          | Lepattanó       | Anthony Davis 15   | Crypto.com Arena, Los Angeles Nézőszám: 18 997 Játékvezetők: Michael Smith, David Guthrie, Tre Maddox, Tyler Ford |
| 2023. április 11. 22:00 | Kyle Anderson 13                               | Gólpassz        | D’Angelo Russell 8 | Crypto.com Arena, Los Angeles Nézőszám: 18 997 Játékvezetők: Michael Smith, David Guthrie, Tre Maddox, Tyler Ford |

(9) New Orleans Pelicans vs. (10) Oklahoma City Thunder
| 2023. április 12. 21:30 | Oklahoma City Thunder                    | 123–118   | New Orleans Pelicans | Smoothie King Center, New Orleans Nézőszám: 18 715 Játékvezetők: Sean Corbin, Eric Lewis, Eric Dalen, Ben Taylor |
| 2023. április 12. 21:30 | (32–29, 25–34, 39–24, 27–31) Jegyzőkönyv |           |                      | Smoothie King Center, New Orleans Nézőszám: 18 715 Játékvezetők: Sean Corbin, Eric Lewis, Eric Dalen, Ben Taylor |
| 2023. április 12. 21:30 | Shai Gilgeous-Alexander 32               | Pont      | Brandon Ingram 30    | Smoothie King Center, New Orleans Nézőszám: 18 715 Játékvezetők: Sean Corbin, Eric Lewis, Eric Dalen, Ben Taylor |
| 2023. április 12. 21:30 | Josh Giddey 10                           | Lepattanó | Jonas Valančiūnas 18 | Smoothie King Center, New Orleans Nézőszám: 18 715 Játékvezetők: Sean Corbin, Eric Lewis, Eric Dalen, Ben Taylor |
| 2023. április 12. 21:30 | Josh Giddey 10                           | Gólpassz  | Herbert Jones 5      | Smoothie King Center, New Orleans Nézőszám: 18 715 Játékvezetők: Sean Corbin, Eric Lewis, Eric Dalen, Ben Taylor |

Minnesota Timberwolves vs. Oklahoma City Thunder
| 2023. április 14. 21:30 | Oklahoma City Thunder                    | 95–120    | Minnesota Timberwolves      | Target Center, Minneapolis Nézőszám: 19 304 Játékvezetők: Scott Foster, Courtney Kirkland, Brent Barnaky, Gediminas Petraitis |
| 2023. április 14. 21:30 | (23–24, 24–33, 31–38, 17–25) Jegyzőkönyv |           |                             | Target Center, Minneapolis Nézőszám: 19 304 Játékvezetők: Scott Foster, Courtney Kirkland, Brent Barnaky, Gediminas Petraitis |
| 2023. április 14. 21:30 | Shai Gilgeous-Alexander 22               | Pont      | Karl-Anthony Towns 28       | Target Center, Minneapolis Nézőszám: 19 304 Játékvezetők: Scott Foster, Courtney Kirkland, Brent Barnaky, Gediminas Petraitis |
| 2023. április 14. 21:30 | Shai Gilgeous-Alexander 7                | Lepattanó | Karl-Anthony Towns 11       | Target Center, Minneapolis Nézőszám: 19 304 Játékvezetők: Scott Foster, Courtney Kirkland, Brent Barnaky, Gediminas Petraitis |
| 2023. április 14. 21:30 | Jalen Williams 5                         | Gólpassz  | Alexander-Walker, Edwards 6 | Target Center, Minneapolis Nézőszám: 19 304 Játékvezetők: Scott Foster, Courtney Kirkland, Brent Barnaky, Gediminas Petraitis |

## Rájátszás ágrajz
|  | Első forduló | Első forduló           | Első forduló |                    |    | Főcsoport-elődöntő    | Főcsoport-elődöntő | Főcsoport-elődöntő |  |  | Főcsoportdöntő | Főcsoportdöntő | Főcsoportdöntő |  |  | NBA-döntő | NBA-döntő | NBA-döntő |  |
|  |              |                        |              |                    |    |                       |                    |                    |  |  |                |                |                |  |  |           |           |           |  |
|  | E1           | Milwaukee Bucks*       | 1            |                    |    |                       |                    |                    |  |  |                |                |                |  |  |           |           |           |  |
|  | E1           | Milwaukee Bucks*       | 1            |                    |    |                       |                    |                    |  |  |                |                |                |  |  |           |           |           |  |
|  | E8           | Miami Heat*            | 4            |                    |    |                       |                    |                    |  |  |                |                |                |  |  |           |           |           |  |
|  | E8           | Miami Heat*            | 4            |                    | E8 | Miami Heat*           | 4                  |                    |  |  |                |                |                |  |  |           |           |           |  |
|  |              |                        |              |                    | E8 | Miami Heat*           | 4                  |                    |  |  |                |                |                |  |  |           |           |           |  |
|  |              |                        | E5           | New York Knicks    | 2  |                       |                    |                    |  |  |                |                |                |  |  |           |           |           |  |
|  | E4           | Cleveland Cavaliers    | E5           | New York Knicks    | 2  | 1                     |                    |                    |  |  |                |                |                |  |  |           |           |           |  |
|  | E4           | Cleveland Cavaliers    |              |                    |    |                       |                    |                    |  |  |                |                |                |  |  |           |           |           |  |
|  | E5           | New York Knicks        | 4            |                    |    |                       |                    |                    |  |  |                |                |                |  |  |           |           |           |  |
|  | E5           | New York Knicks        | 4            |                    | E8 | Miami Heat*           | 4                  |                    |  |  |                |                |                |  |  |           |           |           |  |
|  |              |                        |              |                    |    |                       |                    |                    |  |  |                |                |                |  |  |           |           |           |  |
|  |              |                        | E2           | Boston Celtics*    | 3  |                       |                    |                    |  |  |                |                |                |  |  |           |           |           |  |
|  | E3           | Philadelphia 76ers     | E2           | Boston Celtics*    | 3  | 4                     |                    |                    |  |  |                |                |                |  |  |           |           |           |  |
|  | E3           | Philadelphia 76ers     |              |                    |    |                       |                    |                    |  |  |                |                |                |  |  |           |           |           |  |
|  | E6           | Brooklyn Nets          | 0            |                    |    |                       |                    |                    |  |  |                |                |                |  |  |           |           |           |  |
|  | E6           | Brooklyn Nets          | 0            |                    | E3 | Philadelphia 76ers    | 3                  |                    |  |  |                |                |                |  |  |           |           |           |  |
|  |              |                        |              |                    | E3 | Philadelphia 76ers    | 3                  |                    |  |  |                |                |                |  |  |           |           |           |  |
|  |              |                        | E2           | Boston Celtics*    | 4  |                       |                    |                    |  |  |                |                |                |  |  |           |           |           |  |
|  | E2           | Boston Celtics*        | E2           | Boston Celtics*    | 4  | 4                     |                    |                    |  |  |                |                |                |  |  |           |           |           |  |
|  | E2           | Boston Celtics*        |              |                    |    |                       |                    |                    |  |  |                |                |                |  |  |           |           |           |  |
|  | E7           | Atlanta Hawks          | 2            |                    |    |                       |                    |                    |  |  |                |                |                |  |  |           |           |           |  |
|  | E7           | Atlanta Hawks          | 2            |                    | E8 | Miami Heat*           | 1                  |                    |  |  |                |                |                |  |  |           |           |           |  |
|  |              |                        |              |                    |    |                       |                    |                    |  |  |                |                |                |  |  |           |           |           |  |
|  |              |                        | W1           | Denver Nuggets*    | 4  |                       |                    |                    |  |  |                |                |                |  |  |           |           |           |  |
|  | W1           | Denver Nuggets*        | W1           | Denver Nuggets*    | 4  | 4                     |                    |                    |  |  |                |                |                |  |  |           |           |           |  |
|  | W1           | Denver Nuggets*        |              |                    |    |                       |                    |                    |  |  |                |                |                |  |  |           |           |           |  |
|  | W8           | Minnesota Timberwolves | 1            |                    |    |                       |                    |                    |  |  |                |                |                |  |  |           |           |           |  |
|  | W8           | Minnesota Timberwolves | 1            |                    | W1 | Denver Nuggets*       | 4                  |                    |  |  |                |                |                |  |  |           |           |           |  |
|  |              |                        |              |                    | W1 | Denver Nuggets*       | 4                  |                    |  |  |                |                |                |  |  |           |           |           |  |
|  |              |                        | W4           | Phoenix Suns       | 2  |                       |                    |                    |  |  |                |                |                |  |  |           |           |           |  |
|  | W4           | Phoenix Suns           | W4           | Phoenix Suns       | 2  | 4                     |                    |                    |  |  |                |                |                |  |  |           |           |           |  |
|  | W4           | Phoenix Suns           |              |                    |    |                       |                    |                    |  |  |                |                |                |  |  |           |           |           |  |
|  | W5           | Los Angeles Clippers   | 1            |                    |    |                       |                    |                    |  |  |                |                |                |  |  |           |           |           |  |
|  | W5           | Los Angeles Clippers   | 1            |                    | W1 | Denver Nuggets*       | 4                  |                    |  |  |                |                |                |  |  |           |           |           |  |
|  |              |                        |              |                    |    |                       |                    |                    |  |  |                |                |                |  |  |           |           |           |  |
|  |              |                        | W7           | Los Angeles Lakers | 0  |                       |                    |                    |  |  |                |                |                |  |  |           |           |           |  |
|  | W3           | Sacramento Kings*      | W7           | Los Angeles Lakers | 0  | 3                     |                    |                    |  |  |                |                |                |  |  |           |           |           |  |
|  | W3           | Sacramento Kings*      |              |                    |    |                       |                    |                    |  |  |                |                |                |  |  |           |           |           |  |
|  | W6           | Golden State Warriors  | 4            |                    |    |                       |                    |                    |  |  |                |                |                |  |  |           |           |           |  |
|  | W6           | Golden State Warriors  | 4            |                    | W6 | Golden State Warriors | 2                  |                    |  |  |                |                |                |  |  |           |           |           |  |
|  |              |                        |              |                    | W6 | Golden State Warriors | 2                  |                    |  |  |                |                |                |  |  |           |           |           |  |
|  |              |                        | W7           | Los Angeles Lakers | 4  |                       |                    |                    |  |  |                |                |                |  |  |           |           |           |  |
|  | W2           | Memphis Grizzlies*     | W7           | Los Angeles Lakers | 4  | 2                     |                    |                    |  |  |                |                |                |  |  |           |           |           |  |
|  | W2           | Memphis Grizzlies*     |              |                    |    |                       |                    |                    |  |  |                |                |                |  |  |           |           |           |  |
|  | W7           | Los Angeles Lakers     | 4            |                    |    |                       |                    |                    |  |  |                |                |                |  |  |           |           |           |  |

## Első forduló
A rájátszás első fordulója a play-in szakasz befejezte után, április 15-én kezdődött.
Minden dátum EDT (UTC–04:00) időzóna alapján van feltüntetve. A hazai pályán játszó csapatok mindig jobb oldalon vannak feltüntetve.

### Keleti főcsoport

#### (1) Milwaukee Bucks vs. (8) Miami Heat
Első mérkőzés
| 2023. április 16. 17:30 | Miami Heat                               | 130–117   | Milwaukee Bucks    | Fiserv Forum, Milwaukee Nézőszám: 17 381 Játékvezetők: Tony Brothers, Michael Smith, Tyler Ford |
| 2023. április 16. 17:30 | (33-24, 35-31, 34-33, 28-29) Jegyzőkönyv |           |                    | Fiserv Forum, Milwaukee Nézőszám: 17 381 Játékvezetők: Tony Brothers, Michael Smith, Tyler Ford |
| 2023. április 16. 17:30 | Jimmy Butler 35                          | Pont      | Khris Middleton 33 | Fiserv Forum, Milwaukee Nézőszám: 17 381 Játékvezetők: Tony Brothers, Michael Smith, Tyler Ford |
| 2023. április 16. 17:30 | Bam Adebayo 9                            | Lepattanó | Bobby Portis 8     | Fiserv Forum, Milwaukee Nézőszám: 17 381 Játékvezetők: Tony Brothers, Michael Smith, Tyler Ford |
| 2023. április 16. 17:30 | Jimmy Butler 11                          | Gólpassz  | Jrue Holiday 16    | Fiserv Forum, Milwaukee Nézőszám: 17 381 Játékvezetők: Tony Brothers, Michael Smith, Tyler Ford |
| A Miami Heat vezet, 1–0 |                                          |           |                    | Fiserv Forum, Milwaukee Nézőszám: 17 381 Játékvezetők: Tony Brothers, Michael Smith, Tyler Ford |

A Heat kihasználta Jánisz Antetokúnmpo sérülését az első félidőben, hogy megszerezzék a vezetést a sorozatban. Jimmy Butler 35 pontot szerzett, míg Bam Adebayo huszonkettőt, kilenc lepattanóval és hét gólpasszal. A Heat se volt teljesen szerencsés, Tyler Herro eltörte a kezét a második negyedben. A félidőre a Heat 13 pontos előnyre tett szert és meg tudták tartani előnyüket, 59,5%-os dobóhatékonyságot felmutatva, ami szezonjuk második legjobbja volt. Khris Middleton (Bucks) jól teljesített, 33 ponttal és 9 lepattanóval zárta a mérkőzést, de a Bucks csak 24,4%-os hatékonyságot tudott felmutatni a hárompontos vonal mögül, így kikaptak.
Második mérkőzés
| 2023. április 19. 21:00 | Miami Heat                               | 122–138   | Milwaukee Bucks | Fiserv Forum, Milwaukee Nézőszám: 17 576 Játékvezetők: Brian Forte, John Goble, Tre Maddox |
| 2023. április 19. 21:00 | (28–35, 27–46, 30–37, 37–20) Jegyzőkönyv |           |                 | Fiserv Forum, Milwaukee Nézőszám: 17 576 Játékvezetők: Brian Forte, John Goble, Tre Maddox |
| 2023. április 19. 21:00 | Jimmy Butler 25                          | Pont      | Brook Lopez 25  | Fiserv Forum, Milwaukee Nézőszám: 17 576 Játékvezetők: Brian Forte, John Goble, Tre Maddox |
| 2023. április 19. 21:00 | Cody Zeller 8                            | Lepattanó | Bobby Portis 15 | Fiserv Forum, Milwaukee Nézőszám: 17 576 Játékvezetők: Brian Forte, John Goble, Tre Maddox |
| 2023. április 19. 21:00 | Caleb Martin 6                           | Gólpassz  | Jrue Holiday 11 | Fiserv Forum, Milwaukee Nézőszám: 17 576 Játékvezetők: Brian Forte, John Goble, Tre Maddox |
| Döntetlen, 1–1          |                                          |           |                 | Fiserv Forum, Milwaukee Nézőszám: 17 576 Játékvezetők: Brian Forte, John Goble, Tre Maddox |

Azt követően, hogy az első mérkőzésem csak 11 hárompontosukat dobták be a 45 próbálkozásból, a Bucks több, mint megduplázta hatékonyságát (51,0%), beállítva a rekordot a legtöbb szerzett hárompontosért egy rájátszás-mérkőzésen (25), amit még a Cleveland Cavaliers játékosai értek el 2016-ban. Antetokúnmpo távolléte ellenére Milwaukee dominálni tudta a mérkőzést, a Bucks ha játékosa is szerzett legalább 16 pontot. Brook Lopez 25-öt, Jrue Holiday 24-et, míg Pat Connaughton rájátszás-karriercsúcs huszonkettőt, 60%-os hatékonysággal a hárompontos vonal mögül. Jimmy Butlernek 25 pontja volt, de ez nem volt elég a győzelemhez. A Bucks egyes pillanatokban akár 36 pontos előnyben is volt.
Harmadik mérkőzés
| 2023. április 22. 19:30 | Milwaukee Bucks                          | 99–121    | Miami Heat         | Kaseya Center, Miami Nézőszám: 19 734 Játékvezetők: Rodney Mott, Eric Lewis, Kevin Scott |
| 2023. április 22. 19:30 | (21–29, 32–37, 26–28, 20–27) Jegyzőkönyv |           |                    | Kaseya Center, Miami Nézőszám: 19 734 Játékvezetők: Rodney Mott, Eric Lewis, Kevin Scott |
| 2023. április 22. 19:30 | Khris Middleton 23                       | Pont      | Jimmy Butler 30    | Kaseya Center, Miami Nézőszám: 19 734 Játékvezetők: Rodney Mott, Eric Lewis, Kevin Scott |
| 2023. április 22. 19:30 | Bobby Portis 10                          | Lepattanó | Adebayo, Martin 11 | Kaseya Center, Miami Nézőszám: 19 734 Játékvezetők: Rodney Mott, Eric Lewis, Kevin Scott |
| 2023. április 22. 19:30 | Khris Middleton 6                        | Gólpassz  | Bam Adebayo 5      | Kaseya Center, Miami Nézőszám: 19 734 Játékvezetők: Rodney Mott, Eric Lewis, Kevin Scott |
| A Miami Heat vezet, 2–1 |                                          |           |                    | Kaseya Center, Miami Nézőszám: 19 734 Játékvezetők: Rodney Mott, Eric Lewis, Kevin Scott |

A nyolcadik helyezett Heat ismét előnybe tudott kerülni a sorozatban, egy 121–99-es győzelemnek köszönhetően. Jimmy Butler 30 pontot dobott 28 perc alatt. Az első félidőben Milwaukee 56%-os hatékonysággal dobta hárompontosait, de a másodikban mindössze ötöt értékesített 21 próbálkozásból. Khris Middleton 23, míg Jrue Holiday 19 és Grayson Allen 14 pontot szerzett a vereség során. Duncan Robinson (Heat) 20 pontot dobott 29. születésnapján, míg Kyle Lowry 15 ponttal járult hozzá a sikerhez, a Heat 29 ponttal is vezetett egyes időszakokban. Ennek ellenére a találkozó nem volt tökéletes a floridai csapat számára, Victor Oladipo komoly térdsérülést szenvedett, véget vetve szezonjának.
Negyedik mérkőzés
| 2023. április 24. 19:30 | Milwaukee Bucks                          | 114–119   | Miami Heat       | Kaseya Center, Miami Nézőszám: 19 614 Játékvezetők: Marc Davis, Mark Lindsay, Jacyn Goble |
| 2023. április 24. 19:30 | (33–28, 24–22, 32–28, 25–41) Jegyzőkönyv |           |                  | Kaseya Center, Miami Nézőszám: 19 614 Játékvezetők: Marc Davis, Mark Lindsay, Jacyn Goble |
| 2023. április 24. 19:30 | Brook Lopez 36                           | Pont      | Jimmy Butler 56  | Kaseya Center, Miami Nézőszám: 19 614 Játékvezetők: Marc Davis, Mark Lindsay, Jacyn Goble |
| 2023. április 24. 19:30 | Brook Lopez 11                           | Lepattanó | Butler, Martin 9 | Kaseya Center, Miami Nézőszám: 19 614 Játékvezetők: Marc Davis, Mark Lindsay, Jacyn Goble |
| 2023. április 24. 19:30 | Jánisz Antetokúnmpo 13                   | Gólpassz  | Vincent 8        | Kaseya Center, Miami Nézőszám: 19 614 Játékvezetők: Marc Davis, Mark Lindsay, Jacyn Goble |
| A Miami Heat vezet, 3–1 |                                          |           |                  | Kaseya Center, Miami Nézőszám: 19 614 Játékvezetők: Marc Davis, Mark Lindsay, Jacyn Goble |

Jimmy Butler karriercsúcs 56 pontot szerzett, amiből 21-et a negyedik negyedben dobott, amivel csapata mindössze egy győzelemre került attól, hogy kiejtse az alapszakasz legjobb csapatát a rájátszásból. Hat perccel a mérkőzés vége előtt a Bucks 12 pont előnyben volt, az utolsó percekben a Heat 27–8 arányban megverte a wisconsini csapatot, először vezetést szerezve a mérkőzésen. Butler, aki a Miami 28 első negyedben szerzett pontjából 22-t szerzett, kiemelkedő hatékonysággal dobott (19/28 a mezőnyből és 15/18 a büntetővonalról), kilenc lepattanója mellett. 56 szerzett pontja franchise-rekordnak számított a rájátszásban. A Bucks legtöbb pontját Brook Lopez szerezte, 36-ot, 11 lepattanó mellett. Jánisz Antetokúnmpo visszatért hátsérüléséből és tripla-duplát szerzett, 26 ponttal, 13 gólpasszal és tíz lepattanóval.
Ötödik mérkőzés
| 2023. április 26. 21:30  | Miami Heat                                     | 128–126 (h. u.) | Milwaukee Bucks        | Fiserv Forum, Milwaukee Nézőszám: 18 113 Játékvezetők: James Williams, Sean Wright, Pat Fraher |
| 2023. április 26. 21:30  | (36–33, 27–36, 23–33, 32–16, 10–8) Jegyzőkönyv |                 |                        | Fiserv Forum, Milwaukee Nézőszám: 18 113 Játékvezetők: James Williams, Sean Wright, Pat Fraher |
| 2023. április 26. 21:30  | Jimmy Butler 42                                | Pont            | Jánisz Antetokúnmpo 38 | Fiserv Forum, Milwaukee Nézőszám: 18 113 Játékvezetők: James Williams, Sean Wright, Pat Fraher |
| 2023. április 26. 21:30  | Kevin Love 12                                  | Lepattanó       | Jánisz Antetokúnmpo 20 | Fiserv Forum, Milwaukee Nézőszám: 18 113 Játékvezetők: James Williams, Sean Wright, Pat Fraher |
| 2023. április 26. 21:30  | Bam Adebayo 10                                 | Gólpassz        | Holiday, Middleton 6   | Fiserv Forum, Milwaukee Nézőszám: 18 113 Játékvezetők: James Williams, Sean Wright, Pat Fraher |
| Miami Heat győzelem, 4–1 |                                                |                 |                        | Fiserv Forum, Milwaukee Nézőszám: 18 113 Játékvezetők: James Williams, Sean Wright, Pat Fraher |

Két nappal az után, hogy hátrányból nyerték meg a mérkőzést, a Heat ismét hasonló körülmények között diadalmaskodott és ejtette ki a Bucks csapatát, akik 16 pontos előnyből kaptak ki. A Heat fél másodperccel a mérkőzés vége előtt egyenlített ki, Jimmy Butler két pontjával. A Heat megnyerte a hosszabbítást, amivel mindőssze a hatodik nyolcadik helyezett lett az NBA történetében, aki ki tudta ejteni főcsoportja legjobb csapatát és az első Play-In szakaszból továbbjutott csapat a torna bevezetése óta, ami megnyert egy rájátszás-sorozatot. Butler, aki 37,6 pontot átlagolt a sorozatban, ezúttal 42 pontot szerzett, míg Bam Adebayo egy 20 pontks tripla-duplával járult hozzá a történelmi győzelemhez. A Bucks játékosai közül Middleton 33 pontot dobott, míg Antetokúnmpo 38-at és húsz lepattanót. A görög szupersztár viszont kihagyott 13 büntetődobást, ami a legtöbbnek számított egy játékos számára 2015 óta. Annak ellenére, hogy 102–86-ra vezettek a negyedik negyed elején, a Bucks szétesett, az utolsó negyedben és a hosszabbításban 25 dobásukból mindössze ötöt értékesítettek.

#### (2) Boston Celtics vs. (7) Atlanta Hawks
Első mérkőzés
| 2023. április 15:30         | Atlanta Hawks                            | 109–112   | Boston Celtics  | TD Garden, Boston Nézőszám: 19 156 Játékvezetők: Bill Kennedy, David Guthrie, Ben Taylor |
| 2023. április 15:30         | (19–29, 25–45, 31–20, 24–18) Jegyzőkönyv |           |                 | TD Garden, Boston Nézőszám: 19 156 Játékvezetők: Bill Kennedy, David Guthrie, Ben Taylor |
| 2023. április 15:30         | Dejounte Murray 24                       | Pont      | Jaylen Brown 29 | TD Garden, Boston Nézőszám: 19 156 Játékvezetők: Bill Kennedy, David Guthrie, Ben Taylor |
| 2023. április 15:30         | Capela, Murray 8                         | Lepattanó | Jaylen Brown 12 | TD Garden, Boston Nézőszám: 19 156 Játékvezetők: Bill Kennedy, David Guthrie, Ben Taylor |
| 2023. április 15:30         | Trae Young 8                             | Gólpassz  | White, Smart 7  | TD Garden, Boston Nézőszám: 19 156 Játékvezetők: Bill Kennedy, David Guthrie, Ben Taylor |
| A Boston Celtics vezet, 1–0 |                                          |           |                 | TD Garden, Boston Nézőszám: 19 156 Játékvezetők: Bill Kennedy, David Guthrie, Ben Taylor |

Jaylen Brown kiemelkedő teljesítménye 29 ponttal és 12 lepattanóval elég volt, hogy Boston magabiztosan győzni tudjon 112–99-re. Jayson Tatum 25 pontot tudott szerezni, amiből 21-et az első félidőben dobott, a félidőre 30 ponttal vezetett a Celtics. Derrick White ehhez hasonlóan teljesített, 25 pontot és 11 lepattanót felmutatva. A Hawks ezzel szemben nem tudott hatékonyan pontot szerezni, az első tíz hárompontos próbálkozásukat kihagyták, az egész mérkőzésen mindössze ötször szereztek hárompontost, 29 próbálkozásból. Annak ellenére, hogy egy ideig úgy tűnt, hogy Atlanta ismét a mérkőzésben volt a negyedik negyedben, a Celtics visszaszerezte az irányítást és megszerezték a győzelmet. Védelmük kiemelkedő volt, Dejounte Murray és Trae Young együtt mindössze tizenötször volt eredményes.
Második mérkőzés
| 2023. április 18. 19:00     | Atlanta Hawks                            | 106–119   | Boston Celtics    | TD Garden, Boston Nézőszám: 19 156 Játékvezetők: Mark Lindsay, Karl Lane, James Williams |
| 2023. április 18. 19:00     | (25–28, 24–33, 32–29, 25–29) Jegyzőkönyv |           |                   | TD Garden, Boston Nézőszám: 19 156 Játékvezetők: Mark Lindsay, Karl Lane, James Williams |
| 2023. április 18. 19:00     | Dejounte Murray 29                       | Pont      | Jayson Tatum 29   | TD Garden, Boston Nézőszám: 19 156 Játékvezetők: Mark Lindsay, Karl Lane, James Williams |
| 2023. április 18. 19:00     | De’Andre Hunter 12                       | Lepattanó | Jayson Tatum 10   | TD Garden, Boston Nézőszám: 19 156 Játékvezetők: Mark Lindsay, Karl Lane, James Williams |
| 2023. április 18. 19:00     | Murray, Young 6                          | Gólpassz  | Malcolm Brogdon 8 | TD Garden, Boston Nézőszám: 19 156 Játékvezetők: Mark Lindsay, Karl Lane, James Williams |
| A Boston Celtics vezet, 2–0 |                                          |           |                   | TD Garden, Boston Nézőszám: 19 156 Játékvezetők: Mark Lindsay, Karl Lane, James Williams |

A Celtics beállította a 2–0-ás győzelmet Jayson Tatum vezetésével, 29 pontot és 10 lepattanót szerezve. A Hawks ismét megpróbált visszajönni a mérkőzésbe, a negyedik negyed közepén 8 pontra voltak a Celtics-től, de a bostoni csapat a fennmaradó időben 20–6-ra legyőzte a Hawks-ot, így véget vetve a győzelem reményének. Derrick White 26 pontot, 7 lepattanót és 3 blokkot szerzett, míg Jaylen Brownnak 18 pontja volt. Ugyan Young és Dejounte Murray sokkal jobban teljesített, együtt 53 pontot szerezve, Atlanta nem tudott mit tenni Boston szigorított területen belüli dominanciájával.
Harmadik mérkőzés
| 2023. április 21. 19:00     | Boston Celtics                           | 122–130   | Atlanta Hawks   | State Farm Arena, Atlanta Nézőszám: 18 563 Játékvezetők: Scott Foster, Pat Fraher, Mitchell Ervin |
| 2023. április 21. 19:00     | (37–33, 30–41, 26–26, 29–30) Jegyzőkönyv |           |                 | State Farm Arena, Atlanta Nézőszám: 18 563 Játékvezetők: Scott Foster, Pat Fraher, Mitchell Ervin |
| 2023. április 21. 19:00     | Jayson Tatum 29                          | Pont      | Trae Young 32   | State Farm Arena, Atlanta Nézőszám: 18 563 Játékvezetők: Scott Foster, Pat Fraher, Mitchell Ervin |
| 2023. április 21. 19:00     | Jayson Tatum 10                          | Lepattanó | Clint Capela 11 | State Farm Arena, Atlanta Nézőszám: 18 563 Játékvezetők: Scott Foster, Pat Fraher, Mitchell Ervin |
| 2023. április 21. 19:00     | Marcus Smart 8                           | Gólpassz  | Trae Young 9    | State Farm Arena, Atlanta Nézőszám: 18 563 Játékvezetők: Scott Foster, Pat Fraher, Mitchell Ervin |
| A Boston Celtics vezet, 2–1 |                                          |           |                 | State Farm Arena, Atlanta Nézőszám: 18 563 Játékvezetők: Scott Foster, Pat Fraher, Mitchell Ervin |

Annak a veszélyével, hogy 3–0-ás hátrányba kerülhetnek, Trae Young 32 pontot szerzett, 9 gólpassz mellett, ami az első mérkőzése volt a rájátszásban a Hawks főcsoportdöntő-szereplése óta két évvel korábban, amin legalább 30 pontot dobott. Young védőtársa, Dejounte Murray 25 ponttal járult a győzelemhez, amit hat lepattanóval és öt gólpasszal toldott meg. Az utolsó negyedben a duó szerzett a csapat 30 pontjából huszonkettőt. Jayson Tatum 29 pontot tudott szerezni, míg Marcus Smart huszonnégyet, de a Boston a találkozó nagy részén hátrányban volt, Atlanta kiemelkedő hatékonysággal értékesítette mezőnydobásait.
Negyedik mérkőzés
| 2023. április 23. 19:00     | Boston Celtics                           | 129–121   | Atlanta Hawks     | State Farm Arena, Atlanta Nézőszám: 19 144 Játékvezetők: Zach Zarba, Tyler Ford, Gediminas Petraitis |
| 2023. április 23. 19:00     | (35–25, 30–28, 27–34, 37–34) Jegyzőkönyv |           |                   | State Farm Arena, Atlanta Nézőszám: 19 144 Játékvezetők: Zach Zarba, Tyler Ford, Gediminas Petraitis |
| 2023. április 23. 19:00     | Brown, Tatum 31                          | Pont      | Trae Young 35     | State Farm Arena, Atlanta Nézőszám: 19 144 Játékvezetők: Zach Zarba, Tyler Ford, Gediminas Petraitis |
| 2023. április 23. 19:00     | Robert Williams III 15                   | Lepattanó | Dejounte Murray 9 | State Farm Arena, Atlanta Nézőszám: 19 144 Játékvezetők: Zach Zarba, Tyler Ford, Gediminas Petraitis |
| 2023. április 23. 19:00     | Al Horford 5                             | Gólpassz  | Trae Young 15     | State Farm Arena, Atlanta Nézőszám: 19 144 Játékvezetők: Zach Zarba, Tyler Ford, Gediminas Petraitis |
| A Boston Celtics vezet, 3–1 |                                          |           |                   | State Farm Arena, Atlanta Nézőszám: 19 144 Játékvezetők: Zach Zarba, Tyler Ford, Gediminas Petraitis |

Azt követően, hogy első hét dobásából csak egyet értékesített, Jaylen Brown a második félidőben 73%-os hatékonysággal szerezte pontjait, amivel a Celtics közelebb került a továbbjutáshoz. Jayson Tatum 31 pontot dobott, ő és Brown szerezték a csapat utolsó 16 pontját a mérkőzésen, ellehetetlenítve a Hawks próbálkozásait a győzelemre. A páros 62 pontja mellett Marcus Smart tizenkilencet, Derrick White pedig tizennyolcat dobott. Annak ellenére, hogy Trae Youngnak 35 pontja és 15 gólpassza volt és De’Andre Hunter, illetve Dejounte Murray együtt 50 pontot dobtak, a Hawks egyszer se vezetett a találkozón az első negyed után.
Ötödik mérkőzés
| 2023. április 25. 19:30     | Atlanta Hawks                            | 119–117   | Boston Celtics  | TD Garden, Boston Nézőszám: 19 156 Játékvezetők: Courtney Kirkland, Josh Tiven, Tre Maddox |
| 2023. április 25. 19:30     | (30–27, 28–39, 24–26, 37–25) Jegyzőkönyv |           |                 | TD Garden, Boston Nézőszám: 19 156 Játékvezetők: Courtney Kirkland, Josh Tiven, Tre Maddox |
| 2023. április 25. 19:30     | Trae Young 38                            | Pont      | Jaylen Brown 35 | TD Garden, Boston Nézőszám: 19 156 Játékvezetők: Courtney Kirkland, Josh Tiven, Tre Maddox |
| 2023. április 25. 19:30     | Clint Capela 7                           | Lepattanó | Jayson Tatum 8  | TD Garden, Boston Nézőszám: 19 156 Játékvezetők: Courtney Kirkland, Josh Tiven, Tre Maddox |
| 2023. április 25. 19:30     | Trae Young 13                            | Gólpassz  | Jayson Tatum 8  | TD Garden, Boston Nézőszám: 19 156 Játékvezetők: Courtney Kirkland, Josh Tiven, Tre Maddox |
| A Boston Celtics vezet, 3–2 |                                          |           |                 | TD Garden, Boston Nézőszám: 19 156 Játékvezetők: Courtney Kirkland, Josh Tiven, Tre Maddox |

Trae Youngnak 38 pontja volt és szerzett egy hárompontost két másodperccel a mérkőzés vége előtt, hogy reményt adjon a Hawksnak a rájátszásban maradásra. Young pontjaiból tizenhatot a negyedik negyedben szerzett, míg csapattársai 19 hárompontost értékesítettek, ami a legtöbb volt a sorozatban. John Collins 22 ponttal járult hozzá a győzelemhez, Dejounte Murray eltiltás miatt nem játszhatott a találkozón, ami után összeütközött egy játékvezetővel az előző találkozón. Annak ellenére, hogy a Celtics kiemelkedően játszott (Brown 35, Tatum pedig 19 pontot szerzett), ez nem volt elég a továbbjutás bebiztosítására, a negyedik negyedben szétestek.
Hatodik mérkőzés
| 2023. április 27. 20:30      | Boston Celtics                           | 128–120   | Atlanta Hawks      | State Farm Arena, Atlanta Nézőszám: 19 176 Játékvezetők: Marc Davis, Curtis Blair, Jacyn Goble |
| 2023. április 27. 20:30      | (35–34, 33–33, 30–33, 30–20) Jegyzőkönyv |           |                    | State Farm Arena, Atlanta Nézőszám: 19 176 Játékvezetők: Marc Davis, Curtis Blair, Jacyn Goble |
| 2023. április 27. 20:30      | Jaylen Brown 32                          | Pont      | Trae Young 30      | State Farm Arena, Atlanta Nézőszám: 19 176 Játékvezetők: Marc Davis, Curtis Blair, Jacyn Goble |
| 2023. április 27. 20:30      | Jayson Tatum 14                          | Lepattanó | Onyeka Okongwu 11  | State Farm Arena, Atlanta Nézőszám: 19 176 Játékvezetők: Marc Davis, Curtis Blair, Jacyn Goble |
| 2023. április 27. 20:30      | Jayson Tatum 7                           | Gólpassz  | Dejounte Murray 11 | State Farm Arena, Atlanta Nézőszám: 19 176 Játékvezetők: Marc Davis, Curtis Blair, Jacyn Goble |
| Boston Celtics győzelem, 4–2 |                                          |           |                    | State Farm Arena, Atlanta Nézőszám: 19 176 Játékvezetők: Marc Davis, Curtis Blair, Jacyn Goble |

Azt követően, hogy a Celtics szétesett az előző mérkőzés végén, a hatodik találkozón véget tudtak venni a sorozatnak, hatodjára a második fordulóba jutva az előző hét évben. A Celtics legjobb játékosai Jaylen Brown (32 pont), Jayson Tatum (30 pont és 14 lepattanó), Marcus Smart (22 pont) és Malcolm Brogdon (17 pont csereként) voltak, míg Trae Young, aki végül 30 ponttal és tíz gólpasszal zárta a mérkőzést, a második negyedben kihagyott 13 próbálkozásából tizenkettőt. Dejounte Murray szintén nem tudott lendületbe kerülni, az első negyedben egy pontot se szerzett. A duó végül csak 34,1%-os hatékonysággal értékesítette dobásait.

#### (3) Philadelphia 76ers vs. (6) Brooklyn Nets
Első mérkőzés
| 2023. április 15. 13:00         | Brooklyn Nets                            | 101–121   | Philadelphia 76ers | Wells Fargo Center, Philadelphia Nézőszám: 20 913 Játékvezetők: JB DeRosa, Mark Lindsay, James Williams |
| 2023. április 15. 13:00         | (25–30, 33–37, 23–26, 20–28) Jegyzőkönyv |           |                    | Wells Fargo Center, Philadelphia Nézőszám: 20 913 Játékvezetők: JB DeRosa, Mark Lindsay, James Williams |
| 2023. április 15. 13:00         | Mikal Bridges 30                         | Pont      | Joel Embiid 26     | Wells Fargo Center, Philadelphia Nézőszám: 20 913 Játékvezetők: JB DeRosa, Mark Lindsay, James Williams |
| 2023. április 15. 13:00         | Nic Claxton 10                           | Lepattanó | Tyrese Maxey 6     | Wells Fargo Center, Philadelphia Nézőszám: 20 913 Játékvezetők: JB DeRosa, Mark Lindsay, James Williams |
| 2023. április 15. 13:00         | Spencer Dinwiddie 7                      | Gólpassz  | James Harden 13    | Wells Fargo Center, Philadelphia Nézőszám: 20 913 Játékvezetők: JB DeRosa, Mark Lindsay, James Williams |
| A Philadelphia 76ers vezet, 1–0 |                                          |           |                    | Wells Fargo Center, Philadelphia Nézőszám: 20 913 Játékvezetők: JB DeRosa, Mark Lindsay, James Williams |

James Harden (23 pont, 13 gólpassz, 7 hárompontossal), Joel Embiid (26 pont) és Tobias Harris (21 pont) vezetésével a 76ers diadalmaskodni tudott az első mérkőzésen. Philadelphia megdöntötte a csapat rájátszás-rekordját a legtöbb szerzett három pontossal, huszonegyet dobva. Mikal Bridges kiemelkedően játszott a Brooklyn színeiben, jó hatékonysággal, 23 pontot szerezve. A Nets egyszer se volt előnyben a találkozón.
Második mérkőzés
| 2023. április 17. 19:30         | Brooklyn Nets                            | 84–96     | Philadelphia 76ers | Wells Fargo Center, Philadelphia Nézőszám: 20 958 Játékvezetők: David Guthrie, Curtis Blair, Tre Maddox |
| 2023. április 17. 19:30         | (25–25, 24–19, 14–24, 21–28) Jegyzőkönyv |           |                    | Wells Fargo Center, Philadelphia Nézőszám: 20 958 Játékvezetők: David Guthrie, Curtis Blair, Tre Maddox |
| 2023. április 17. 19:30         | Cameron Johnson 28                       | Pont      | Tyrese Maxey 33    | Wells Fargo Center, Philadelphia Nézőszám: 20 958 Játékvezetők: David Guthrie, Curtis Blair, Tre Maddox |
| 2023. április 17. 19:30         | Dorian Finney-Smith 7                    | Lepattanó | Joel Embiid 19     | Wells Fargo Center, Philadelphia Nézőszám: 20 958 Játékvezetők: David Guthrie, Curtis Blair, Tre Maddox |
| 2023. április 17. 19:30         | Mikal Bridges 7                          | Gólpassz  | Embiid, Harden 7   | Wells Fargo Center, Philadelphia Nézőszám: 20 958 Játékvezetők: David Guthrie, Curtis Blair, Tre Maddox |
| A Philadelphia 76ers vezet, 2–0 |                                          |           |                    | Wells Fargo Center, Philadelphia Nézőszám: 20 958 Játékvezetők: David Guthrie, Curtis Blair, Tre Maddox |

Tekintve, hogy a Nets jól védekezett ellene, Joel Embiid átadta a pontszerzési feladatokat csapattársainak, Tyrese Maxey 33 pontot szerzett, míg Tobias Harris húszat, 12 lepattanóval. EMbiid 19 lepattanót tudott felmutatni, hét gólpassz és három blokk mellett. Ugyan a mérkőzés tempója elég lassú volt az első negyedben, a második félidőben a 76ers kiemelkedően játszott, a Nets mindössze 35%-os hatékonysággal tudta értékesíteni dobásait. Cameron Johnson 28 pontjából huszonkettőt az első félidőben dobott, Brooklyn összesen 35 pontot szerzett a második félidőben, így a második mérkőzésen is alulmaradt.
Harmadik mérkőzés
| 2023. április 20. 19:30         | Philadelphia 76ers                       | 102–97    | Brooklyn Nets         | Barclays Center, New York Nézőszám: 17 910 Játékvezetők: Tony Brothers, Ben Taylor, Nick Buchert |
| 2023. április 20. 19:30         | (32–28, 26–19, 18–35, 26–15) Jegyzőkönyv |           |                       | Barclays Center, New York Nézőszám: 17 910 Játékvezetők: Tony Brothers, Ben Taylor, Nick Buchert |
| 2023. április 20. 19:30         | Tyrese Maxey 25                          | Pont      | Mikal Bridges 26      | Barclays Center, New York Nézőszám: 17 910 Játékvezetők: Tony Brothers, Ben Taylor, Nick Buchert |
| 2023. április 20. 19:30         | Joel Embiid 10                           | Lepattanó | Dorian Finney-Smith 9 | Barclays Center, New York Nézőszám: 17 910 Játékvezetők: Tony Brothers, Ben Taylor, Nick Buchert |
| 2023. április 20. 19:30         | Harden, Tucker 4                         | Gólpassz  | Spencer Dinwiddie 7   | Barclays Center, New York Nézőszám: 17 910 Játékvezetők: Tony Brothers, Ben Taylor, Nick Buchert |
| A Philadelphia 76ers vezet, 3–0 |                                          |           |                       | Barclays Center, New York Nézőszám: 17 910 Játékvezetők: Tony Brothers, Ben Taylor, Nick Buchert |

A Sixers legtöbb pontját ismét Tyrese Maxey szerezte, huszonötöt dobott, amiből tízet az utolsó három percben tudott megszerezni. Mikor a mérkőzésből egy perc volt hátra, mindkét csapatnak 96 pontja volt, Maxey bedobott egy hátralépéses hárompontost, hogy előnybe helyezze csapatát. Ugyan Joel Embiid nem tudott hatékonyan pontot szerezni, mindössze tizennégyet szerzett, kiemelkedően védekezett és az ő blokkjával biztosította be a csapat a győzelmet, mindössze 10 másodperccel a találkozó vége előtt. A Nets legtöbb pontját Mikal Bridges szerezte, de a negyedik negyedben a csapat csak 15 pontot tudott dobni.
Negyedik mérkőzés
| 2023. április 22. 13:00          | Philadelphia 76ers                       | 96–88     | Brooklyn Nets        | Barclays Center, New York Nézőszám: 18 037 Játékvezetők: John Goble, Sean Wright, Karl Lane |
| 2023. április 22. 13:00          | (22–29, 18–19, 26–15, 30–25) Jegyzőkönyv |           |                      | Barclays Center, New York Nézőszám: 18 037 Játékvezetők: John Goble, Sean Wright, Karl Lane |
| 2023. április 22. 13:00          | Tobias Harris 25                         | Pont      | Spencer Dinwiddie 20 | Barclays Center, New York Nézőszám: 18 037 Játékvezetők: John Goble, Sean Wright, Karl Lane |
| 2023. április 22. 13:00          | Paul Reed 15                             | Lepattanó | Nic Claxton 12       | Barclays Center, New York Nézőszám: 18 037 Játékvezetők: John Goble, Sean Wright, Karl Lane |
| 2023. április 22. 13:00          | James Harden 11                          | Gólpassz  | Spencer Dinwiddie 6  | Barclays Center, New York Nézőszám: 18 037 Játékvezetők: John Goble, Sean Wright, Karl Lane |
| Philadelphia 76ers-győzelem, 4–0 |                                          |           |                      | Barclays Center, New York Nézőszám: 18 037 Játékvezetők: John Goble, Sean Wright, Karl Lane |

Joel Embiid távollétében Tobias Harris 25 ponttal és 12 lepattanóval vezette csapatát, míg James Harden 17 pontot és 11 gólpasszt szerzett, bebiztosítva, hogy a 76ers 1991 óta először úgy ejtette ki ellenfelét a rájátszásban, hogy az egy mérkőzést se tudott megnyerni. Paul Reed, aki Embiid helyét vette át a kezdőcsapatban, 10 ponttal és 15 ponttal járult hozzá a győzelemhez, míg De’Anthony Melton összes (15) pontját az utolsó negyedben dobta. A Sixers védelme kiemelkedő volt, a második negyedben a Nets csak 40 pontot tudott szerezni. Spencer Dinwiddie 20 pontja, illetve Nic Claxton 19 pontja és 12 lepattanója nem volt elég, a Nets sorozatban tizedik rájátszás-mérkőzését veszítette el.

#### (4) Cleveland Cavaliers  vs. (5) New York Knicks
Első mérkőzés
| 2023. április 18:00          | New York Knicks                          | 101–97    | Cleveland Cavaliers | Rocket Mortgage FieldHouse, Cleveland Nézőszám: 19 432 Játékvezetők: Zach Zarba, Curtis Blair, Sean Corbin, Natalie Sago |
| 2023. április 18:00          | (30–24, 20–21, 28–25, 23–27) Jegyzőkönyv |           |                     | Rocket Mortgage FieldHouse, Cleveland Nézőszám: 19 432 Játékvezetők: Zach Zarba, Curtis Blair, Sean Corbin, Natalie Sago |
| 2023. április 18:00          | Jalen Brunson 27                         | Pont      | Donovan Mitchell 38 | Rocket Mortgage FieldHouse, Cleveland Nézőszám: 19 432 Játékvezetők: Zach Zarba, Curtis Blair, Sean Corbin, Natalie Sago |
| 2023. április 18:00          | Julius Randle 10                         | Lepattanó | Jarrett Allen 14    | Rocket Mortgage FieldHouse, Cleveland Nézőszám: 19 432 Játékvezetők: Zach Zarba, Curtis Blair, Sean Corbin, Natalie Sago |
| 2023. április 18:00          | RJ Barrett 6                             | Gólpassz  | Donovan Mitchell 8  | Rocket Mortgage FieldHouse, Cleveland Nézőszám: 19 432 Játékvezetők: Zach Zarba, Curtis Blair, Sean Corbin, Natalie Sago |
| A New York Knicks vezet, 1–0 |                                          |           |                     | Rocket Mortgage FieldHouse, Cleveland Nézőszám: 19 432 Játékvezetők: Zach Zarba, Curtis Blair, Sean Corbin, Natalie Sago |

Jalen Brunson 27 pontjával a Knicks meglepetés győzelmet tudott aratni a Cavaliers ellen Clevelandben. Julius Randle és Josh Hart 10–10 lepattanót szerzett, 19 és 17 pont mellett. Donovan Mitchell 38 pontos teljesítménye, nyolc gólpasszal és öt lepattanóval nem volt elég a vereség megakadályozására. Jarrett Allen 14 pontot és 14 lepattanót szerzett, míg Darius Garland 17 pontot. Cleveland az utolsó negyed végén még egyszer előnyre tett szert két perccel a mérkőzés vége előtt, azt követően, hogy tíz pontos hátrányban volt, de a Knicks diadalmaskodni tudott.
Második mérkőzés
| 2023. április 18. 19:30 | New York Knicks                          | 90–107    | Cleveland Cavaliers | Rocket Mortgage FieldHouse, Cleveland Nézőszám: 19 432 Játékvezetők: Tony Brothers, Brent Barnaky, Ben Taylor, Natalie Sago |
| 2023. április 18. 19:30 | (22–25, 17–34, 21–23, 30–25) Jegyzőkönyv |           |                     | Rocket Mortgage FieldHouse, Cleveland Nézőszám: 19 432 Játékvezetők: Tony Brothers, Brent Barnaky, Ben Taylor, Natalie Sago |
| 2023. április 18. 19:30 | Julius Randle 22                         | Pont      | Darius Garland 32   | Rocket Mortgage FieldHouse, Cleveland Nézőszám: 19 432 Játékvezetők: Tony Brothers, Brent Barnaky, Ben Taylor, Natalie Sago |
| 2023. április 18. 19:30 | Julius Randle 8                          | Lepattanó | Evan Mobley 13      | Rocket Mortgage FieldHouse, Cleveland Nézőszám: 19 432 Játékvezetők: Tony Brothers, Brent Barnaky, Ben Taylor, Natalie Sago |
| 2023. április 18. 19:30 | Jalen Brunson 6                          | Gólpassz  | Donovan Mitchell 13 | Rocket Mortgage FieldHouse, Cleveland Nézőszám: 19 432 Játékvezetők: Tony Brothers, Brent Barnaky, Ben Taylor, Natalie Sago |
| Döntetlen, 1–1          |                                          |           |                     | Rocket Mortgage FieldHouse, Cleveland Nézőszám: 19 432 Játékvezetők: Tony Brothers, Brent Barnaky, Ben Taylor, Natalie Sago |

Darius Garland gyenge teljesítményét követően első rájátszás-mérkőzésén, ezúttal kiemelkedően játszott, 32 pontot szerezve, amiből 26-ot az első félidőben dobott. Vezetésével a Cavaliers 2018 óta először meg tudott nyerni egy rájátszás-mérkőzést. Caris LeVert csereként 24 pontot szerzett, míg Donovan Mitchell 17 pontot dobott, karriercsúcs 13 gólpassz mellett. A Cleveland ki tudta használni a Knicks hibáit, 27 pontot szereztek azt követően, hogy a New York-i csapat eladta a labdát, ami a legtöbbnek számít 2009 óta. Ugyan Julius Randle 22 pontot szerzett, csapata dobóhatékonysága mindössze 33,3% volt.
Harmadik mérkőzés
| 2023. április 21. 20:30      | Cleveland Cavaliers                      | 79–99     | New York Knicks   | Madison Square Garden, New York Nézőszám: 19 812 Játékvezetők: Josh Tiven, Courtney Kirkland, Justin Van Duyne |
| 2023. április 21. 20:30      | (17–17, 15–28, 23–27, 24–27) Jegyzőkönyv |           |                   | Madison Square Garden, New York Nézőszám: 19 812 Játékvezetők: Josh Tiven, Courtney Kirkland, Justin Van Duyne |
| 2023. április 21. 20:30      | Donovan Mitchell 22                      | Pont      | Jalen Brunson 21  | Madison Square Garden, New York Nézőszám: 19 812 Játékvezetők: Josh Tiven, Courtney Kirkland, Justin Van Duyne |
| 2023. április 21. 20:30      | Evan Mobley 10                           | Lepattanó | Barrett, Randle 8 | Madison Square Garden, New York Nézőszám: 19 812 Játékvezetők: Josh Tiven, Courtney Kirkland, Justin Van Duyne |
| 2023. április 21. 20:30      | Donovan Mitchell 5                       | Gólpassz  | Jalen Brunson 6   | Madison Square Garden, New York Nézőszám: 19 812 Játékvezetők: Josh Tiven, Courtney Kirkland, Justin Van Duyne |
| A New York Knicks vezet, 2–1 |                                          |           |                   | Madison Square Garden, New York Nézőszám: 19 812 Játékvezetők: Josh Tiven, Courtney Kirkland, Justin Van Duyne |

A Knicks első teltházas hazai mérkőzésén 2013 óta a Cavaliers mindössze 79 pontot tudott dobni, ami a legkevesebb volt egy csapat által a szezonban. Jalen Brunson szerezte a Knicks legtöbb pontját, huszonegyet, míg Josh Hart tizenhárommal járult hozzá az eredményhez a cserepadról. RJ Barrett, aki az első két mérkőzésen mindössze hat dobást értékesített, ezúttal 12 próbálkozásából nyolcat bedobott. A Cleveland játékosai közül Donovan Mitchell 22 pontot szerzett, de Darius Garland, aki a második mérkőzésen 32 pontot tudott felmutatni, 19%-os hatékonysággal (4/21) dobott a találkozón. A Cavaliers támadójátéka nagyon gyenge volt, csak 7 hárompontost dobtak be 33 próbálkozásból, húszszor eladták a labdát és az első félidőben összesen 32 pontot szereztek.
Negyedik mérkőzés
| 2023. április 23. 13:00      | Cleveland Cavaliers | 93–102    | New York Knicks      | Madison Square Garden, New York Nézőszám: 19 812 Játékvezetők: Scott Foster, Kevin Cutler, Tre Maddox, Scott Twardoski |
| 2023. április 23. 13:00      | Jegyzőkönyv         |           |                      | Madison Square Garden, New York Nézőszám: 19 812 Játékvezetők: Scott Foster, Kevin Cutler, Tre Maddox, Scott Twardoski |
| 2023. április 23. 13:00      | Dariud Garland 23   | Pont      | Jalen Brunson 29     | Madison Square Garden, New York Nézőszám: 19 812 Játékvezetők: Scott Foster, Kevin Cutler, Tre Maddox, Scott Twardoski |
| 2023. április 23. 13:00      | Caris LeVert 9      | Lepattanó | Mitchell Robinson 11 | Madison Square Garden, New York Nézőszám: 19 812 Játékvezetők: Scott Foster, Kevin Cutler, Tre Maddox, Scott Twardoski |
| 2023. április 23. 13:00      | Dariud Garland 10   | Gólpassz  | Jalen Brunson 6      | Madison Square Garden, New York Nézőszám: 19 812 Játékvezetők: Scott Foster, Kevin Cutler, Tre Maddox, Scott Twardoski |
| A New York Knicks vezet, 3–1 |                     |           |                      | Madison Square Garden, New York Nézőszám: 19 812 Játékvezetők: Scott Foster, Kevin Cutler, Tre Maddox, Scott Twardoski |

A kulcsfontosságú negyedik mérkőzésen Jalen Brunson 29 pontot szerzett, míg RJ Barrett huszonhatot és Josh Hart tizenkilencet tudott felmutatni. Ugyan Darius Garland ezúttal jobban játszott, 23 pontot és 10 gólpasszt szerezve, Donovan Mitchell nem tudta szokásos jó formáját hozni, 11 ponttal és hat labdavesztéssel zárta a mérkőzést, a második félidőben csak egy mezőnydobását értékesítette. Caris LeVert és Jarrett Allen is 14–14 pontot szerzett, de Allen nem tudott kiemelkedően lepattanókat gyűjteni, a Knicks centere, Mitchell Robinson dominálta őt, 11 lepattanót szerezve, 12 pontja mellett. Négy mérkőzésen már harmadjára nem tudta elérni a 100 pontot a Cleveland a sorozatban.
Ötödik mérkőzés
| 2023. április 26. 19:00       | New York Knicks                          | 106–95    | Cleveland Cavaliers | Rocket Mortgage FieldHouse, Cleveland Nézőszám: 19 432 Játékvezetők: John Goble, Kevin Scott, Mitchell Ervin |
| 2023. április 26. 19:00       | (33–26, 28–25, 26–24, 19–20) Jegyzőkönyv |           |                     | Rocket Mortgage FieldHouse, Cleveland Nézőszám: 19 432 Játékvezetők: John Goble, Kevin Scott, Mitchell Ervin |
| 2023. április 26. 19:00       | Jalen Brunson 23                         | Pont      | Donovan Mitchell 28 | Rocket Mortgage FieldHouse, Cleveland Nézőszám: 19 432 Játékvezetők: John Goble, Kevin Scott, Mitchell Ervin |
| 2023. április 26. 19:00       | Mitchell Robinson 18                     | Lepattanó | Evan Mobley 9       | Rocket Mortgage FieldHouse, Cleveland Nézőszám: 19 432 Játékvezetők: John Goble, Kevin Scott, Mitchell Ervin |
| 2023. április 26. 19:00       | Julius Randle 6                          | Gólpassz  | Donovan Mitchell 5  | Rocket Mortgage FieldHouse, Cleveland Nézőszám: 19 432 Játékvezetők: John Goble, Kevin Scott, Mitchell Ervin |
| New York Knicks győzelem, 4–1 |                                          |           |                     | Rocket Mortgage FieldHouse, Cleveland Nézőszám: 19 432 Játékvezetők: John Goble, Kevin Scott, Mitchell Ervin |

Negyedjére a párosításban a Cavaliers nem tudta elérni a 100 pontos határt a mérkőzésen, így a Knicks az elmúlt 23 évben mindössze másodjára megnyert egy rájátszás-sorozatot. A Knicks csapatát ismét Jalen Brunson vezette, aki 23 pontot szerzett, míg RJ Barrett huszoneggyel járult hozzá a továbbjutáshoz. Brunson kiemelkedően játszott az egész sorozatban, 24 pontot átlagolt és mind a négy győzelem során ő szerezte csapata legtöbb pontját. Mitchell Robinson kulcsfontosságú szerepet játszott a Knicks védelmében, 18 lepattanót szerezve, amivel már sorozatban másodjára több lepattanója volt, mint a Knicks centereinek, Jarrett Allennek és Evan Mobleynek. Ugyan Donovan Mitchell és Darius Garland a sorozatban először mindketten több, mint 20 pontot szereztek, a Cavaliers egyszer se vezetett a mérkőzésen.

### Nyugati főcsoport

#### (1) Denver Nuggets vs. (8) Minnesota Timberwolves
Első mérkőzés
| 2023. április 16. 22:30     | Minnesota Timberwolves                   | 80–109    | Denver Nuggets  | Ball Arena, Denver Nézőszám: 19 628 Játékvezetők: Rodney Mott, Pat Fraher, Josh Tiven, Lauren Holtkamp |
| 2023. április 16. 22:30     | (23–26, 21–29, 14–32, 22–22) Jegyzőkönyv |           |                 | Ball Arena, Denver Nézőszám: 19 628 Játékvezetők: Rodney Mott, Pat Fraher, Josh Tiven, Lauren Holtkamp |
| 2023. április 16. 22:30     | Anthony Edwards 18                       | Pont      | Jamal Murray 24 | Ball Arena, Denver Nézőszám: 19 628 Játékvezetők: Rodney Mott, Pat Fraher, Josh Tiven, Lauren Holtkamp |
| 2023. április 16. 22:30     | Rudy Gobert 13                           | Lepattanó | Nikola Jokić 14 | Ball Arena, Denver Nézőszám: 19 628 Játékvezetők: Rodney Mott, Pat Fraher, Josh Tiven, Lauren Holtkamp |
| 2023. április 16. 22:30     | Anthony Edwards 5                        | Gólpassz  | Jamal Murray 8  | Ball Arena, Denver Nézőszám: 19 628 Játékvezetők: Rodney Mott, Pat Fraher, Josh Tiven, Lauren Holtkamp |
| A Denver Nuggets vezet, 1–0 |                                          |           |                 | Ball Arena, Denver Nézőszám: 19 628 Játékvezetők: Rodney Mott, Pat Fraher, Josh Tiven, Lauren Holtkamp |

A Nuggets könnyen legyőzte a Timberwolves csapatát a sorozat első mérkőzésén, Minnesota 81 próbálkozásából mindössze harmincat tudott bedobni. Ez volt a 2020-as NBA-buborék óta az első rájátszás-mérkőzés, hogy Jamal Murray szerezte Denver legtöbb pontját, huszonnégyet dobva. Nikola Jokić és Michael Porter Jr. is dupla-duplát szerzett, 13 ponttal és 14 lepattanóval, illetve 18 ponttal és 11 lepattanóval. Anthony Edwards 18 pontot szerzett a Timberwolves színeiben, míg Karl-Anthony Towns 11 pontot és 10 lepattanót. A Minnesota által szerzett 80 pont a legkevesebbjük volt 2016 óta, illetve ebben a szezonban a legkevesebb egy mérkőzésen.
Második mérkőzés
| 2023. április 19. 22:00     | Minnesota Timberwolves                   | 113–122   | Denver Nuggets  | Ball Arena, Denver Nézőszám: 19 683 Játékvezetők: Marc Davis, Ed Malloy, Lauren Holtkamp, Tyler Ford |
| 2023. április 19. 22:00     | (22–31, 27–33, 40–23, 24–35) Jegyzőkönyv |           |                 | Ball Arena, Denver Nézőszám: 19 683 Játékvezetők: Marc Davis, Ed Malloy, Lauren Holtkamp, Tyler Ford |
| 2023. április 19. 22:00     | Anthony Edwards 41                       | Pont      | Jamal Murray 40 | Ball Arena, Denver Nézőszám: 19 683 Játékvezetők: Marc Davis, Ed Malloy, Lauren Holtkamp, Tyler Ford |
| 2023. április 19. 22:00     | Karl-Anthony Towns 12                    | Lepattanó | Aaron Gordon 10 | Ball Arena, Denver Nézőszám: 19 683 Játékvezetők: Marc Davis, Ed Malloy, Lauren Holtkamp, Tyler Ford |
| 2023. április 19. 22:00     | Mike Conley 7                            | Gólpassz  | Nikola Jokić 9  | Ball Arena, Denver Nézőszám: 19 683 Játékvezetők: Marc Davis, Ed Malloy, Lauren Holtkamp, Tyler Ford |
| A Denver Nuggets vezet, 2–0 |                                          |           |                 | Ball Arena, Denver Nézőszám: 19 683 Játékvezetők: Marc Davis, Ed Malloy, Lauren Holtkamp, Tyler Ford |

Jamal Murray negyven pontot szerzett, míg Michael Porter Jr. 16 pontjából tizenhármat szerzett, hogy megnyerjék a mérkőzést a Nuggets-nek. Nikola Jokić ismét kiemelkedően játszott, 27 pontja, kilenc lepattanója és kilenc gólpassza volt, az első félidőben már 21 ponttal vezetett a csapat. Anthony Edwards pályafutása legtöbb pontját szerezte a rájátszásban, 41-et dobva, a harmadik negyedben a Wolves mindössze négy dobását hagyta ki, így megszerezve a vezetést a negyedik negyed elején. Játékvezetői hibáknak köszönhetően a Nuggets vissza tudta szerezni a vezetést, Michael Porter Jr. sorozatban nyolc pontot szerzett.
Harmadik mérkőzés
| 2023. április 21. 21:30     | Denver Nuggets                           | 120–111   | Minnesota Timberwolves | Target Center, Minneapolis Nézőszám: 19 536 Játékvezetők: Zach Zarba, James Williams, Eric Dalen |
| 2023. április 21. 21:30     | (28–28, 33–27, 33–33, 26–23) Jegyzőkönyv |           |                        | Target Center, Minneapolis Nézőszám: 19 536 Játékvezetők: Zach Zarba, James Williams, Eric Dalen |
| 2023. április 21. 21:30     | Michael Porter Jr. 25                    | Pont      | Anthony Edwards 36     | Target Center, Minneapolis Nézőszám: 19 536 Játékvezetők: Zach Zarba, James Williams, Eric Dalen |
| 2023. április 21. 21:30     | Nikola Jokić 11                          | Lepattanó | Rudy Gobert 10         | Target Center, Minneapolis Nézőszám: 19 536 Játékvezetők: Zach Zarba, James Williams, Eric Dalen |
| 2023. április 21. 21:30     | Nikola Jokić 12                          | Gólpassz  | Kyle Anderson 6        | Target Center, Minneapolis Nézőszám: 19 536 Játékvezetők: Zach Zarba, James Williams, Eric Dalen |
| A Denver Nuggets vezet, 3–0 |                                          |           |                        | Target Center, Minneapolis Nézőszám: 19 536 Játékvezetők: Zach Zarba, James Williams, Eric Dalen |

A Nuggets könnyen legyőzte a Timberwolves csapatát a harmadik mérkőzésen, Nikola Jokić kétszeres MVP-címvédő vezette a csapatot, megszerezve hetedik tripla-dupláját pályafutása során a rájátszásban. Michael Porter Jr. szerezte a legtöbb pontot huszonöttel és kilenc lepattanóval, míg Jamal Murray 18 pontot és 9 gólpasszt szerzett. Annak ellenére, hogy Anthony Edwards ismét kiemelkedően játszott, 36 pontot szerzett, a Timberwolves nem tudott nyerni, két időszak is volt, mikor Denver sorozatban kilenc pontot tudott szerezni úgy, hogy a minnesotai csapat egyet se. Karl-Anthony Towns 27 ponttal, míg Rudy Gobert 18 ponttal és tíz lepattanóval járult hozzá a Wolves teljesítményéhez.
Negyedik mérkőzés
| 2023. április 23. 21:30     | Denver Nuggets                                  | 108–114 (h. u.) | Minnesota Timberwolves | Target Center, Minneapolis Nézőszám: 18 978 Játékvezetők: Bill Kennedy, David Guthrie, Ray Acosta, Natalie Sago |
| 2023. április 23. 21:30     | (22–23, 30–25, 22–32, 22–26, 12–18) Jegyzőkönyv |                 |                        | Target Center, Minneapolis Nézőszám: 18 978 Játékvezetők: Bill Kennedy, David Guthrie, Ray Acosta, Natalie Sago |
| 2023. április 23. 21:30     | Nikola Jokić 43                                 | Pont            | Anthony Edwards 34     | Target Center, Minneapolis Nézőszám: 18 978 Játékvezetők: Bill Kennedy, David Guthrie, Ray Acosta, Natalie Sago |
| 2023. április 23. 21:30     | Nikola Jokić 11                                 | Lepattanó       | Rudy Gobert 15         | Target Center, Minneapolis Nézőszám: 18 978 Játékvezetők: Bill Kennedy, David Guthrie, Ray Acosta, Natalie Sago |
| 2023. április 23. 21:30     | Nikola Jokić 6                                  | Gólpassz        | Mike Conley 8          | Target Center, Minneapolis Nézőszám: 18 978 Játékvezetők: Bill Kennedy, David Guthrie, Ray Acosta, Natalie Sago |
| A Denver Nuggets vezet, 3–1 |                                                 |                 |                        | Target Center, Minneapolis Nézőszám: 18 978 Játékvezetők: Bill Kennedy, David Guthrie, Ray Acosta, Natalie Sago |

Kevesebb, mint három perccel a negyedik negyed vége előtt Denver 12 pontos hátrányban volt, de ki tudták egyenlíteni a mérkőzést a vége előtt. Ennek ellenére a Timberwolves hosszabbítás után meg tudta akadályozni, hogy egy győzelem nélkül kiessenek a rájátszásból. Anthony Edwards ismét, sorozatban negyedszerre kiemelkedően játszott, 34 pontot szerezve, hat lepattanó és öt gólpassz mellett. Nikola Jokić pontot szerzett, beállítva saját karriercsúcsát, 58%-os dobóhatékonysággal, ami mellett 11 lepattanója és hat gólpassza is volt. A Wolves győzelméhez Mike Conley 19 ponttal, Karl-Anthony Towns 17 ponttal és 11 lepattanóval, míg Rudy Gobert 14 ponttal és 14 lepattanóval járult hozzá. A Nuggets játékosai közül Jamal Murray 19 pontot, míg Michael Porter Jr. tizenötöt szerzett.
Ötödik mérkőzés
| 2023. április 25. 21:00      | Minnesota Timberwolves                   | 109–112   | Denver Nuggets  | Ball Arena, Denver Nézőszám: Sablon:Nta Játékvezetők: Scott Foster, Brian Forte, Curtis Blair, Kevin Cutler |
| 2023. április 25. 21:00      | (29–22, 18–26, 30–29, 32–35) Jegyzőkönyv |           |                 | Ball Arena, Denver Nézőszám: Sablon:Nta Játékvezetők: Scott Foster, Brian Forte, Curtis Blair, Kevin Cutler |
| 2023. április 25. 21:00      | Anthony Edwards 29                       | Pont      | Jamal Murray 35 | Ball Arena, Denver Nézőszám: Sablon:Nta Játékvezetők: Scott Foster, Brian Forte, Curtis Blair, Kevin Cutler |
| 2023. április 25. 21:00      | Rudy Gobert 15                           | Lepattanó | Nikola Jokić 17 | Ball Arena, Denver Nézőszám: Sablon:Nta Játékvezetők: Scott Foster, Brian Forte, Curtis Blair, Kevin Cutler |
| 2023. április 25. 21:00      | Mike Conley 9                            | Gólpassz  | Nikola Jokić 12 | Ball Arena, Denver Nézőszám: Sablon:Nta Játékvezetők: Scott Foster, Brian Forte, Curtis Blair, Kevin Cutler |
| Denver Nuggets győzelem, 4–1 |                                          |           |                 | Ball Arena, Denver Nézőszám: Sablon:Nta Játékvezetők: Scott Foster, Brian Forte, Curtis Blair, Kevin Cutler |

A mérkőzést ugyan gyengén kezdte a Nuggets, a találkozó végére be tudták biztosítani negyedik főcsoport-elődöntő szereplésüket az elmúlt öt évben, Nikola Jokić és Jamal Murray kiemelkedő játékának köszönhetően. Az első negyedben 15 pontos hátrányban voltak, a második negyedtől kezdve egyik csapat se vezetett több, mint hat ponttal a találkozó végéig. Jokić megszerezte második tripla-dupláját a sorozatban, 28 pontot szerezve, annak ellenére, hogy 29 próbálkozásából huszonegyet kihagyott. Murray 35 ponttal járult hozzá a továbbjutáshoz. Ötödjére is Anthony Edwards szerezte a Wolves legtöbb pontját, ezúttal huszonkilencet, de kihagyta a mérkőzés utolsó dobását, amivel kiegyenlíthette volna a találkozót. Karl-Anthony Towns és Rudy Gobert 26, illetve 16 pontot szereztek, de mindketten ki lettek állítva a negyedik negyedben, összegyűjtve hatodik szabálytalanságaikat.

#### (2) Memphis Grizzlies vs. (7) Los Angeles Lakers
Első mérkőzés
| 2023. április 16. 15:00         | Los Angeles Lakers                       | 128–112   | Memphis Grizzlies    | FedExForum, Memphis Nézőszám: 18 487 Játékvezetők: Scott Foster, Eric Lewis, Brent Barnaky, Aaron Smith |
| 2023. április 16. 15:00         | (32–27, 27–38, 37–25, 32–22) Jegyzőkönyv |           |                      | FedExForum, Memphis Nézőszám: 18 487 Játékvezetők: Scott Foster, Eric Lewis, Brent Barnaky, Aaron Smith |
| 2023. április 16. 15:00         | Hacsimura Rui 29                         | Pont      | Jaren Jackson Jr. 31 | FedExForum, Memphis Nézőszám: 18 487 Játékvezetők: Scott Foster, Eric Lewis, Brent Barnaky, Aaron Smith |
| 2023. április 16. 15:00         | Anthony Davis 12                         | Lepattanó | Aldama, Morant 6     | FedExForum, Memphis Nézőszám: 18 487 Játékvezetők: Scott Foster, Eric Lewis, Brent Barnaky, Aaron Smith |
| 2023. április 16. 15:00         | D’Angelo Russell 7                       | Gólpassz  | Desmond Bane 6       | FedExForum, Memphis Nézőszám: 18 487 Játékvezetők: Scott Foster, Eric Lewis, Brent Barnaky, Aaron Smith |
| A Los Angeles Lakers vezet, 1–0 |                                          |           |                      | FedExForum, Memphis Nézőszám: 18 487 Játékvezetők: Scott Foster, Eric Lewis, Brent Barnaky, Aaron Smith |

A Lakers a mérkőzés utolsó perceiben 15 pontot szerzett úgy, hogy a Memphis egyet se, így be tudták biztosítani a győzelmüket. Hacsimura Rui és Austin Reaves vezetésével diadalmaskodtak, akik ketten a Lakers második félidőben szerzett 69 pontjából 37-et dobtak, Reaves az utolsó néhány percben sorozatban kilenc pontot tudott szerezni. LeBron Jamesnek 21 pontja és 11 lepattanója volt, míg Anthony Davis 22 pontot és 7 blokkot szerzett. A Grizzlies legtöbb pontját Jaren Jackson Jr. szerezte, 31-et, míg Ja Morant csak 18-at tudott dobni, mielőtt a negyedik negyedben egy kézsérülés következtében el kellett hagynia a pályát.
Második mérkőzés
| 2023. április 19. 19:30 | Los Angeles Lakers                       | 93–103    | Memphis Grizzlies | FedExForum, Memphis Nézőszám: 17 928 Játékvezetők: Courtney Kirkland, Kevin Cutler, Josh Tiven, Justin Van Duyne |
| 2023. április 19. 19:30 | (19–30, 25–29, 27–24, 22–20) Jegyzőkönyv |           |                   | FedExForum, Memphis Nézőszám: 17 928 Játékvezetők: Courtney Kirkland, Kevin Cutler, Josh Tiven, Justin Van Duyne |
| 2023. április 19. 19:30 | LeBron James 28                          | Pont      | Xavier Tillman 22 | FedExForum, Memphis Nézőszám: 17 928 Játékvezetők: Courtney Kirkland, Kevin Cutler, Josh Tiven, Justin Van Duyne |
| 2023. április 19. 19:30 | LeBron James 12                          | Lepattanó | Xavier Tillman 13 | FedExForum, Memphis Nézőszám: 17 928 Játékvezetők: Courtney Kirkland, Kevin Cutler, Josh Tiven, Justin Van Duyne |
| 2023. április 19. 19:30 | Reaves, Russell 4                        | Gólpassz  | Tyus Jones 8      | FedExForum, Memphis Nézőszám: 17 928 Játékvezetők: Courtney Kirkland, Kevin Cutler, Josh Tiven, Justin Van Duyne |
| Döntetlen, 1–1          |                                          |           |                   | FedExForum, Memphis Nézőszám: 17 928 Játékvezetők: Courtney Kirkland, Kevin Cutler, Josh Tiven, Justin Van Duyne |

Az All Star Ja Morant hiányában nagy veszélye volt annak, hogy a Grizzlies elveszti második mérkőzését is. Ennek ellenére Xavier Tillman kiemelkedően játszott, karriercsúcs 22 pontot szerezve, szezoncsúcs 13 lepattanóval. Jaren Jackson Jr., aki aznap nyerte meg az Év védekező játékosa díjat, 18 pontot tudott hozzáadni a Grizzlies 103-jához, míg Desmond Bane és Tyus Jones 17-et, illetve tízet. A Lakers játékosai közül LeBron James szerezte a legtöbb pontot, huszonnyolccal, míg Hacsimura Rui húszat tudott dobni csereként. Anthony Davis és D’Angelo Russell is viszonylag gyengén játszott, együtt csak 18 pontot szereztek.
Harmadik mérkőzés
| 2023. április 22. 22:00         | Memphis Grizzlies                       | 101–111   | Los Angeles Lakers | Crypto.com Arena, Los Angeles Nézőszám: 18 997 Játékvezetők: Marc Davis, Ed Malloy, Brian Forte |
| 2023. április 22. 22:00         | (9–35, 28–18, 31–35, 33–23) Jegyzőkönyv |           |                    | Crypto.com Arena, Los Angeles Nézőszám: 18 997 Játékvezetők: Marc Davis, Ed Malloy, Brian Forte |
| 2023. április 22. 22:00         | Ja Morant 45                            | Pont      | Anthony Davis 31   | Crypto.com Arena, Los Angeles Nézőszám: 18 997 Játékvezetők: Marc Davis, Ed Malloy, Brian Forte |
| 2023. április 22. 22:00         | Xavier Tillman 12                       | Lepattanó | Anthony Davis 17   | Crypto.com Arena, Los Angeles Nézőszám: 18 997 Játékvezetők: Marc Davis, Ed Malloy, Brian Forte |
| 2023. április 22. 22:00         | Ja Morant 13                            | Gólpassz  | D’Angelo Russell 7 | Crypto.com Arena, Los Angeles Nézőszám: 18 997 Játékvezetők: Marc Davis, Ed Malloy, Brian Forte |
| A Los Angeles Lakers vezet, 2–1 |                                         |           |                    | Crypto.com Arena, Los Angeles Nézőszám: 18 997 Játékvezetők: Marc Davis, Ed Malloy, Brian Forte |

Első teltházas hazai rájátszás-mérkőzésükön 2013 óta, a Lakers a csapat történetének egyik legjobb első negyedét tudta felmutatni, 35–9-es előnyre tettek szert, beállítva az NBA-rekordot, 26 pontos előnnyel kezdve a második negyedet. Anthony Davis 31 pontot és 17 lepattanót szerzett, míg LeBron James 25 pontot dobott és Hacsimura Rui tizenhatot szerzett csereként. A Memphis játékosai közül Dillon Brooks ki lett állítva a második negyed elején, miután Jamest ágyékon ütötte. Ja Morant 45 pontot szerzett, miután kihagyott egy mérkőzést sérülés miatt, sorozatban csapata huszonkét pontját dobta ő a negyedik negyedben. Morant ezek mellett 13 gólpasszt is adott, de Memphis nem tudott visszajönni a gyenge első negyed után.
Negyedik mérkőzés
| 2023. április 24. 22:00         | Memphis Grizzlies                              | 111–117 (h. u.) | Los Angeles Lakers | Crypto.com Arena, Los Angeles Nézőszám: 18 997 Játékvezetők: Sean Wright, John Goble, Mitchell Ervin |
| 2023. április 24. 22:00         | (23–29, 29–25, 31–27, 21–23, 7–13) Jegyzőkönyv |                 |                    | Crypto.com Arena, Los Angeles Nézőszám: 18 997 Játékvezetők: Sean Wright, John Goble, Mitchell Ervin |
| 2023. április 24. 22:00         | Desmond Bane 36                                | Pont            | Austin Reaves 23   | Crypto.com Arena, Los Angeles Nézőszám: 18 997 Játékvezetők: Sean Wright, John Goble, Mitchell Ervin |
| 2023. április 24. 22:00         | Jaren Jackson Jr. 14                           | Lepattanó       | LeBron James 20    | Crypto.com Arena, Los Angeles Nézőszám: 18 997 Játékvezetők: Sean Wright, John Goble, Mitchell Ervin |
| 2023. április 24. 22:00         | Ja Morant 7                                    | Gólpassz        | LeBron James 7     | Crypto.com Arena, Los Angeles Nézőszám: 18 997 Játékvezetők: Sean Wright, John Goble, Mitchell Ervin |
| A Los Angeles Lakers vezet, 3–1 |                                                |                 |                    | Crypto.com Arena, Los Angeles Nézőszám: 18 997 Játékvezetők: Sean Wright, John Goble, Mitchell Ervin |

270. rájátszás-mérkőzésén LeBron James kevesebb, mint egy másodperccel a találkozó vége előtt kiegyenlítette az eredményt, majd négy pontot szerzett a hosszabbításban, hogy hozzá segítse csapatát a 3–1-es vezetés megszerzéséhez. James ezek mellett karriercsúcs 20 lepattanót szerzett, 20 éves pályafutása során ez volt első 20–20-as mérkőzése. Austin Reaves 23 pontot szerzett, míg Anthony Davis tizenkét pontjából ötöt a hosszabbításban szerzett. A Lakers öt perccel a mérkőzés vége előtt még 7 pontos hátrányban voltak, de D’Angelo Russell sorozatban három hárompontosának köszönhetően ki tudtak egyenlíteni. Desmond Bane 36 pontot szerzett a Grizzlies színeiben, míg Morant tizenkilencet tudott felmutatni sérült jobb kezével.
Ötödik mérkőzés
| 2023. április 26. 19:30         | Los Angeles Lakers                       | 99–116    | Memphis Grizzlies            | FedExForum, Memphis Nézőszám: 18 117 Játékvezetők: David Guthrie, Bill Kennedy, Nick Buchert |
| 2023. április 26. 19:30         | (24–38, 28–23, 24–33, 23–22) Jegyzőkönyv |           |                              | FedExForum, Memphis Nézőszám: 18 117 Játékvezetők: David Guthrie, Bill Kennedy, Nick Buchert |
| 2023. április 26. 19:30         | Anthony Davis 31                         | Pont      | Desmond Bane 33              | FedExForum, Memphis Nézőszám: 18 117 Játékvezetők: David Guthrie, Bill Kennedy, Nick Buchert |
| 2023. április 26. 19:30         | Anthony Davis 19                         | Lepattanó | Bane, Morant, Jackson Jr. 10 | FedExForum, Memphis Nézőszám: 18 117 Játékvezetők: David Guthrie, Bill Kennedy, Nick Buchert |
| 2023. április 26. 19:30         | D’Angelo Russell 10                      | Gólpassz  | Ja Morant 7                  | FedExForum, Memphis Nézőszám: 18 117 Játékvezetők: David Guthrie, Bill Kennedy, Nick Buchert |
| A Los Angeles Lakers vezet, 3–2 |                                          |           |                              | FedExForum, Memphis Nézőszám: 18 117 Játékvezetők: David Guthrie, Bill Kennedy, Nick Buchert |

A második helyezett Grizzlies el tudta kerülni a kiesést. Desmond Bane sorozatban második mérkőzésén legalább 30 pontot szerzett 10 lepattanója mellé, míg Ja Morant harmincegyet tudott dobni, szintén 10 lepattanóval. LeBron James első hét próbálkozásából csak egyet értékesített, a mérkőzés végére mindössze 15 pontja volt, 10 lepattanó mellett, míg Anthony Davis 31 pontot és 19 lepattanót tudott felmutatni. Ugyan a mérkőzés nagy részében hátrányban voltak, a Lakers egy pontra volt az egyenlítéstől 4:36 perccel a harmadik negyed vége előtt. Memphis meg tudta tartani előnyét, ezt követően 26 pontot dobtak, míg a Lakers csak kettőt. A negyedik negyedben a legkisebb különbség 12 pont volt a két csapat között.
Hatodik mérkőzés
| 2023. április 28. 22:30          | Memphis Grizzlies                        | 85–125    | Los Angeles Lakers | Crypto.com Arena, Los Angeles Nézőszám: 18 997 Játékvezetők: Tony Brothers, Sean Corbin, Kevin Scott |
| 2023. április 28. 22:30          | (20–31, 22–28, 25–41, 18–25) Jegyzőkönyv |           |                    | Crypto.com Arena, Los Angeles Nézőszám: 18 997 Játékvezetők: Tony Brothers, Sean Corbin, Kevin Scott |
| 2023. április 28. 22:30          | Santi Aldama 16                          | Pont      | LeBron James 22    | Crypto.com Arena, Los Angeles Nézőszám: 18 997 Játékvezetők: Tony Brothers, Sean Corbin, Kevin Scott |
| 2023. április 28. 22:30          | Roddy, Tillman 6                         | Lepattanó | Anthony Davis 14   | Crypto.com Arena, Los Angeles Nézőszám: 18 997 Játékvezetők: Tony Brothers, Sean Corbin, Kevin Scott |
| 2023. április 28. 22:30          | Ja Morant 6                              | Gólpassz  | Austin Reaves 8    | Crypto.com Arena, Los Angeles Nézőszám: 18 997 Játékvezetők: Tony Brothers, Sean Corbin, Kevin Scott |
| Los Angeles Lakers győzelem, 4–2 |                                          |           |                    | Crypto.com Arena, Los Angeles Nézőszám: 18 997 Játékvezetők: Tony Brothers, Sean Corbin, Kevin Scott |

#### (3) Sacramento Kings vs. (6) Golden State Warriors
Első mérkőzés
| 2023. április 20:30           | Golden State Warriors                    | 123–126   | Sacramento Kings    | Golden 1 Center, Sacramento Nézőszám: 18 253 Játékvezetők: Ed Malloy, Sean Wright, John Goble, Kevin Cutler |
| 2023. április 20:30           | (29–29, 32–26, 29–36, 33–35) Jegyzőkönyv |           |                     | Golden 1 Center, Sacramento Nézőszám: 18 253 Játékvezetők: Ed Malloy, Sean Wright, John Goble, Kevin Cutler |
| 2023. április 20:30           | Stephen Curry 30                         | Pont      | De’Aaron Fox 38     | Golden 1 Center, Sacramento Nézőszám: 18 253 Játékvezetők: Ed Malloy, Sean Wright, John Goble, Kevin Cutler |
| 2023. április 20:30           | Green, Looney 9                          | Lepattanó | Domantas Sabonis 16 | Golden 1 Center, Sacramento Nézőszám: 18 253 Játékvezetők: Ed Malloy, Sean Wright, John Goble, Kevin Cutler |
| 2023. április 20:30           | Draymond Green 11                        | Gólpassz  | De’Aaron Fox 5      | Golden 1 Center, Sacramento Nézőszám: 18 253 Játékvezetők: Ed Malloy, Sean Wright, John Goble, Kevin Cutler |
| A Sacramento Kings vezet, 1–0 |                                          |           |                     | Golden 1 Center, Sacramento Nézőszám: 18 253 Játékvezetők: Ed Malloy, Sean Wright, John Goble, Kevin Cutler |

Pályafutása első rájátszás-mérkőzésén és a Kings első rájátszás-találkozóján 2006 óta De’Aaron Fox 38 pontot, öt gólpasszt és három labdaszerzést szerzett, amivel a Kings 17 év elteltével először diadalmaskodott a rájátszásban. Malik Monk, aki Foxhoz hasonlóan először játszott a rájátszásban, csereként, huszonkilenc perc alatt 32 pontot dobott, 61,5%-os (8/13) dobóhatékonysággal és értékesítette összes (14) büntetődobását is. Domantas Sabonis, aki a legtöbb dupla-duplát szerezte az alapszakaszban, ismét fel tudott mutatni egyet, 12 ponttal és 16 lepattanóval. A Warriors legjobb pontszerzője Stephen Curry volt harminccal, de az utolsó pillanatban kihagyott egy dobást, amivel kiegyenlíthette volna a mérkőzést. Klay Thompson 21 ponttal, Draymond Green pedig 11 gólpasszal és kilenc lepattanóval járult hozzá a mérkőzéshez.
Második mérkőzés
| 2023. április 17. 22:00       | Golden State Warriors                    | 106–114   | Sacramento Kings   | Golden 1 Center, Sacramento Nézőszám: 18 253 Játékvezetők: Courtney Kirkland, Zach Zarba, Eric Dalen, Gediminas Petraitis |
| 2023. április 17. 22:00       | (23–17, 29–41, 23–25, 31–31) Jegyzőkönyv |           |                    | Golden 1 Center, Sacramento Nézőszám: 18 253 Játékvezetők: Courtney Kirkland, Zach Zarba, Eric Dalen, Gediminas Petraitis |
| 2023. április 17. 22:00       | Stephen Curry 28                         | Pont      | Fox, Sabonis 24    | Golden 1 Center, Sacramento Nézőszám: 18 253 Játékvezetők: Courtney Kirkland, Zach Zarba, Eric Dalen, Gediminas Petraitis |
| 2023. április 17. 22:00       | Kevon Looney 7                           | Lepattanó | Domantas Sabonis 9 | Golden 1 Center, Sacramento Nézőszám: 18 253 Játékvezetők: Courtney Kirkland, Zach Zarba, Eric Dalen, Gediminas Petraitis |
| 2023. április 17. 22:00       | Stephen Curry 6                          | Gólpassz  | De’Aaron Fox 9     | Golden 1 Center, Sacramento Nézőszám: 18 253 Játékvezetők: Courtney Kirkland, Zach Zarba, Eric Dalen, Gediminas Petraitis |
| A Sacramento Kings vezet, 2–0 |                                          |           |                    | Golden 1 Center, Sacramento Nézőszám: 18 253 Játékvezetők: Courtney Kirkland, Zach Zarba, Eric Dalen, Gediminas Petraitis |

A negyedik negyed vége felé az eredmény állása 95–95 volt, mikor a Kings az utolsó percekben 17–8-as arányban több pontot szerzett, mint a Warriors, így Steve Kerr edzősége alatt az első csapat lettek, akik 2–0-ás előnyre tudtak szert tenni a kaliforniai franchise ellen. De’Aaron Fox 24 pontot szerzett és bedobott egy nagyon fontos hárompontost, amivel bebiztosították a győzelmet. Domantas Sabonisnak 24 pontja volt, míg Malik Monk csereként tizennyolcat dobott. A Warriors legtöbb pontot szerző játékosa ismét Stephen Curry volt, de mindössze három hárompontosát dobta be tizenhárom próbálkozásából. A negyedik negyed felénél Draymond Greent kiállították, miután rátaposott Sabonis mellkasára.
Harmadik mérkőzés
| 2023. április 20. 22:00       | Sacramento Kings                          | 97–114    | Golden State Warriors | Chase Center, San Francisco Nézőszám: 18 064 Játékvezetők: Eric Lewis, Kevin Scott, Sean Corbin |
| 2023. április 20. 22:00       | (20–29, 21–v24, 31–31, 25–30) Jegyzőkönyv |           |                       | Chase Center, San Francisco Nézőszám: 18 064 Játékvezetők: Eric Lewis, Kevin Scott, Sean Corbin |
| 2023. április 20. 22:00       | De’Aaron Fox 26                           | Pont      | Stephen Curry 36      | Chase Center, San Francisco Nézőszám: 18 064 Játékvezetők: Eric Lewis, Kevin Scott, Sean Corbin |
| 2023. április 20. 22:00       | Domantas Sabonis 16                       | Lepattanó | Kevon Looney 20       | Chase Center, San Francisco Nézőszám: 18 064 Játékvezetők: Eric Lewis, Kevin Scott, Sean Corbin |
| 2023. április 20. 22:00       | De’Aaron Fox 9                            | Gólpassz  | Kevon Looney 9        | Chase Center, San Francisco Nézőszám: 18 064 Játékvezetők: Eric Lewis, Kevin Scott, Sean Corbin |
| A Sacramento Kings vezet, 2–1 |                                           |           |                       | Chase Center, San Francisco Nézőszám: 18 064 Játékvezetők: Eric Lewis, Kevin Scott, Sean Corbin |

Április 18-án az NBA bejelentette, hogy Draymond Green el lesz tiltva a harmadik mérkőzésre, kiállítása miatt. Ez volt a második alkalom, hogy a játékos el volt tiltva egy mérkőzéstől, a 2016-os döntő ötödik mérkőzése után. A Golden State Warriors a sorozatban először meg tudott nyerni egy mérkőzést, Stephen Curry 36 pontjának és Kevon Looney 20 lepattanójának, illetve kilenc gólpasszának köszönhetően. A vereség ellenére De’Aaron Fox ismét kiemelkedően teljesített, 26 pontot szerezve és 9 gólpasszt kiosztva.
Negyedik mérkőzés
| 2023. április 23. 15:30 | Sacramento Kings                         | 125–126   | Golden State Warriors | Chase Center, San Francisco Nézőszám: 18 253 Játékvezetők: John Goble, Ed Malloy, Sean Wright |
| 2023. április 23. 15:30 | (29–29, 32–26, 29–36, 33–35) Jegyzőkönyv |           |                       | Chase Center, San Francisco Nézőszám: 18 253 Játékvezetők: John Goble, Ed Malloy, Sean Wright |
| 2023. április 23. 15:30 | De’Aaron Fox 38                          | Pont      | Stephen Curry 32      | Chase Center, San Francisco Nézőszám: 18 253 Játékvezetők: John Goble, Ed Malloy, Sean Wright |
| 2023. április 23. 15:30 | De’Aaron Fox 9                           | Lepattanó | Kevon Looney 14       | Chase Center, San Francisco Nézőszám: 18 253 Játékvezetők: John Goble, Ed Malloy, Sean Wright |
| 2023. április 23. 15:30 | Domantas Sabonis 8                       | Gólpassz  | Draymond Green 7      | Chase Center, San Francisco Nézőszám: 18 253 Játékvezetők: John Goble, Ed Malloy, Sean Wright |
| Döntetlen, 2–2          |                                          |           |                       | Chase Center, San Francisco Nézőszám: 18 253 Játékvezetők: John Goble, Ed Malloy, Sean Wright |

Stephen Curry 32 pontot szerzett a mérkőzésen, míg Klay Thompson huszonhatot és Jordan Poole huszonkettőt, a Warriors kiegyenlítette a sorozatot. Draymond Green visszatért eltiltásából és 12 pontot, 10 lepattanót, illetve 7 gólpasszt mutatott fel, míg Andrew Wiggins 18 ponttal járult hozzá az egy pontos győzelemhez. A győzelem ellenére a mérkőzés végén nagyot hibázott a Warriors, mikor Curry időt kért, amivel a Warriors már nem rendelkezett, így megadva a lehetőséget a Kingsnek, hogy az utolsó másodpercekben megnyerjék a találkozót. Viszont Harrison Barnes kihagyta hárompontosát, így a Warriors a hiba ellenére is diadalmaskodott. De’Aaron Fox 38 pontot és 9 lepattanót szerzett, míg Keegan Murray 23 pontot dobott.
Ötödik mérkőzés
| 2023. április 26. 22:00            | Golden State Warriors                    | 123–116   | Sacramento Kings    | Golden 1 Center, Sacramento Nézőszám: 18 253 Játékvezetők: Tony Brothers, Mark Lindsay, Tyler Ford |
| 2023. április 26. 22:00            | (33–36, 27–20, 39–34, 24–26) Jegyzőkönyv |           |                     | Golden 1 Center, Sacramento Nézőszám: 18 253 Játékvezetők: Tony Brothers, Mark Lindsay, Tyler Ford |
| 2023. április 26. 22:00            | Stephen Curry 31                         | Pont      | De’Aaron Fox 24     | Golden 1 Center, Sacramento Nézőszám: 18 253 Játékvezetők: Tony Brothers, Mark Lindsay, Tyler Ford |
| 2023. április 26. 22:00            | Kevon Looney 22                          | Lepattanó | Domantas Sabonis 10 | Golden 1 Center, Sacramento Nézőszám: 18 253 Játékvezetők: Tony Brothers, Mark Lindsay, Tyler Ford |
| 2023. április 26. 22:00            | Stephen Curry 8                          | Gólpassz  | De’Aaron Fox 9      | Golden 1 Center, Sacramento Nézőszám: 18 253 Játékvezetők: Tony Brothers, Mark Lindsay, Tyler Ford |
| A Golden State Warriors vezet, 3–2 |                                          |           |                     | Golden 1 Center, Sacramento Nézőszám: 18 253 Játékvezetők: Tony Brothers, Mark Lindsay, Tyler Ford |

Annak ellenére, hogy a Warriors nagyon gyengén teljesített az egész szezonban idegenben, meg tudták nyerni az ötödik mérkőzést Sacramentóban, amivel sorozatban 28. rájátszás-sorozatukban nyertek meg legalább egy idegenbeli mérkőzést, ami NBA-rekordnak számít. Stephen Curry 31 pontot szerzett, míg Draymond Green 2019 óta legtöbb pontját szerezte, huszoneggyel, 80%-os hatékonysággal. Thompson 25 ponttal járult hozzá a győzelemhez, ami közé tartozott öt hárompontos is, míg Andrew Wiggins hússzal. Kevon Looney karriercsúcs 22 lepattanót szerzett. Annak ellenére, hogy eltörte ujját, De’Aaron Fox így is 24 pontot szerzett, míg Malik Monk és Domantas Sabonis huszonegyet-huszonegyet, de ez se volt elég a győzelemhez.
Hatodik mérkőzés
| 2023. április 28. 20:00 | Sacramento Kings                         | 118–99    | Golden State Warriors | Chase Center, San Francisco Nézőszám: 18 064 Játékvezetők: David Guthrie, Bill Kennedy, Ben Taylor |
| 2023. április 28. 20:00 | (23–25, 35–26, 32–29, 28–19) Jegyzőkönyv |           |                       | Chase Center, San Francisco Nézőszám: 18 064 Játékvezetők: David Guthrie, Bill Kennedy, Ben Taylor |
| 2023. április 28. 20:00 | Malik Monk 28                            | Pont      | Stephen Curry 29      | Chase Center, San Francisco Nézőszám: 18 064 Játékvezetők: David Guthrie, Bill Kennedy, Ben Taylor |
| 2023. április 28. 20:00 | Keegan Murray 12                         | Lepattanó | Kevon Looney 13       | Chase Center, San Francisco Nézőszám: 18 064 Játékvezetők: David Guthrie, Bill Kennedy, Ben Taylor |
| 2023. április 28. 20:00 | De’Aaron Fox 11                          | Gólpassz  | Draymond Green 10     | Chase Center, San Francisco Nézőszám: 18 064 Játékvezetők: David Guthrie, Bill Kennedy, Ben Taylor |
| Döntetlen, 3–3          |                                          |           |                       | Chase Center, San Francisco Nézőszám: 18 064 Játékvezetők: David Guthrie, Bill Kennedy, Ben Taylor |

Hetedik mérkőzés
| 2023. április 30. 15:30             | Golden State Warriors                    | 120–100   | Sacramento Kings    | Golden 1 Center, Sacramento Nézőszám: 18 253 Játékvezetők: Scott Foster, Brian Forte, Curtis Blair, Kevin Scott |
| 2023. április 30. 15:30             | (30–31, 26–27, 35–23, 29–19) Jegyzőkönyv |           |                     | Golden 1 Center, Sacramento Nézőszám: 18 253 Játékvezetők: Scott Foster, Brian Forte, Curtis Blair, Kevin Scott |
| 2023. április 30. 15:30             | Stephen Curry 50                         | Pont      | Domantas Sabonis 22 | Golden 1 Center, Sacramento Nézőszám: 18 253 Játékvezetők: Scott Foster, Brian Forte, Curtis Blair, Kevin Scott |
| 2023. április 30. 15:30             | Kevon Looney 21                          | Lepattanó | Huerter, Monk 9     | Golden 1 Center, Sacramento Nézőszám: 18 253 Játékvezetők: Scott Foster, Brian Forte, Curtis Blair, Kevin Scott |
| 2023. április 30. 15:30             | Draymond Green 8                         | Gólpassz  | Domantas Sabonis 7  | Golden 1 Center, Sacramento Nézőszám: 18 253 Játékvezetők: Scott Foster, Brian Forte, Curtis Blair, Kevin Scott |
| Golden State Warriors győzelem, 4–3 |                                          |           |                     | Golden 1 Center, Sacramento Nézőszám: 18 253 Játékvezetők: Scott Foster, Brian Forte, Curtis Blair, Kevin Scott |

#### (4) Phoenix Suns vs. (5) Los Angeles Clippers
Első mérkőzés
| 2023. április 16. 20:00           | Los Angeles Clippers                     | 115–110   | Phoenix Suns    | Footprint Center, Phoenix Nézőszám: 17 071 Játékvezetők: Marc Davis, Brian Forte, Kevin Scott, Scott Twardoski |
| 2023. április 16. 20:00           | (30–18, 29–36, 22–27, 34–29) Jegyzőkönyv |           |                 | Footprint Center, Phoenix Nézőszám: 17 071 Játékvezetők: Marc Davis, Brian Forte, Kevin Scott, Scott Twardoski |
| 2023. április 16. 20:00           | Kawhi Leonard 38                         | Pont      | Kevin Durant 27 | Footprint Center, Phoenix Nézőszám: 17 071 Játékvezetők: Marc Davis, Brian Forte, Kevin Scott, Scott Twardoski |
| 2023. április 16. 20:00           | Ivica Zubac 15                           | Lepattanó | Chris Paul 11   | Footprint Center, Phoenix Nézőszám: 17 071 Játékvezetők: Marc Davis, Brian Forte, Kevin Scott, Scott Twardoski |
| 2023. április 16. 20:00           | Russell Westbrook 8                      | Gólpassz  | Kevin Durant 11 | Footprint Center, Phoenix Nézőszám: 17 071 Játékvezetők: Marc Davis, Brian Forte, Kevin Scott, Scott Twardoski |
| A Los Angeles Clippers vezet, 1–0 |                                          |           |                 | Footprint Center, Phoenix Nézőszám: 17 071 Játékvezetők: Marc Davis, Brian Forte, Kevin Scott, Scott Twardoski |

Paul George távollétében Kawhi Leonard vezette a Clippers csapatát, 38 pontot szerezve, bedobva két kulcsfontosságú hárompontost az utolsó pillanatokban a nyitómérkőzésen. Annak ellenére, hogy Russell Westbrook nem tudott hatékonyan dobni (3/19), 11 lepattanóval, 8 gólpasszal és két nagyon fontos büntetődobással járult hozzá a győzelemhez. Ezek mellett blokkolta Devin Booker próbálkozását az utolsó percben, hogy bebiztosítsa a győzelmet. A Phoenix játékosai közül Kevin Durant 27 pontot szerzett kilenc lepattanója és 11 gólpassza mellett, míg Booker 26 pontot, három blokkot és négy labdaszerzést tudott felmutatni. Ez volt Durant első veresége, mióta a Suns játékosa lett.
Második mérkőzés
| 2023. április 18. 22:00 | Los Angeles Clippers                     | 109–123   | Phoenix Suns     | Footprint Center, Phoenix Nézőszám: 17 071 Játékvezetők: JB DeRosa, Scott Foster, Eric Lewis, Scott Twardoski |
| 2023. április 18. 22:00 | (29–24, 30–35, 28–33, 22–31) Jegyzőkönyv |           |                  | Footprint Center, Phoenix Nézőszám: 17 071 Játékvezetők: JB DeRosa, Scott Foster, Eric Lewis, Scott Twardoski |
| 2023. április 18. 22:00 | Kawhi Leonard 31                         | Pont      | Devin Booker 38  | Footprint Center, Phoenix Nézőszám: 17 071 Játékvezetők: JB DeRosa, Scott Foster, Eric Lewis, Scott Twardoski |
| 2023. április 18. 22:00 | Kawhi Leonard 8                          | Lepattanó | Deandre Ayton 13 | Footprint Center, Phoenix Nézőszám: 17 071 Játékvezetők: JB DeRosa, Scott Foster, Eric Lewis, Scott Twardoski |
| 2023. április 18. 22:00 | Kawhi Leonard 7                          | Gólpassz  | Devin Booker 9   | Footprint Center, Phoenix Nézőszám: 17 071 Játékvezetők: JB DeRosa, Scott Foster, Eric Lewis, Scott Twardoski |
| Döntetlen, 1–1          |                                          |           |                  | Footprint Center, Phoenix Nézőszám: 17 071 Játékvezetők: JB DeRosa, Scott Foster, Eric Lewis, Scott Twardoski |

A Suns ugyan rosszul kezdte a mérkőzést, a második negyedre 13 pontos hátrányból tudott előnybe kerülni. Devin Booker szerezte a csapat legtöbb pontját (38), kilenc gólpassz mellett, 64%-os dobóhatékonysággal (14/22), míg Kevin Durant huszonötöt dobott. Ugyan a Clippers cserepadja sokkal hatékonyabb volt, mint arizonai ellenfelüké, a Suns kezdői 110 pontot szereztek, 60,8%-os hatékonysággal. A három legfontosabb statisztikai kategóriában is Kawhi Leonard szerezte a legtöbbet a Clippers játékosai közül, 31 pontot, 8 lepattanót és 7 gólpasszt felmutatva, míg Russell Westbrook 28 pontot dobott, hatékonyabban, mint az előző mérkőzésen. Ezek mellett ez volt az első alkalom, hogy Chris Paul meg tudott nyerni úgy egy rájátszás-mérkőzést, hogy Scott Foster volt az egyik bíró. (Korábban Paul sorozatban 13 mérkőzést vesztett el, mikor Foster volt a játékvezető.)
Harmadik mérkőzés
| 2023. április 20. 22:30   | Phoenix Suns                             | 129–124   | Los Angeles Clippers | Crypto.com Arena, Los Angeles Nézőszám: 19 068 Játékvezetők: David Guthrie, Bill Kennedy, Jacyn Goble |
| 2023. április 20. 22:30   | (27–27, 27–24, 40–34, 35–39) Jegyzőkönyv |           |                      | Crypto.com Arena, Los Angeles Nézőszám: 19 068 Játékvezetők: David Guthrie, Bill Kennedy, Jacyn Goble |
| 2023. április 20. 22:30   | Devin Booker 45                          | Pont      | Norman Powell 42     | Crypto.com Arena, Los Angeles Nézőszám: 19 068 Játékvezetők: David Guthrie, Bill Kennedy, Jacyn Goble |
| 2023. április 20. 22:30   | Deandre Ayton 11                         | Lepattanó | Westbrook, Zubac 8   | Crypto.com Arena, Los Angeles Nézőszám: 19 068 Játékvezetők: David Guthrie, Bill Kennedy, Jacyn Goble |
| 2023. április 20. 22:30   | Chris Paul 7                             | Gólpassz  | Russell Westbrook 11 | Crypto.com Arena, Los Angeles Nézőszám: 19 068 Játékvezetők: David Guthrie, Bill Kennedy, Jacyn Goble |
| A Phoenix Suns vezet, 2–1 |                                          |           |                      | Crypto.com Arena, Los Angeles Nézőszám: 19 068 Játékvezetők: David Guthrie, Bill Kennedy, Jacyn Goble |

Devin Booker és Kevin Durant együtt 73 pontot szerzett, hogy előnybe helyezze a Suns csapatát. Annak ellenére, hogy Kawhi Leonard sérülés miatt nem tudott játszani, a Clippers kompetitív tudott maradni az első félidőben, egyik csapat se vezetett több, mint hat ponttal. A Suns nagy előnyre tett szert a harmadik negyedben, főleg Bookernek köszönhetően. A Los Angeles-i csapat legjobbja Norman Powell volt, 42 pontot dobva (65,2%-os hatékonysággal), míg Russell Westbrook 30 pontot, és 11 gólpasszt szerzett. Bones Hyland csereként 20 pontot dobott, ami több volt, mint a Suns teljes cserepadja együttvéve (18). A Suns kezdőötöse viszont sorozatban másodjára is legalább 110 pontot szerzett, így a cserék kiemelkedő teljesítménye nem volt elég a Clippersnek.
Negyedik mérkőzés
| 2023. április 22. 15:30   | Phoenix Suns                             | 112–100   | Los Angeles Clippers | Crypto.com Arena, Los Angeles Nézőszám: 19 068 Játékvezetők: Tony Brothers, Curtis Blair, Nick Buchert |
| 2023. április 22. 15:30   | (23–30, 25–17, 35–31, 29–22) Jegyzőkönyv |           |                      | Crypto.com Arena, Los Angeles Nézőszám: 19 068 Játékvezetők: Tony Brothers, Curtis Blair, Nick Buchert |
| 2023. április 22. 15:30   | Kevin Durant 31                          | Pont      | Russell Westbrook 37 | Crypto.com Arena, Los Angeles Nézőszám: 19 068 Játékvezetők: Tony Brothers, Curtis Blair, Nick Buchert |
| 2023. április 22. 15:30   | Deandre Ayton 13                         | Lepattanó | Ivica Zubac 9        | Crypto.com Arena, Los Angeles Nézőszám: 19 068 Játékvezetők: Tony Brothers, Curtis Blair, Nick Buchert |
| 2023. április 22. 15:30   | Chris Paul 9                             | Gólpassz  | Mann, Westbrook 4    | Crypto.com Arena, Los Angeles Nézőszám: 19 068 Játékvezetők: Tony Brothers, Curtis Blair, Nick Buchert |
| A Phoenix Suns vezet, 3–1 |                                          |           |                      | Crypto.com Arena, Los Angeles Nézőszám: 19 068 Játékvezetők: Tony Brothers, Curtis Blair, Nick Buchert |

Kevin Durant 31 pontot dobott, míg Devin Booker harmincat. Chris Paul 19 ponttal és kilenc gólpasszal zárta a mérkőzést, hozzásegítve a Sunst sorozatban harmadik győzelméhez. A Clippers Kawhi Leonard és Paul George nélkül játszottak, de Russell Westbrook kiemelkedően lépett helyükre, csak a negyedik negyedben 14 pontot szerzett, de ez nem volt elég a győzelemhez, az utolsó negyedben Paul játékával nem tudott mit kezdeni a kaliforniai csapat.
Ötödik mérkőzés
| 2023. április 25.          | Los Angeles Clippers                     | 130–136   | Phoenix Suns     | Footprint Center, Phoenix Nézőszám: 17 071 Játékvezetők: Zach Zarba, Ben Taylor, Karl Lane |
| 2023. április 25.          | (30–32, 40–29, 24–50, 36–25) Jegyzőkönyv |           |                  | Footprint Center, Phoenix Nézőszám: 17 071 Játékvezetők: Zach Zarba, Ben Taylor, Karl Lane |
| 2023. április 25.          | Norman Powell 27                         | Pont      | Devin Booker 47  | Footprint Center, Phoenix Nézőszám: 17 071 Játékvezetők: Zach Zarba, Ben Taylor, Karl Lane |
| 2023. április 25.          | Plumlee, Zubac 10                        | Lepattanó | Deandre Ayton 11 | Footprint Center, Phoenix Nézőszám: 17 071 Játékvezetők: Zach Zarba, Ben Taylor, Karl Lane |
| 2023. április 25.          | Russell Westbrook 8                      | Gólpassz  | Devin Booker 10  | Footprint Center, Phoenix Nézőszám: 17 071 Játékvezetők: Zach Zarba, Ben Taylor, Karl Lane |
| Phoenix Suns győzelem, 4–1 |                                          |           |                  | Footprint Center, Phoenix Nézőszám: 17 071 Játékvezetők: Zach Zarba, Ben Taylor, Karl Lane |

Ismét Devin Booker dobta csapata legtöbb pontját (47), amiből huszonötöt a harmadik negyedben szerzett, továbbjuttatva a Sunst a főcsoport-elődöntőbe, sorozatban harmadjára. A Clippers a negyedik negyedben közel állt ahhoz, hogy ledolgozza 20 pontos hátrányát, de egyik lehetőségét se tudta kihasználni a csapat, hogy kiegyenlítse a mérkőzést. Kevin Durant biztosította be a győzelmet, miután két pontot szerzett, az eredményt 134–130-ra állítva, majd bedobva két büntetődobást, amivel beállította a végeredményt. Durant végül 31 ponttal zárt, míg Deandre Ayton huszoneggyel és 11 lepattanóval. Booker 70,4%-os hatékonysággal (19/27) értékesítette próbálkozásait a mérkőzésen.

## Főcsoport-elődöntő
Minden dátum EDT (UTC–04:00) időzóna alapján van feltüntetve. A hazai pályán játszó csapatok mindig jobb oldalon vannak feltüntetve.

### Keleti főcsoport

#### (2) Boston Celtics vs. (3) Philadelphia 76ers
Első mérkőzés
| 2023. május 1. 19:30            | Philadelphia 76ers                       | 119–115   | Boston Celtics  | TD Garden, Boston, Massachusetts Nézőszám: 19 156 Játékvezetők: Courtney Kirkland, David Guthrie, Karl Lane |
| 2023. május 1. 19:30            | (31–38, 32–28, 24–21, 32–28) Jegyzőkönyv |           |                 | TD Garden, Boston, Massachusetts Nézőszám: 19 156 Játékvezetők: Courtney Kirkland, David Guthrie, Karl Lane |
| 2023. május 1. 19:30            | James Harden 45                          | Pont      | Jayson Tatum 39 | TD Garden, Boston, Massachusetts Nézőszám: 19 156 Játékvezetők: Courtney Kirkland, David Guthrie, Karl Lane |
| 2023. május 1. 19:30            | Paul Reed 13                             | Lepattanó | Jayson Tatum 11 | TD Garden, Boston, Massachusetts Nézőszám: 19 156 Játékvezetők: Courtney Kirkland, David Guthrie, Karl Lane |
| 2023. május 1. 19:30            | James Harden 6                           | Gólpassz  | Marcus Smart 7  | TD Garden, Boston, Massachusetts Nézőszám: 19 156 Játékvezetők: Courtney Kirkland, David Guthrie, Karl Lane |
| A Philadelphia 76ers vezet, 1–0 |                                          |           |                 | TD Garden, Boston, Massachusetts Nézőszám: 19 156 Játékvezetők: Courtney Kirkland, David Guthrie, Karl Lane |

Annak ellenére, hogy Joel Embiid nem tudott pályára lépni a mérkőzésen, a 76ers James Harden 45 pontjával megverte a Celticset a sorozat első mérkőzésén. Harden, akinek ez volt a legtöbb pontja pályafutása során a rájátszásban, három másodperccel a mérkőzés vége előtt értékesített egy hátralépéses hárompontost, bebiztosítva a győzelmet. Tyrese Maxey 26, míg Tobias Harris 18 ponttal járult hozzá a győzelemhez, a philadelphiai csapat 17 hárompontost dobott be a találkozón. A másik csapatban Jayson Tatum 39 pontot és 11 lepattanót szerzett, míg Jaylen Brown 23 pontot, Malcolm Brogdon pedig húszat. A Celticsnek volt lehetősége kiegyenlíteni a mérkőzést, de Tatum eladta a labdát Paul Reednek.
Második mérkőzés
| 2023. május 3. 20:00 | Philadelphia 76ers                       | 87–121    | Boston Celtics                  | TD Garden, Boston, Massachusetts Nézőszám: 19 156 Játékvezetők: Rodney Mott, Zach Zarba, Kevin Scott |
| 2023. május 3. 20:00 | (22–28, 27–29, 16–35, 22–29) Jegyzőkönyv |           |                                 | TD Garden, Boston, Massachusetts Nézőszám: 19 156 Játékvezetők: Rodney Mott, Zach Zarba, Kevin Scott |
| 2023. május 3. 20:00 | Tobias Harris 16                         | Pont      | Jaylen Brown 25                 | TD Garden, Boston, Massachusetts Nézőszám: 19 156 Játékvezetők: Rodney Mott, Zach Zarba, Kevin Scott |
| 2023. május 3. 20:00 | James Harden 10                          | Lepattanó | Horfodd, Tatum, Williams III 7  | TD Garden, Boston, Massachusetts Nézőszám: 19 156 Játékvezetők: Rodney Mott, Zach Zarba, Kevin Scott |
| 2023. május 3. 20:00 | James Harden 4                           | Gólpassz  | Brown, Williams, Williams III 4 | TD Garden, Boston, Massachusetts Nézőszám: 19 156 Játékvezetők: Rodney Mott, Zach Zarba, Kevin Scott |
| Döntetlen, 1–1       |                                          |           |                                 | TD Garden, Boston, Massachusetts Nézőszám: 19 156 Játékvezetők: Rodney Mott, Zach Zarba, Kevin Scott |

A Celtics sokkal jobban játszott a második mérkőzésen, 34 ponttal megverték a 76erst, ami a philadelphiai csapat első veresége volt a 2023-as rájátszásban. Jaylen Brown 25 pontot szerzett, míg Malcolm Brogdon 23-at, a csapat húsz hárompontosából hatot ő értékesített. Derrick White és Marcus Smart tizenöt–tizenöt pontot szereztek, míg Jayson Tatum mindössze hetet. A Celtics kiemelkedően védekezett, mindössze csak hat hárompontost tudtak szerezni 30 próbálkozásból. Joel Embiid visszatért sérülését követően, 15 pontja és 5 blokkja volt, míg James Harden nem tudta jó formáját hozni, csak két mezőnydobást értékesített az egész mérkőzésen.
Harmadik mérkőzés
| 2023. május 5. 19:30        | Boston Celtics                           | 114–102   | Philadelphia 76ers | Wells Fargo Center, Philadelphia, Pennsylvania Nézőszám: 21 290 Játékvezetők: Scott Foster, Mark Lindsay, Ben Taylor |
| 2023. május 5. 19:30        | (28–29, 29–21, 31–27, 26–25) Jegyzőkönyv |           |                    | Wells Fargo Center, Philadelphia, Pennsylvania Nézőszám: 21 290 Játékvezetők: Scott Foster, Mark Lindsay, Ben Taylor |
| 2023. május 5. 19:30        | Jayson Tatum 27                          | Pont      | Joel Embiid 30     | Wells Fargo Center, Philadelphia, Pennsylvania Nézőszám: 21 290 Játékvezetők: Scott Foster, Mark Lindsay, Ben Taylor |
| 2023. május 5. 19:30        | Jayson Tatum 10                          | Lepattanó | Joel Embiid 13     | Wells Fargo Center, Philadelphia, Pennsylvania Nézőszám: 21 290 Játékvezetők: Scott Foster, Mark Lindsay, Ben Taylor |
| 2023. május 5. 19:30        | Brown, Tatum 5                           | Gólpassz  | James Harden 11    | Wells Fargo Center, Philadelphia, Pennsylvania Nézőszám: 21 290 Játékvezetők: Scott Foster, Mark Lindsay, Ben Taylor |
| A Boston Celtics vezet, 2–1 |                                          |           |                    | Wells Fargo Center, Philadelphia, Pennsylvania Nézőszám: 21 290 Játékvezetők: Scott Foster, Mark Lindsay, Ben Taylor |

A mérkőzés előtt Joel Embiid megkapta MVP-trófeáját hazai pályán, de a kameruni kosárlabdázó nem tudta megakadályozni csapata vereségét, Jayson Tatum és Jaylen Brown együtt 50 pontot szereztek, előnybe helyezve a Celticset a sorozatban. Boston a mérkőzés nagy részében vezetett, hat játékosuk is legalább tíz pontot dobott. Ugyan Philadelphia négy pontra volt az egyenlítéstől a negyedik negyed végén, Boston hárompontosai megakadályozták azt. Ugyan Embiid 30 pontot és 13 lepattanót szerzett, James Harden és Tyrese Maxey 23%-os hatékonysága nem segítette a Sixers sztárját.
Negyedik mérkőzés
| 2023. május 7. 15:30 | Boston Celtics                                | 115–116 (h. u.) | Philadelphia 76ers | Wells Fargo Center, Philadelphia, Pennsylvania Nézőszám: 21 264 Játékvezetők: John Goble, James Williams, Gediminas Petraitis |
| 2023. május 7. 15:30 | (19–27, 31–32, 33–33, 24–15, 8–9) Jegyzőkönyv |                 |                    | Wells Fargo Center, Philadelphia, Pennsylvania Nézőszám: 21 264 Játékvezetők: John Goble, James Williams, Gediminas Petraitis |
| 2023. május 7. 15:30 | Jayson Tatum 24                               | Pont            | James Harden 42    | Wells Fargo Center, Philadelphia, Pennsylvania Nézőszám: 21 264 Játékvezetők: John Goble, James Williams, Gediminas Petraitis |
| 2023. május 7. 15:30 | Jayson Tatum 18                               | Lepattanó       | Joel Embiid 13     | Wells Fargo Center, Philadelphia, Pennsylvania Nézőszám: 21 264 Játékvezetők: John Goble, James Williams, Gediminas Petraitis |
| 2023. május 7. 15:30 | Marcus Smart 7                                | Gólpassz        | James Harden 9     | Wells Fargo Center, Philadelphia, Pennsylvania Nézőszám: 21 264 Játékvezetők: John Goble, James Williams, Gediminas Petraitis |
| Döntetlen, 2–2       |                                               |                 |                    | Wells Fargo Center, Philadelphia, Pennsylvania Nézőszám: 21 264 Játékvezetők: John Goble, James Williams, Gediminas Petraitis |

Pályafutása legrosszabb hatékonyságú mérkőzéseit követően James Harden sokkal jobban játszott a negyedik találkozón, 42 pontot szerezve, értékesítve próbálkozásai 69,6%-át. Ugyan két perccel a mérkőzés vége előtt Boston megszerezte a vezetést, annak ellenére, hogy a Sixers korábban 16 ponttal is vezetett, Harden és P. J. Tucker kosarai megmentették a philadelphiai csapatot. Hosszabbításban Joel Embiid értékesített két büntetőt, hogy előnybe helyezze csapatát, de Jayson Tatum bedobott egy hátralépéses hárompontost, visszaszerezve a vezetést kevesebb, mint egy perccel a találkozó vége előtt. Tizennyolc másodperccel a játékidő vége előtt Harden megszerezte hatodik hárompontosát a találkozón, ezzel megnyerve a mérkőzést a Sixersnek. Ugyan Bostonnak még volt lehetősége diadalmaskodni, a játékvezetők úgy döntöttek dobása nem hagyta el időben a tenyereit.
Ötödik mérkőzés
| 2023. május 9. 19:30            | Philadelphia 76ers                       | 115–103   | Boston Celtics  | TD Garden, Boston, Massachusetts Nézőszám: 19 156 Játékvezetők: Marc Davis, Josh Tiven, Tyler Ford |
| 2023. május 9. 19:30            | (33–26, 25–23, 30–23, 27–31) Jegyzőkönyv |           |                 | TD Garden, Boston, Massachusetts Nézőszám: 19 156 Játékvezetők: Marc Davis, Josh Tiven, Tyler Ford |
| 2023. május 9. 19:30            | Joel Embiid 33                           | Pont      | Jayson Tatum 36 | TD Garden, Boston, Massachusetts Nézőszám: 19 156 Játékvezetők: Marc Davis, Josh Tiven, Tyler Ford |
| 2023. május 9. 19:30            | Tobias Harris 11                         | Lepattanó | Jayson Tatum 10 | TD Garden, Boston, Massachusetts Nézőszám: 19 156 Játékvezetők: Marc Davis, Josh Tiven, Tyler Ford |
| 2023. május 9. 19:30            | James Harden 10                          | Gólpassz  | Jayson Tatum 5  | TD Garden, Boston, Massachusetts Nézőszám: 19 156 Játékvezetők: Marc Davis, Josh Tiven, Tyler Ford |
| A Philadelphia 76ers vezet, 3–2 |                                          |           |                 | TD Garden, Boston, Massachusetts Nézőszám: 19 156 Játékvezetők: Marc Davis, Josh Tiven, Tyler Ford |

A 76ers egy kiemelkedő teljesítménnyel egyre közelebb jutottak első főcsoportdöntőjükhöz 22 év után. Joel Embiid 33 pontot szerzett, hét lepattanóval és négy blokkal, a philadelphiai csapat 42–27 arányú előnyre tett szert a mérkőzés elején. Tyrese Maxey 30 ponttal (beleértve hat hárompontossal), James Harden 17 ponttal, tíz gólpasszal és nyolc lepattanóval járult hozzá a sikerhez. A Boston játékosai közül Jayson Tatum 36 pontot szerzett, de teljesítménye nem volt hatékony (40,7%), míg Jaylen Brown 24 pontot szerzett. A hárompontos vonal mögül mindössze 31%-os hatékonysággal dobott a massachusettsi franchise.
Hatodik mérkőzés
| 2023. május 11. 19:30 | Boston Celtics                           | 95–86     | Philadelphia 76ers | Wells Fargo Center, Philadelphia, Pennsylvania Nézőszám: 21 337 Játékvezetők: Ed Malloy, David Guthrie, Curtis Blair |
| 2023. május 11. 19:30 | (29–22, 21–21, 21–30, 24–13) Jegyzőkönyv |           |                    | Wells Fargo Center, Philadelphia, Pennsylvania Nézőszám: 21 337 Játékvezetők: Ed Malloy, David Guthrie, Curtis Blair |
| 2023. május 11. 19:30 | Marcus Smart 22                          | Pont      | Embiid, Maxey 26   | Wells Fargo Center, Philadelphia, Pennsylvania Nézőszám: 21 337 Játékvezetők: Ed Malloy, David Guthrie, Curtis Blair |
| 2023. május 11. 19:30 | Al Horford 11                            | Lepattanó | Joel Embiid 10     | Wells Fargo Center, Philadelphia, Pennsylvania Nézőszám: 21 337 Játékvezetők: Ed Malloy, David Guthrie, Curtis Blair |
| 2023. május 11. 19:30 | Marcus Smart 7                           | Gólpassz  | James Harden 9     | Wells Fargo Center, Philadelphia, Pennsylvania Nézőszám: 21 337 Játékvezetők: Ed Malloy, David Guthrie, Curtis Blair |
| Döntetlen, 3–3        |                                          |           |                    | Wells Fargo Center, Philadelphia, Pennsylvania Nézőszám: 21 337 Játékvezetők: Ed Malloy, David Guthrie, Curtis Blair |

Jayson Tatum nagyon rosszul játszott az első három negyedben, mindössze egy dobását értékesítette az első 36 percben. Ennek ellenére kiemelkedően játszott az utolsóban, 16 pontot szerezve és kulcsfontosságú szerepet játszva a 14–1-es különbségű öt percben a mérkőzés végén. Annak ellenére, hogy az első negyedben 16 pontos hátrányban is voltak, Joel Embiid és Tyrese Maxey vezetésével még előnybe tudtak kerülni a negyedik negyed elején. Ezt követően viszont kihagytak nyolc hárompontos-próbálkozást is az utolsó negyedben, az utolsó hat percben egyetlen mezőnygólt értékesítettek.
Hetedik mérkőzés
| 2023. május 14. 15:30        | Philadelphia 76ers                       | 88–112    | Boston Celtics  | TD Garden, Boston, Massachusetts Nézőszám: 19 156 Játékvezetők: Scott Foster, Bill Kennedy, Eric Lewis |
| 2023. május 14. 15:30        | (29–23, 23–32, 10–33, 26–24) Jegyzőkönyv |           |                 | TD Garden, Boston, Massachusetts Nézőszám: 19 156 Játékvezetők: Scott Foster, Bill Kennedy, Eric Lewis |
| 2023. május 14. 15:30        | Tobias Harris 19                         | Pont      | Jayson Tatum 51 | TD Garden, Boston, Massachusetts Nézőszám: 19 156 Játékvezetők: Scott Foster, Bill Kennedy, Eric Lewis |
| 2023. május 14. 15:30        | Joel Embiid 8                            | Lepattanó | Jayson Tatum 13 | TD Garden, Boston, Massachusetts Nézőszám: 19 156 Játékvezetők: Scott Foster, Bill Kennedy, Eric Lewis |
| 2023. május 14. 15:30        | James Harden 7                           | Gólpassz  | Jayson Tatum 5  | TD Garden, Boston, Massachusetts Nézőszám: 19 156 Játékvezetők: Scott Foster, Bill Kennedy, Eric Lewis |
| Boston Celtics győzelem, 4–3 |                                          |           |                 | TD Garden, Boston, Massachusetts Nézőszám: 19 156 Játékvezetők: Scott Foster, Bill Kennedy, Eric Lewis |

#### (5) New York Knicks vs. (8) Miami Heat
Első mérkőzés
| 2023. április 30. 13:00 | Miami Heat                               | 108–101   | New York Knicks      | Madison Square Garden, New York Nézőszám: 19 812 Játékvezetők: Tony Brothers, Bill Kennedy, Brent Barnaky, Tyler Ford |
| 2023. április 30. 13:00 | (21–32, 29–23, 31–20, 27–26) Jegyzőkönyv |           |                      | Madison Square Garden, New York Nézőszám: 19 812 Játékvezetők: Tony Brothers, Bill Kennedy, Brent Barnaky, Tyler Ford |
| 2023. április 30. 13:00 | Jimmy Butler 25                          | Pont      | RJ Barrett 26        | Madison Square Garden, New York Nézőszám: 19 812 Játékvezetők: Tony Brothers, Bill Kennedy, Brent Barnaky, Tyler Ford |
| 2023. április 30. 13:00 | Jimmy Butler 11                          | Lepattanó | Mitchell Robinson 14 | Madison Square Garden, New York Nézőszám: 19 812 Játékvezetők: Tony Brothers, Bill Kennedy, Brent Barnaky, Tyler Ford |
| 2023. április 30. 13:00 | Kyle Lowry 6                             | Gólpassz  | Barrett, Brunson 7   | Madison Square Garden, New York Nézőszám: 19 812 Játékvezetők: Tony Brothers, Bill Kennedy, Brent Barnaky, Tyler Ford |
| A Miami Heat vezet, 1–0 |                                          |           |                      | Madison Square Garden, New York Nézőszám: 19 812 Játékvezetők: Tony Brothers, Bill Kennedy, Brent Barnaky, Tyler Ford |

Azt követően, hogy az első félidő nagy részében a Knicks vezetett, a Heat a harmadik negyedben 21–5 arányú előnyt épített fel, amit már nem is tudott tőlük elvenni New York. Jimmy Butler 25 pontot szerzett, 11 lepattanóval, mielőtt megsérült a negyedik negyedben. Gabe Vincent, Kyle Lowry és Bam Adebayo is legalább 15 pontot szerzett és mindhárman nagyon fontos szerepet játszottak támadásokban. A Heat védelme is kiemelkedő volt, a hárompontos vonal mögül a Knicks csak hét dobást értékesített, 34 próbálkozásból (20,6%). A Knicks legtöbb pontját RJ Barrett és Jalen Brunson szerezték, 26-tal és 25-tel.
Második mérkőzés
| 2023. május 2. 19:30 | Miami Heat                               | 105–111   | New York Knicks  | Madison Square Garden, New York Nézőszám: 19 812 Játékvezetők: Scott Foster, Curtis Blair, Mark Lindsay, Brent Barnaky |
| 2023. május 2. 19:30 | (29–31, 25–20, 23–25, 28–35) Jegyzőkönyv |           |                  | Madison Square Garden, New York Nézőszám: 19 812 Játékvezetők: Scott Foster, Curtis Blair, Mark Lindsay, Brent Barnaky |
| 2023. május 2. 19:30 | Caleb Martin 22                          | Pont      | Jalen Brunson 30 | Madison Square Garden, New York Nézőszám: 19 812 Játékvezetők: Scott Foster, Curtis Blair, Mark Lindsay, Brent Barnaky |
| 2023. május 2. 19:30 | Adebayo, Martin 8                        | Lepattanó | Julius Randle 12 | Madison Square Garden, New York Nézőszám: 19 812 Játékvezetők: Scott Foster, Curtis Blair, Mark Lindsay, Brent Barnaky |
| 2023. május 2. 19:30 | Adebayo, Lowry 6                         | Gólpassz  | Josh Hart 9      | Madison Square Garden, New York Nézőszám: 19 812 Játékvezetők: Scott Foster, Curtis Blair, Mark Lindsay, Brent Barnaky |
| Döntetlen, 1–1       |                                          |           |                  | Madison Square Garden, New York Nézőszám: 19 812 Játékvezetők: Scott Foster, Curtis Blair, Mark Lindsay, Brent Barnaky |

Annak ellenére, hogy az első mérkőzésen csak 20%-os hatékonysággal dobták hárompontosaikat, a Knicks megduplázta hatékonyságát a második találkozóra, legyőzve a Jimmy Butler nélkül játszó Heatet. Azt követően, hogy az első mérkőzésen hét próbálkozásából egyet se értékesített, Jalen Brunson tízből hat hárompontosát bedobta, 30 ponttal zárva a mérkőzést. Josh Hart egy gólpasszra volt egy tripla-duplától, 14 pontjából tízet az utolsó öt percben szerezte. Julius Randle visszatért a Knicks kezdőjébe, 25 ponttal és 12 lepattanóval hozzájárulva a győzelemhez, míg RJ Barrett huszonnégyet adott a New York-i csapat 111 pontjához. Butler hiányában Caleb Martin szerezte a Heat legtöbb pontját, 22-vel, míg Gabe Vincent és Max Strus 38-at dobtak.
Harmadik mérkőzés
| 2023. május 6. 15:30    | New York Knicks                          | 86–105    | Miami Heat             | Kaseya Center, Miami, Florida Nézőszám: 19 927 Játékvezetők: Marc Davis, Brian Forte, Josh Tiven |
| 2023. május 6. 15:30    | (21–29, 23–29, 26–29, 16–18) Jegyzőkönyv |           |                        | Kaseya Center, Miami, Florida Nézőszám: 19 927 Játékvezetők: Marc Davis, Brian Forte, Josh Tiven |
| 2023. május 6. 15:30    | Jalen Brunson 20                         | Pont      | Jimmy Butler 28        | Kaseya Center, Miami, Florida Nézőszám: 19 927 Játékvezetők: Marc Davis, Brian Forte, Josh Tiven |
| 2023. május 6. 15:30    | Julius Randle 14                         | Lepattanó | Bam Adebayo 12         | Kaseya Center, Miami, Florida Nézőszám: 19 927 Játékvezetők: Marc Davis, Brian Forte, Josh Tiven |
| 2023. május 6. 15:30    | Jalen Brunson 8                          | Gólpassz  | Love, Lowry, Vincent 4 | Kaseya Center, Miami, Florida Nézőszám: 19 927 Játékvezetők: Marc Davis, Brian Forte, Josh Tiven |
| A Miami Heat vezet, 2–1 |                                          |           |                        | Kaseya Center, Miami, Florida Nézőszám: 19 927 Játékvezetők: Marc Davis, Brian Forte, Josh Tiven |

A Heat megvédte veretlenségét hazai pályán a rájátszásban, amivel két győzelemre kerültek attól, hogy mindössze a második nyolcadik helyezett csapat legyenek az NBA történetében, akik eljutottak a főcsoportdöntőig. Miami értékesítette első tíz dobását 15 próbálkozásból, míg a Knicks kihagyott tizenhármat az első 17-ből. Jimmy Butler, aki visszatért sérüléséből, 28 pontot szerzett, míg Max Strus 19-et és Bam Adebayo egy dupla-duplával járult hozzá a győzelemhez. A Heat soha nem volt hátrányban a mérkőzés során, a Knicks pedig soha nem találta meg formáját, három legjobb pontszerzőjük (Jalen Brunson, Julius Randle és RJ Barrett) együtt csak 31%-os hatékonysággal értékesített dobásokat a mezőnyből és 12%-os hatékonysággal a hárompontos vonal mögül.
Negyedik mérkőzés
| 2023. május 8. 19:30    | New York Knicks                          | 101–109   | Miami Heat      | Kaseya Center, Miami, Florida Nézőszám: 19 769 Játékvezetők: Courtney Kirkland, Zach Zarba, Ben Taylor |
| 2023. május 8. 19:30    | (30–31, 18–25, 33–34, 20–19) Jegyzőkönyv |           |                 | Kaseya Center, Miami, Florida Nézőszám: 19 769 Játékvezetők: Courtney Kirkland, Zach Zarba, Ben Taylor |
| 2023. május 8. 19:30    | Jalen Brunson 32                         | Pont      | Jimmy Butler 27 | Kaseya Center, Miami, Florida Nézőszám: 19 769 Játékvezetők: Courtney Kirkland, Zach Zarba, Ben Taylor |
| 2023. május 8. 19:30    | Julius Randle 9                          | Lepattanó | Bam Adebayo 13  | Kaseya Center, Miami, Florida Nézőszám: 19 769 Játékvezetők: Courtney Kirkland, Zach Zarba, Ben Taylor |
| 2023. május 8. 19:30    | Jalen Brunson 11                         | Gólpassz  | Jimmy Butler 10 | Kaseya Center, Miami, Florida Nézőszám: 19 769 Játékvezetők: Courtney Kirkland, Zach Zarba, Ben Taylor |
| A Miami Heat vezet, 3–1 |                                          |           |                 | Kaseya Center, Miami, Florida Nézőszám: 19 769 Játékvezetők: Courtney Kirkland, Zach Zarba, Ben Taylor |

Jimmy Butler és Bam Adebayo vezetésével a Heat egy győzelemre került harmadik főcsoportdöntő-szereplésétől négy év alatt. Butler 27 pontot és tíz gólpasszt szerzett, míg Adebayo 23 pontot és 13 lepattanót mutatott fel, miközben a Heat a negyedik nyolcadik helyezett csapat lett, akik meg tudtak nyerni legalább hét mérkőzést a rájátszásban. Ugyan a Heat rosszul játszott a negyedik negyedben, kihagyva 12 dobást, a Knicks nem tudta kihasználni azt, nagyon rosszul teljesítve lepattanókat tekintve. Jalen Brunson 32 pontot és 11 gólpasszt szerzett, míg RJ Barrett és Julius Randle huszonnégyet és húszat.
Ötödik mérkőzés
| 2023. május 10. 19:30   | Miami Heat                               | 103–113   | New York Knicks      | Madison Square Garden, New York Nézőszám: 19 812 Játékvezetők: Eric Lewis, John Goble, Karl Lane, Mitchell Ervin |
| 2023. május 10. 19:30   | (24–14, 23–36, 27–34, 29–28) Jegyzőkönyv |           |                      | Madison Square Garden, New York Nézőszám: 19 812 Játékvezetők: Eric Lewis, John Goble, Karl Lane, Mitchell Ervin |
| 2023. május 10. 19:30   | Jimmy Butler 19                          | Pont      | Jalen Brunson 38     | Madison Square Garden, New York Nézőszám: 19 812 Játékvezetők: Eric Lewis, John Goble, Karl Lane, Mitchell Ervin |
| 2023. május 10. 19:30   | Bam Adebayo 8                            | Lepattanó | Mitchell Robinson 11 | Madison Square Garden, New York Nézőszám: 19 812 Játékvezetők: Eric Lewis, John Goble, Karl Lane, Mitchell Ervin |
| 2023. május 10. 19:30   | Jimmy Butler 9                           | Gólpassz  | Jalen Brunson 7      | Madison Square Garden, New York Nézőszám: 19 812 Játékvezetők: Eric Lewis, John Goble, Karl Lane, Mitchell Ervin |
| A Miami Heat vezet, 3–2 |                                          |           |                      | Madison Square Garden, New York Nézőszám: 19 812 Játékvezetők: Eric Lewis, John Goble, Karl Lane, Mitchell Ervin |

Jalen Brunson végigjátszotta az egész mérkőzést, egyszer se ült a cserepadon a 48 perc alatt, 38 pontot, kilenc lepattanót és hét gólpasszt szerezve, életben tartva a Knickset a sorozatban. RJ Barrett huszonhat, Julius Randle pedig 24 ponttal zárta a találkozót, így a trió szerezte csapata pontjainak 79%-át. A harmadik negyedben a Knicks 19 pontos előnyre tett szert, de a Heat három perccel a találkozó vége előtt már két pontra volt a New York-i csapattól. A Knicks megtartotta az előnyét és kiharcolta a hatodik találkozót Miamiban. Jimmy Butler szerezte a Heat legtöbb pontját, 19-et, először szerzett kevesebb, mint 25 pontot a rájátszásban. Bam Adebayo és Duncan Robinson 18, illetve 17 pontot dobtak.
Hatodik mérkőzés
| 2023. május 12. 19:30    | New York Knicks                          | 92–96     | Miami Heat      | Kaseya Center, Miami, Florida Nézőszám: 19 737 Játékvezetők: Scott Foster, Tre Maddox, Kevin Scott |
| 2023. május 12. 19:30    | (31–24, 19–27, 21–23, 21–22) Jegyzőkönyv |           |                 | Kaseya Center, Miami, Florida Nézőszám: 19 737 Játékvezetők: Scott Foster, Tre Maddox, Kevin Scott |
| 2023. május 12. 19:30    | Jalen Brunson 31                         | Pont      | Jimmy Butler 24 | Kaseya Center, Miami, Florida Nézőszám: 19 737 Játékvezetők: Scott Foster, Tre Maddox, Kevin Scott |
| 2023. május 12. 19:30    | Randle, Robinson 11                      | Lepattanó | Bam Adebayo 9   | Kaseya Center, Miami, Florida Nézőszám: 19 737 Játékvezetők: Scott Foster, Tre Maddox, Kevin Scott |
| 2023. május 12. 19:30    | Brunson, Grimes, Randle 3                | Gólpassz  | Kyle Lowry 9    | Kaseya Center, Miami, Florida Nézőszám: 19 737 Játékvezetők: Scott Foster, Tre Maddox, Kevin Scott |
| Miami Heat győzelem, 4–2 |                                          |           |                 | Kaseya Center, Miami, Florida Nézőszám: 19 737 Játékvezetők: Scott Foster, Tre Maddox, Kevin Scott |

Az elmúlt tizenhárom évben a Heat hetedjére jutott a főcsoportdöntőbe és mindössze a második nyolcadik helyezett csapat lett az NBA történetében, aki elérte a rájátszás ezen szakaszát a New York Knicks után. Annak ellenére, hogy a Knicks 14 ponttal is vezetett a mérkőzés elején, a félidőre már Miami volt előnyben, amit aztán a mérkőzés végéig tartottak. A Heat kevesebb, mint egy perccel a mérkőzés vége előtt hat pontos előnyben volt, de Gabe Vincent szabálytalansága miatt öt másodperc alatt a Knicks négy pontot tudott szerezni. Azt követően, hogy Jimmy Butler kihagyott egy próbálkozást, a Knicksnek lehetősége volt a mérkőzés kiegyenlítésére, de Kyle Lowry megszerezte a labdát a támadásuk közben, így megadva a lehetőséget Jimmy Buztlernek, hogy értékesítsen két büntetőt, bebiztosítva a győzelmet. Butler 24 ponttal zárt, míg Bam Adebayo huszonhárommal és Lowry kilenc gólpasszal. A Knicks játékosai közül Brunsonnak 41 pontja volt, ő szerezte a Knicks 27 mezőnygóljának több, mint felét. Csapattársai mindössze 51 pontot szereztek, Julius Randle és RJ Barrett együtt csak 26 ponttal zárták a mérkőzést, 16%-os dobóhatékonysággal.

### Nyugati főcsoport

#### (1) Denver Nuggets vs. (4) Phoenix Suns
Első mérkőzés
| 2023. április 29. 20:30     | Phoenix Suns                             | 107–125   | Denver Nuggets  | Ball Arena, Denver Nézőszám: 19 762 Játékvezetők: Marc Davis, Josh Tiven, Tre Maddox, Aaron Smith |
| 2023. április 29. 20:30     | (32–31, 18–37, 30–26, 26–31) Jegyzőkönyv |           |                 | Ball Arena, Denver Nézőszám: 19 762 Játékvezetők: Marc Davis, Josh Tiven, Tre Maddox, Aaron Smith |
| 2023. április 29. 20:30     | Kevin Durant 29                          | Pont      | Jamal Murray 34 | Ball Arena, Denver Nézőszám: 19 762 Játékvezetők: Marc Davis, Josh Tiven, Tre Maddox, Aaron Smith |
| 2023. április 29. 20:30     | Kevin Durant 14                          | Lepattanó | Nikola Jokić 19 | Ball Arena, Denver Nézőszám: 19 762 Játékvezetők: Marc Davis, Josh Tiven, Tre Maddox, Aaron Smith |
| 2023. április 29. 20:30     | Devin Booker 8                           | Gólpassz  | Jamal Murray 9  | Ball Arena, Denver Nézőszám: 19 762 Játékvezetők: Marc Davis, Josh Tiven, Tre Maddox, Aaron Smith |
| A Denver Nuggets vezet, 1–0 |                                          |           |                 | Ball Arena, Denver Nézőszám: 19 762 Játékvezetők: Marc Davis, Josh Tiven, Tre Maddox, Aaron Smith |

Az után, hogy két csapat 2021-es párosítását ki kellett hagynia, Jamal Murray győzelemhez vezette a Nuggets csapatát, 34 pontot szerezve, beleértve hat hárompontost, megszakítva a Nuggets hét mérkőzéses vereségsorozatát a Suns ellen a rájátszásban. Nikola Jokićnak 24 pontja és 19 lepattanója volt, amiből nyolcat az ellenfél palánkja alatt szerzett, míg Aaron Gordon 23 ponttal járult hozzá a sikerhez. A Phoenix játékosai közül Kevin Durant 29 pontot és 14 lepattanót szerzett, mag Devin Booker 27 pontot és nyolc gólpasszt. A duó sorozatban a harmadik mérkőzésen szerzett fejenként legalább 25 pontot. Ugyan a Suns hatékonyabb volt a mezőnyben, a Nuggets sokkal jobban dobott a hárompontos vonal mögül.
Második mérkőzés
| 2023. május 1. 22:00        | Phoenix Suns                             | 87–97     | Denver Nuggets  | Ball Arena, Denver Nézőszám: 19 592 Játékvezetők: Eric Lewis, Sean Wright, John Goble, Aaron Smith |
| 2023. május 1. 22:00        | (21–18, 21–22, 31–30, 14–27) Jegyzőkönyv |           |                 | Ball Arena, Denver Nézőszám: 19 592 Játékvezetők: Eric Lewis, Sean Wright, John Goble, Aaron Smith |
| 2023. május 1. 22:00        | Devin Booker 35                          | Pont      | Nikola Jokić 39 | Ball Arena, Denver Nézőszám: 19 592 Játékvezetők: Eric Lewis, Sean Wright, John Goble, Aaron Smith |
| 2023. május 1. 22:00        | Ayton, Durant 8                          | Lepattanó | Nikola Jokić 16 | Ball Arena, Denver Nézőszám: 19 592 Játékvezetők: Eric Lewis, Sean Wright, John Goble, Aaron Smith |
| 2023. május 1. 22:00        | Booker, Paul 6                           | Gólpassz  | Jamal Murray 8  | Ball Arena, Denver Nézőszám: 19 592 Játékvezetők: Eric Lewis, Sean Wright, John Goble, Aaron Smith |
| A Denver Nuggets vezet, 2–0 |                                          |           |                 | Ball Arena, Denver Nézőszám: 19 592 Játékvezetők: Eric Lewis, Sean Wright, John Goble, Aaron Smith |

Nikola Jokić 39 pontjából huszonhatot a második félidőben szerzett és 16 lepattanója volt, megduplázva a Nuggets előnyét a sorozatban. Jokić játéka kulcsfontosságú volt, hiszen Jamal Murray csak 10 pontot tudott szerezni, 20%-os hatékonysággal. Aaron Gordon tizenhat, míg Kentavious Caldwell-Pope tizennégy pontot szerzett, amiből hat pont két kulcsfontosságú hárompontos volt a mérkőzés végén, ami végleg előnybe helyezte a denveri csapatot. Devin Booker szerezte a Suns legtöbb pontját, 35-öt, de a csapat elvesztette Chris Pault sérülés miatt és a negyedik negyedben nem tudtak hatékonyan pontot szerezni. Kevin Durant ugyan 24 pontot szerzett, de csak 37%-os hatékonysággal.
Harmadik mérkőzés
| 2023. május 5. 22:00        | Denver Nuggets                           | 114–121   | Phoenix Suns             | Footprint Center, Phoenix Nézőszám: 17 071 Játékvezetők: Sean Corbin, Zach Zarba, James Williams, Justin Van Duyne |
| 2023. május 5. 22:00        | (31–29, 21–38, 36–23, 26–31) Jegyzőkönyv |           |                          | Footprint Center, Phoenix Nézőszám: 17 071 Játékvezetők: Sean Corbin, Zach Zarba, James Williams, Justin Van Duyne |
| 2023. május 5. 22:00        | Jamal Murray 32                          | Pont      | Devin Booker 47          | Footprint Center, Phoenix Nézőszám: 17 071 Játékvezetők: Sean Corbin, Zach Zarba, James Williams, Justin Van Duyne |
| 2023. május 5. 22:00        | Nikola Jokić 17                          | Lepattanó | Ayton, Durant, Landale 9 | Footprint Center, Phoenix Nézőszám: 17 071 Játékvezetők: Sean Corbin, Zach Zarba, James Williams, Justin Van Duyne |
| 2023. május 5. 22:00        | Nikola Jokić 17                          | Gólpassz  | Devin Booker 9           | Footprint Center, Phoenix Nézőszám: 17 071 Játékvezetők: Sean Corbin, Zach Zarba, James Williams, Justin Van Duyne |
| A Denver Nuggets vezet, 2–1 |                                          |           |                          | Footprint Center, Phoenix Nézőszám: 17 071 Játékvezetők: Sean Corbin, Zach Zarba, James Williams, Justin Van Duyne |

Chris Paul nélkül és 2–0-ás hátrányban Devin Booker 80%-os hatékonysággal értékesítette dobásait, beállítva 47 pontos karriercsúcsát, megfelezve a Nuggets vezetését. Kevin Durantnek 39 pontja volt, a páros a csapat pontjainak 71%-át szerezte, míg társaik közül senki se szerzett több, mint hetet. Nikola Jokić tripla-duplát szerzett, 30 ponttal, 17 gólpasszal és 17 lepattanóval. Jamal Murraynek 32, míg Michael Porter Jr. 21 pontja volt és 12 lepattanója. Annak ellenére, hogy a Suns 15 ponttal vezetett a félidőben, a harmadik negyed végén már hátrányban voltak. Ezt követően viszont a negyedik negyedet 31–26-os különbséggel megnyerték.
Negyedik mérkőzés
| 2023. május 7. 20:00 | Denver Nuggets                           | 124–129   | Phoenix Suns      | Footprint Center, Phoenix Nézőszám: 17 071 Játékvezetők: Tony Brothers, Ed Malloy, Justin Van Duyne, Jacyn Goble |
| 2023. május 7. 20:00 | (34–32, 27–31, 31–35, 32–31) Jegyzőkönyv |           |                   | Footprint Center, Phoenix Nézőszám: 17 071 Játékvezetők: Tony Brothers, Ed Malloy, Justin Van Duyne, Jacyn Goble |
| 2023. május 7. 20:00 | Nikola Jokić 53                          | Pont      | Booker, Durant 36 | Footprint Center, Phoenix Nézőszám: 17 071 Játékvezetők: Tony Brothers, Ed Malloy, Justin Van Duyne, Jacyn Goble |
| 2023. május 7. 20:00 | Michael Porter Jr. 10                    | Lepattanó | Kevin Durant 11   | Footprint Center, Phoenix Nézőszám: 17 071 Játékvezetők: Tony Brothers, Ed Malloy, Justin Van Duyne, Jacyn Goble |
| 2023. május 7. 20:00 | Nikola Jokić 11                          | Gólpassz  | Devin Booker 12   | Footprint Center, Phoenix Nézőszám: 17 071 Játékvezetők: Tony Brothers, Ed Malloy, Justin Van Duyne, Jacyn Goble |
| Döntetlen, 2–2       |                                          |           |                   | Footprint Center, Phoenix Nézőszám: 17 071 Játékvezetők: Tony Brothers, Ed Malloy, Justin Van Duyne, Jacyn Goble |

Annak ellenére, hogy Nikola Jokić 53 pontot szerzett, ami a rájátszásban karriercsúcsa volt, a Suns meg tudta akadályozni a Nuggets győzelmét, kiegyenlítve a sorozatot. Devin Booker és Kevin Durant is 36 pontot szerzett, Booker hazai pályán 79%-os hatékonysággal értékesítette dobásait a sorozatban. A Suns a negyedik negyedet hat pontos előnnyel kezdte, azt követően, hogy Booker egyedül 17 pontot szerzett a harmadik negyedben. Ugyan Denver sokáig küzdött, hogy visszakerüljön a mérkőzésbe, Landry Shamet négy hárompontosa bebiztosította, hogy a Suns előnyben maradjon. Nikola Jokić 67%-os hatékonysággal játszott a mérkőzésen, míg Jamal Murray 28 pontot szerzett.
Ötödik mérkőzés
| 2023. május 9. 22:00        | Phoenix Suns                             | 102–118   | Denver Nuggets  | Ball Arena, Denver Nézőszám: 19 773 Játékvezetők: Bill Kennedy, David Guthrie, Brian Forte, Nick Buchert |
| 2023. május 9. 22:00        | (24–35, 25–17, 25–39, 28–27) Jegyzőkönyv |           |                 | Ball Arena, Denver Nézőszám: 19 773 Játékvezetők: Bill Kennedy, David Guthrie, Brian Forte, Nick Buchert |
| 2023. május 9. 22:00        | Devin Booker 28                          | Pont      | Nikola Jokić 29 | Ball Arena, Denver Nézőszám: 19 773 Játékvezetők: Bill Kennedy, David Guthrie, Brian Forte, Nick Buchert |
| 2023. május 9. 22:00        | Kevin Durant 11                          | Lepattanó | Nikola Jokić 13 | Ball Arena, Denver Nézőszám: 19 773 Játékvezetők: Bill Kennedy, David Guthrie, Brian Forte, Nick Buchert |
| 2023. május 9. 22:00        | Kevin Durant 7                           | Gólpassz  | Nikola Jokić 12 | Ball Arena, Denver Nézőszám: 19 773 Játékvezetők: Bill Kennedy, David Guthrie, Brian Forte, Nick Buchert |
| A Denver Nuggets vezet, 3–2 |                                          |           |                 | Ball Arena, Denver Nézőszám: 19 773 Játékvezetők: Bill Kennedy, David Guthrie, Brian Forte, Nick Buchert |

Nikola Jokić ezen a mérkőzésen megszerezte tízedik tripla-dupláját pályafutása során a rájátszásban, megnyerve a találkozót a Nuggetsnek. Jokić kiemelkedően játszott a harmadik negyedben, 17 pontot szerzett, 87,5%-os hatékonysággal. A Nuggets három ponttal vezetett a félidőben, de a harmadik negyed végére a szerb center segítségével már 91–74 volt az állás. Michael Porter Jr. 19 pontjából 14-et az első negyedben szerzett, míg Jamal Murray 19 ponttal és hat gólpasszal járult hozzá a győzelemhez. A Denver cseréi 34 pontot szerezték, amiből Bruce Brown 25-öt tudhatott magának. Ugyan Devin Booker és Kevin Durant már kilencedjére több, mint 25 pontot szereztek a rájátszásban, a Nuggets sokkal jobban kezelte a lepattanókat és kiemelkedően dobta hárompontosait, így a Sunsnak esélye se volt.
Hatodik mérkőzés
| 2023. május 11. 22:00        | Denver Nuggets                           | 125–100   | Phoenix Suns     | Footprint Center, Phoenix Nézőszám: 17 071 Játékvezetők: Marc Davis, Pat Fraher, Ben Taylor, Tyler Ford |
| 2023. május 11. 22:00        | (44–26, 37–25, 22–25, 22–24) Jegyzőkönyv |           |                  | Footprint Center, Phoenix Nézőszám: 17 071 Játékvezetők: Marc Davis, Pat Fraher, Ben Taylor, Tyler Ford |
| 2023. május 11. 22:00        | Nikola Jokić 32                          | Pont      | Cameron Payne 31 | Footprint Center, Phoenix Nézőszám: 17 071 Játékvezetők: Marc Davis, Pat Fraher, Ben Taylor, Tyler Ford |
| 2023. május 11. 22:00        | Nikola Jokić 10                          | Lepattanó | Payne, Shamet 6  | Footprint Center, Phoenix Nézőszám: 17 071 Játékvezetők: Marc Davis, Pat Fraher, Ben Taylor, Tyler Ford |
| 2023. május 11. 22:00        | Nikola Jokić 12                          | Gólpassz  | Devin Booker 8   | Footprint Center, Phoenix Nézőszám: 17 071 Játékvezetők: Marc Davis, Pat Fraher, Ben Taylor, Tyler Ford |
| Denver Nuggets győzelem, 4–2 |                                          |           |                  | Footprint Center, Phoenix Nézőszám: 17 071 Játékvezetők: Marc Davis, Pat Fraher, Ben Taylor, Tyler Ford |

A Nuggets bebiztosította a helyét a főcsoportdöntőben, legyőzve a Deandre Ayton és Chris Paul nélkül játszó Suns csapatát 25 ponttal, ami a legnagyobb különbség volt a rájátszásban ebben a szezonban vendégként. Denver kiemelkedően játszott az egész mérkőzésen, az első negyed végére már 18 ponttal vezettek. Kentavious Caldwell-Pope, aki a rájátszásban eddig 9,5 pontot átlagolt, 17 pontot szerzett az első negyedben, míg Nikola Jokić 14-et. A Nuggets támadójátéka ezt követően is kiemelkedő volt, félidőre az állás 81–51 volt. Jokić a mérkőzést harmadik tripla-duplájával zárta a sorozatban, míg Jamal Murray 26-ot tudott szerezni. Cameron Payne szerezte a Suns legtöbb pontját, karriercsúcs harminceggyel. Ugyan Kevin Durantnek 23 pontja volt, kihagyott első tíz dobásából kilencet. A Suns két éven belül másodjára volt a félidőben 30 pontos hátrányban egy továbbjutást eldöntő mérkőzésen.
Ezek mellett ez volt Al McCoy utolsó mérkőzése, mint a Suns közvetítője, 51 év szolgálat után hagyta ott a csapatot.

#### (6) Golden State Warriors vs. (7) Los Angeles Lakers
Első mérkőzés
| 2023. május 2. 22:00            | Los Angeles Lakers                       | 117–112   | Golden State Warriors | Chase Center, San Francisco Nézőszám: 18 064 Játékvezetők: Marc Davis, Ed Malloy, Nick Buchert |
| 2023. május 2. 22:00            | (29–31, 36–31, 31–24, 21–24) Jegyzőkönyv |           |                       | Chase Center, San Francisco Nézőszám: 18 064 Játékvezetők: Marc Davis, Ed Malloy, Nick Buchert |
| 2023. május 2. 22:00            | Anthony Davis 30                         | Pont      | Stephen Curry 27      | Chase Center, San Francisco Nézőszám: 18 064 Játékvezetők: Marc Davis, Ed Malloy, Nick Buchert |
| 2023. május 2. 22:00            | Anthony Davis 23                         | Lepattanó | Kevon Looney 23       | Chase Center, San Francisco Nézőszám: 18 064 Játékvezetők: Marc Davis, Ed Malloy, Nick Buchert |
| 2023. május 2. 22:00            | D’Angelo Russell 6                       | Gólpassz  | Draymond Green 7      | Chase Center, San Francisco Nézőszám: 18 064 Játékvezetők: Marc Davis, Ed Malloy, Nick Buchert |
| A Los Angeles Lakers vezet, 1–0 |                                          |           |                       | Chase Center, San Francisco Nézőszám: 18 064 Játékvezetők: Marc Davis, Ed Malloy, Nick Buchert |

Anthony Davis 30 pontot, 23 lepattanót és négy blokkot szerzett, míg LeBron James 22 pontot és 11 lepattanót tudott felmutatni a Lakers idegenbeli győzelme során. D’Angelo Russell 19 ponttal és hat gólpasszal járult hozzá a győzelemhez, míg Dennis Schröder tizenkilenc ponttal. A Warriors 21 hárompontost szerzett, legtöbb pontjukat pedig Stephen Curry (27) és Klay Thompson (25) dobta, míg Kevon Looney karriercsúcs 23 lepattanót szerzett. A Warriors ki tudott egyenlíteni a mérkőzés végén, de a Lakers visszaszerezte a vezetést és Jordan Poole hibázásának köszönhetően nyerni tudtak.
Második mérkőzés
| 2023. május 4. 21:00 | Los Angeles Lakers                        | 100–127   | Golden State Warriors | Chase Center, San Francisco Nézőszám: 18 064 Játékvezetők: Tony Brothers, Pat Fraher, Eric Lewis |
| 2023. május 4. 21:00 | (33 –26, 23–41, 24–43, 20–17) Jegyzőkönyv |           |                       | Chase Center, San Francisco Nézőszám: 18 064 Játékvezetők: Tony Brothers, Pat Fraher, Eric Lewis |
| 2023. május 4. 21:00 | LeBron James 23                           | Pont      | Klay Thompson 30      | Chase Center, San Francisco Nézőszám: 18 064 Játékvezetők: Tony Brothers, Pat Fraher, Eric Lewis |
| 2023. május 4. 21:00 | Davis, James 7                            | Lepattanó | Draymond Green 11     | Chase Center, San Francisco Nézőszám: 18 064 Játékvezetők: Tony Brothers, Pat Fraher, Eric Lewis |
| 2023. május 4. 21:00 | D’Angelo Russell 8                        | Gólpassz  | Stephen Curry 12      | Chase Center, San Francisco Nézőszám: 18 064 Játékvezetők: Tony Brothers, Pat Fraher, Eric Lewis |
| Döntetlen, 1–1       |                                           |           |                       | Chase Center, San Francisco Nézőszám: 18 064 Játékvezetők: Tony Brothers, Pat Fraher, Eric Lewis |

Azt követően, hogy Los Angeles a második negyedben hét pontos előnyt szerzett, a címvédő Warriors átvette az irányítást, a második és harmadik negyedben 37 ponttal többet szereztek, mint a Lakers. Klay Thompson 30 pontot szerzett, beleértve nyolc hárompontost, míg Stephen Curry 20 ponttal és 12 gólpasszal járult hozzá a győzelemhez. A Warriors első két meccsen szerzett 42 hárompontosa rekordnak számít a rájátszásban. JaMychal Green rájátszás-karriercsúcs 15 pontot dobott első mérkőzésén kezdőként a rájátszásban 2019 óta, míg Draymond Green 11 pontot, 11 lepattanót és kilenc gólpasszt szerzett. A Lakers játékosai közül LeBron James 23 pontot szerzett, míg Anthony Davis csak 11 pontot tudott dobni.
Harmadik mérkőzés
| 2023. május 6. 20:30            | Golden State Warriors                    | 97–127    | Los Angeles Lakers | Crypto.com Arena, Los Angeles Nézőszám: 18 997 Játékvezetők: Bill Kennedy, David Guthrie, Mitchell Ervin |
| 2023. május 6. 20:30            | (30–23, 18–36, 20–27, 29–41) Jegyzőkönyv |           |                    | Crypto.com Arena, Los Angeles Nézőszám: 18 997 Játékvezetők: Bill Kennedy, David Guthrie, Mitchell Ervin |
| 2023. május 6. 20:30            | Stephen Curry 23                         | Pont      | Anthony Davis 25   | Crypto.com Arena, Los Angeles Nézőszám: 18 997 Játékvezetők: Bill Kennedy, David Guthrie, Mitchell Ervin |
| 2023. május 6. 20:30            | Andrew Wiggins 9                         | Lepattanó | Anthony Davis 13   | Crypto.com Arena, Los Angeles Nézőszám: 18 997 Játékvezetők: Bill Kennedy, David Guthrie, Mitchell Ervin |
| 2023. május 6. 20:30            | Jordan Poole 6                           | Gólpassz  | LeBron James 8     | Crypto.com Arena, Los Angeles Nézőszám: 18 997 Játékvezetők: Bill Kennedy, David Guthrie, Mitchell Ervin |
| A Los Angeles Lakers vezet, 2–1 |                                          |           |                    | Crypto.com Arena, Los Angeles Nézőszám: 18 997 Játékvezetők: Bill Kennedy, David Guthrie, Mitchell Ervin |

Azt követően, hogy a Golden State a második negyedben hét pontos előnyt szerzett, a Lakers átvette az irányítás, a harmadik és negyedik negyedben 25 ponttal többet szerezve, mint a Warriors. Anthony Davis 25 pontot és 13 lepattanót szerzett, 70%-os hatékonysággal, míg LeBron Jamesnek 21 pontja, nyolc gólpassza és nyolc lepattanója volt. D’Angelo Russell öt hárompontost szerzett, összesen 21 ponttal. Los Angeles a rájátszásban ezzel megtartotta veretlenségi sorozatát hazai pályán (4–0). A Golden State tizenkilencszer adta el a labdát a mérkőzésen, csak 40%-os hatékonysággal értékesítették próbálkozásaikat. Stephen Curry 23, Andrew Wiggins pedig 16 pontot szerzett, a Warriors 34 pontos hátrányban is volt.
Negyedik mérkőzés
| 2023. május 8. 22:00            | Golden State Warriors                    | 101–104   | Los Angeles Lakers | Crypto.com Arena, Los Angeles Nézőszám: 18 997 Játékvezetők: Scott Foster, Curtis Blair, Kevin Scott |
| 2023. május 8. 22:00            | (21–22, 31–27, 32–28, 17–27) Jegyzőkönyv |           |                    | Crypto.com Arena, Los Angeles Nézőszám: 18 997 Játékvezetők: Scott Foster, Curtis Blair, Kevin Scott |
| 2023. május 8. 22:00            | Stephen Curry 31                         | Pont      | LeBron James 27    | Crypto.com Arena, Los Angeles Nézőszám: 18 997 Játékvezetők: Scott Foster, Curtis Blair, Kevin Scott |
| 2023. május 8. 22:00            | Curry, Green 10                          | Lepattanó | Anthony Davis 15   | Crypto.com Arena, Los Angeles Nézőszám: 18 997 Játékvezetők: Scott Foster, Curtis Blair, Kevin Scott |
| 2023. május 8. 22:00            | Stephen Curry 14                         | Gólpassz  | LeBron James 6     | Crypto.com Arena, Los Angeles Nézőszám: 18 997 Játékvezetők: Scott Foster, Curtis Blair, Kevin Scott |
| A Los Angeles Lakers vezet, 3–1 |                                          |           |                    | Crypto.com Arena, Los Angeles Nézőszám: 18 997 Játékvezetők: Scott Foster, Curtis Blair, Kevin Scott |

Az utolsó negyedet a Lakers hét pontos hátrányban szerezte, de Lonnie Walker IV élete egyik legjobb mérkőzésének köszönhetően nyerni tudtak. Az amerikai dobóhátvéd 15 pontot szerzett a negyedik negyedben, egyedül annyi mezőnygólt értékesített, mint a Warriors összes játékosa együttvéve. Két perccel a mérkőzés vége előtt előnybe helyezte csapatát és értékesített két kulcsfontosságú büntetőt 15 másodperccel a játékidő vége előtt. LeBron James 27 pontot szerzett, Austin Reaves huszonegyet, míg Anthony Davis 23 ponttal és 15 lepattanóval járult hozzá a 3–1-es előnyt jelentő győzelemhez. A Warriors játékosai közül Stephen Curry 31 pontot, 10 lepattanót és 14 gólpasszt szerzett, ami rájátszás-pályafutása harmadik tripla-duplája volt, de ennek ellenére 14 hárompontos-próbálkozásából kihagyott tizenegyet és eladta a labdát az utolsó másodpercekben.
Ötödik mérkőzés
| 2023. május 10. 22:00           | Los Angeles Lakers                       | 106–121   | Golden State Warriors | Chase Center, San Francisco Nézőszám: 18 064 Játékvezetők: Zach Zarba, James Williams, Gediminas Petraitis |
| 2023. május 10. 22:00           | (28–32, 31–38, 23–23, 24–28) Jegyzőkönyv |           |                       | Chase Center, San Francisco Nézőszám: 18 064 Játékvezetők: Zach Zarba, James Williams, Gediminas Petraitis |
| 2023. május 10. 22:00           | LeBron James 25                          | Pont      | Andrew Wiggins 25     | Chase Center, San Francisco Nézőszám: 18 064 Játékvezetők: Zach Zarba, James Williams, Gediminas Petraitis |
| 2023. május 10. 22:00           | Davis, James 9                           | Lepattanó | Draymond Green 10     | Chase Center, San Francisco Nézőszám: 18 064 Játékvezetők: Zach Zarba, James Williams, Gediminas Petraitis |
| 2023. május 10. 22:00           | Austin Reaves 5                          | Gólpassz  | Stephen Curry 8       | Chase Center, San Francisco Nézőszám: 18 064 Játékvezetők: Zach Zarba, James Williams, Gediminas Petraitis |
| A Los Angeles Lakers vezet, 3–2 |                                          |           |                       | Chase Center, San Francisco Nézőszám: 18 064 Játékvezetők: Zach Zarba, James Williams, Gediminas Petraitis |

A Warriors sikerének alapja Stephen Curry 27 pontja és nyolc gólpassza volt, illetve Andrew Wiggins 25 pontja, és hét lepattanója, ezzel elkerülve a kiesést. Gary Payton II tizenhárom pontot szerzett, míg Draymond Green húszat és tíz lepattanót. Golden State 13 hárompontosából hetet az első negyedben szerzett, a második félidőt 11 pontos előnnyel kezdte. 70 pontjuk az első félidő végén a legtöbb volt, amit szereztek 2019 óta. A Lakers nem tudott megfelelően lepattanókat szerezni, összesen tízzel kevesebbel zárták a mérkőzést, mint a Warriors. Tizenhatszor adták el a labdát, ami 20 Warriors-ponthoz vezetett. LeBron James 25 pontot és 9 lepattanót szerzett, míg Anthony Davis ugyanennyi lepattanót és 23 pontot.
Hatodik mérkőzés
| 2023. május 12. 22:00           | Golden State Warriors                    | 101–122   | Los Angeles Lakers | Crypto.com Arena, Los Angeles Nézőszám: 18 997 Játékvezetők: Courtney Kirkland, John Goble, Mark Lindsay |
| 2023. május 12. 22:00           | (26–31, 20–25, 31–35, 24–31) Jegyzőkönyv |           |                    | Crypto.com Arena, Los Angeles Nézőszám: 18 997 Játékvezetők: Courtney Kirkland, John Goble, Mark Lindsay |
| 2023. május 12. 22:00           | Stephen Curry 32                         | Pont      | LeBron James 30    | Crypto.com Arena, Los Angeles Nézőszám: 18 997 Játékvezetők: Courtney Kirkland, John Goble, Mark Lindsay |
| 2023. május 12. 22:00           | Kevon Looney 18                          | Lepattanó | Anthony Davis 20   | Crypto.com Arena, Los Angeles Nézőszám: 18 997 Játékvezetők: Courtney Kirkland, John Goble, Mark Lindsay |
| 2023. május 12. 22:00           | Curry, Thompson 6                        | Gólpassz  | LeBron James 9     | Crypto.com Arena, Los Angeles Nézőszám: 18 997 Játékvezetők: Courtney Kirkland, John Goble, Mark Lindsay |
| Los Angeles Laker győzelem, 4–2 |                                          |           |                    | Crypto.com Arena, Los Angeles Nézőszám: 18 997 Játékvezetők: Courtney Kirkland, John Goble, Mark Lindsay |

Annak ellenére, hogy a szezon első tizenkét mérkőzéséből tízet elvesztettek, a Lakers négy éven belül másodjára jutott a főcsoportdöntőbe, mindössze a második hetedik helyezett csapatként, aki eljutott a rájátszás ezen szakaszáig. LeBron James 30 pontot, kilenc lepattanót és kilenc gólpasszt szerzett, míg Anthony Davisnek 17 pontja és 20 lepattanója volt. Ezek mellett Austin Reaves 23 ponttal zárt, ami közé tartozott egy félpályáról értékesített dobás a félidő befejezte előtt. Los Angeles soha nem volt hátrányban. Stephen Currynek volt a legjobb pontja a mérkőzésen, 32, de csak Donte DiVincenzo tudott legalább 10 pontot szerezni. Klay Thompson 12 hárompontos-próbálkozásából tízet kihagyott, a dobóhátvéd az utolsó három mérkőzésen hárompontosainak mindössze 27,7%-át (10/36), míg Curry mindössze 28,6%-át (14/49) értékesítette. Ez volt az első alkalom 2014 óta, hogy a Warriors nem jutott el a döntőig, amikor szerepelt a rájátszásban, megnyerve legutóbbi 19 rájátszás-sorozatukat.

## Főcsoportdöntő
Minden dátum EDT (UTC–04:00) időzóna alapján van feltüntetve. A hazai pályán játszó csapatok mindig jobb oldalon vannak feltüntetve.
A főcsoportdöntő párosításai megegyeznek a 2020-as NBA-buborék főcsoportdöntőinek párosításaival.

### Keleti főcsoport

#### (2) Boston Celtics vs. (8) Miami Heat
Első mérkőzés
| 2023. május 17. 20:30   | Miami Heat                               | 123–116   | Boston Celtics  | TD Garden, Boston Nézőszám: 19 156 Játékvezetők: Rodney Mott, Marc Davis, Ed Malloy |
| 2023. május 17. 20:30   | (28–30, 29–36, 46–25, 20–25) Jegyzőkönyv |           |                 | TD Garden, Boston Nézőszám: 19 156 Játékvezetők: Rodney Mott, Marc Davis, Ed Malloy |
| 2023. május 17. 20:30   | Jimmy Butler 35                          | Pont      | Jayson Tatum 30 | TD Garden, Boston Nézőszám: 19 156 Játékvezetők: Rodney Mott, Marc Davis, Ed Malloy |
| 2023. május 17. 20:30   | Bam Adebayo 8                            | Lepattanó | Jaylen Brown 9  | TD Garden, Boston Nézőszám: 19 156 Játékvezetők: Rodney Mott, Marc Davis, Ed Malloy |
| 2023. május 17. 20:30   | Jimmy Butler 7                           | Gólpassz  | Marcus Smart 11 | TD Garden, Boston Nézőszám: 19 156 Játékvezetők: Rodney Mott, Marc Davis, Ed Malloy |
| A Miami Heat vezet, 1–0 |                                          |           |                 | TD Garden, Boston Nézőszám: 19 156 Játékvezetők: Rodney Mott, Marc Davis, Ed Malloy |

Második mérkőzés
| 2023. május 19. 20:30   | Miami Heat                               | 111–105   | Boston Celtics  | TD Garden, Boston Nézőszám: 19 156 Játékvezetők: Zach Zarba, James Williams, Tyler Ford |
| 2023. május 19. 20:30   | (24–25, 30–25, 21–33, 36–22) Jegyzőkönyv |           |                 | TD Garden, Boston Nézőszám: 19 156 Játékvezetők: Zach Zarba, James Williams, Tyler Ford |
| 2023. május 19. 20:30   | Jimmy Butler 27                          | Pont      | Jayson Tatum 34 | TD Garden, Boston Nézőszám: 19 156 Játékvezetők: Zach Zarba, James Williams, Tyler Ford |
| 2023. május 19. 20:30   | Bam Adebayo 17                           | Lepattanó | Jayson Tatum 13 | TD Garden, Boston Nézőszám: 19 156 Játékvezetők: Zach Zarba, James Williams, Tyler Ford |
| 2023. május 19. 20:30   | Bam Adebayo 9                            | Gólpassz  | Jayson Tatum 8  | TD Garden, Boston Nézőszám: 19 156 Játékvezetők: Zach Zarba, James Williams, Tyler Ford |
| A Miami Heat vezet, 2–0 |                                          |           |                 | TD Garden, Boston Nézőszám: 19 156 Játékvezetők: Zach Zarba, James Williams, Tyler Ford |

Harmadik mérkőzés
| 2023. május 21. 20:30   | Boston Celtics                           | 102–128   | Miami Heat      | Kaseya Center, Miami Nézőszám: 20 088 Játékvezetők: Tony Brothers, Curtis Blair, Kevin Scott |
| 2023. május 21. 20:30   | (22–30, 24–31, 17–32, 39–35) Jegyzőkönyv |           |                 | Kaseya Center, Miami Nézőszám: 20 088 Játékvezetők: Tony Brothers, Curtis Blair, Kevin Scott |
| 2023. május 21. 20:30   | Jayson Tatum 14                          | Pont      | Gabe Vincent 29 | Kaseya Center, Miami Nézőszám: 20 088 Játékvezetők: Tony Brothers, Curtis Blair, Kevin Scott |
| 2023. május 21. 20:30   | Jayson Tatum 10                          | Lepattanó | Jimmy Butler 8  | Kaseya Center, Miami Nézőszám: 20 088 Játékvezetők: Tony Brothers, Curtis Blair, Kevin Scott |
| 2023. május 21. 20:30   | Marcus Smart 8                           | Gólpassz  | Jimmy Butler 6  | Kaseya Center, Miami Nézőszám: 20 088 Játékvezetők: Tony Brothers, Curtis Blair, Kevin Scott |
| A Miami Heat vezet, 3–0 |                                          |           |                 | Kaseya Center, Miami Nézőszám: 20 088 Játékvezetők: Tony Brothers, Curtis Blair, Kevin Scott |

Negyedik mérkőzés
| 2023. május 23. 20:30   | Boston Celtics                           | 116–99    | Miami Heat      | Kaseya Center, Miami Nézőszám: 20 147 Játékvezetők: Scott Foster, Courtney Kirkland, John Goble |
| 2023. május 23. 20:30   | (23–29, 27–27, 38–23, 28–20) Jegyzőkönyv |           |                 | Kaseya Center, Miami Nézőszám: 20 147 Játékvezetők: Scott Foster, Courtney Kirkland, John Goble |
| 2023. május 23. 20:30   | Jayson Tatum 33                          | Pont      | Jimmy Butler 29 | Kaseya Center, Miami Nézőszám: 20 147 Játékvezetők: Scott Foster, Courtney Kirkland, John Goble |
| 2023. május 23. 20:30   | Jayson Tatum 11                          | Lepattanó | Jimmy Butler 9  | Kaseya Center, Miami Nézőszám: 20 147 Játékvezetők: Scott Foster, Courtney Kirkland, John Goble |
| 2023. május 23. 20:30   | Jayson Tatum 7                           | Gólpassz  | Kyle Lowry 6    | Kaseya Center, Miami Nézőszám: 20 147 Játékvezetők: Scott Foster, Courtney Kirkland, John Goble |
| A Miami Heat vezet, 3–1 |                                          |           |                 | Kaseya Center, Miami Nézőszám: 20 147 Játékvezetők: Scott Foster, Courtney Kirkland, John Goble |

Ötödik mérkőzés
| 2023. május 25. 20:30   | Miami Heat                               | 97–110    | Boston Celtics   | TD Garden, Boston Nézőszám: 19 156 Játékvezetők: Bill Kennedy, Marc Davis, David Guthrie |
| 2023. május 25. 20:30   | (20–35, 24—26, 28–29, 25–20) Jegyzőkönyv |           |                  | TD Garden, Boston Nézőszám: 19 156 Játékvezetők: Bill Kennedy, Marc Davis, David Guthrie |
| 2023. május 25. 20:30   | Duncan Robinson 18                       | Pont      | Derrick White 24 | TD Garden, Boston Nézőszám: 19 156 Játékvezetők: Bill Kennedy, Marc Davis, David Guthrie |
| 2023. május 25. 20:30   | Bam Adebayo 8                            | Lepattanó | Al Horford 11    | TD Garden, Boston Nézőszám: 19 156 Játékvezetők: Bill Kennedy, Marc Davis, David Guthrie |
| 2023. május 25. 20:30   | Duncan Robinson 9                        | Gólpassz  | Jayson Tatum 11  | TD Garden, Boston Nézőszám: 19 156 Játékvezetők: Bill Kennedy, Marc Davis, David Guthrie |
| A Miami Heat vezet, 3–2 |                                          |           |                  | TD Garden, Boston Nézőszám: 19 156 Játékvezetők: Bill Kennedy, Marc Davis, David Guthrie |

Hatodik mérkőzés
| 2023. május 27. 20:30 | Boston Celtics                           | 104–103   | Miami Heat      | Kaseya Center, Miami Nézőszám: 20 201 Játékvezetők: Zach Zarba, Josh Tiven, James Williams |
| 2023. május 27. 20:30 | (34–29, 23–24, 22–19, 25–31) Jegyzőkönyv |           |                 | Kaseya Center, Miami Nézőszám: 20 201 Játékvezetők: Zach Zarba, Josh Tiven, James Williams |
| 2023. május 27. 20:30 | Jayson Tatum 31                          | Pont      | Jimmy Butler 24 | Kaseya Center, Miami Nézőszám: 20 201 Játékvezetők: Zach Zarba, Josh Tiven, James Williams |
| 2023. május 27. 20:30 | Jayson Tatum                             | Lepattanó | Caleb Martin 15 | Kaseya Center, Miami Nézőszám: 20 201 Játékvezetők: Zach Zarba, Josh Tiven, James Williams |
| 2023. május 27. 20:30 | Derrick White 6                          | Gólpassz  | Jimmy Butler 8  | Kaseya Center, Miami Nézőszám: 20 201 Játékvezetők: Zach Zarba, Josh Tiven, James Williams |
| Döntetlen, 3–3        |                                          |           |                 | Kaseya Center, Miami Nézőszám: 20 201 Játékvezetők: Zach Zarba, Josh Tiven, James Williams |

Hetedik mérkőzés
| 2023. május 29. 20:30    | Miami Heat         | 103–84    | Boston Celtics  | TD Garden, Boston Nézőszám: 19 156 Játékvezetők: Tony Brothers, Scott Foster, John Goble |
| 2023. május 29. 20:30    | Jegyzőkönyv        |           |                 | TD Garden, Boston Nézőszám: 19 156 Játékvezetők: Tony Brothers, Scott Foster, John Goble |
| 2023. május 29. 20:30    | Jimmy Butler 28    | Pont      | Jaylen Brown 19 | TD Garden, Boston Nézőszám: 19 156 Játékvezetők: Tony Brothers, Scott Foster, John Goble |
| 2023. május 29. 20:30    | Adebayo, Martin 10 | Lepattanó | Jayson Tatum 11 | TD Garden, Boston Nézőszám: 19 156 Játékvezetők: Tony Brothers, Scott Foster, John Goble |
| 2023. május 29. 20:30    | Bam Adebayo 7      | Gólpassz  | Jaylen Brown 5  | TD Garden, Boston Nézőszám: 19 156 Játékvezetők: Tony Brothers, Scott Foster, John Goble |
| Miami Heat győzelem, 4–3 |                    |           |                 | TD Garden, Boston Nézőszám: 19 156 Játékvezetők: Tony Brothers, Scott Foster, John Goble |

### Nyugati főcsoport

#### (1) Denver Nuggets vs. (7) Los Angeles Lakers
Első mérkőzés
| 2023. május 16. 20:30       | Los Angeles Lakers                       | 126–132   | Denver Nuggets  | Ball Arena, Denver Nézőszám: 19 633 Játékvezetők: Zach Zarba, Eric Lewis, Ben Taylor |
| 2023. május 16. 20:30       | (25–37, 29–35, 38–34, 34–26) Jegyzőkönyv |           |                 | Ball Arena, Denver Nézőszám: 19 633 Játékvezetők: Zach Zarba, Eric Lewis, Ben Taylor |
| 2023. május 16. 20:30       | Anthony Davis 40                         | Pont      | Nikola Jokić 34 | Ball Arena, Denver Nézőszám: 19 633 Játékvezetők: Zach Zarba, Eric Lewis, Ben Taylor |
| 2023. május 16. 20:30       | LeBron James 12                          | Lepattanó | Nikola Jokić 21 | Ball Arena, Denver Nézőszám: 19 633 Játékvezetők: Zach Zarba, Eric Lewis, Ben Taylor |
| 2023. május 16. 20:30       | LeBron James 9                           | Gólpassz  | Nikola Jokić 14 | Ball Arena, Denver Nézőszám: 19 633 Játékvezetők: Zach Zarba, Eric Lewis, Ben Taylor |
| A Denver Nuggets vezet, 1–0 |                                          |           |                 | Ball Arena, Denver Nézőszám: 19 633 Játékvezetők: Zach Zarba, Eric Lewis, Ben Taylor |

A Nuggets sorozata jól kezdődött, Nikola Jokić megszerezte hatodik tripla-dupláját a rájátszásban, ami elég is volt a denveri csapat győzelméhez az első mérkőzésen. A szerb center 34 ponttal, 21 lepattanóval és 14 gólpasszal zárta a mérkőzést, a második félidőben egyedül több lepattanója volt, mint a Lakers összes játékosának együttvéve. Jokić mellett csapattársai is jól játszottak, öten is legalább tíz pontot szereztek, Jamal Murraynek 31 pontja volt 60%-os hatékonysággal. A Lakers játékosai közül Anthony Davis 40 ponttal zárta a mérkőzést, míg LeBron James egy gólpasszra volt egy tripla-duplától, 26 ponttal, 12 lepattanóval és kilenc gólpasszal. Los Angeles egyes pillanatokban 21 pontos hátrányban is volt, de a negyedik negyedben többször is csak három pont volt a hátrányuk, Austin Reaves 23 pontjából tizenegyet az utolsó negyedben szerzett. A Nuggets így megtartotta veretlenségét hazai pályán a rájátszásban (7–0).
Második mérkőzés
| 2023. május 18. 20:30       | Los Angeles Lakers                       | 103–108   | Denver Nuggets  | Ball Arena, Denver Nézőszám: 19 742 Játékvezetők: Tony Brothers, Pat Fraher, David Guthrie, Brian Forte |
| 2023. május 18. 20:30       | (27–27, 26–21, 26–28, 24–32) Jegyzőkönyv |           |                 | Ball Arena, Denver Nézőszám: 19 742 Játékvezetők: Tony Brothers, Pat Fraher, David Guthrie, Brian Forte |
| 2023. május 18. 20:30       | James, Reaves 22                         | Pont      | Jamal Murray 37 | Ball Arena, Denver Nézőszám: 19 742 Játékvezetők: Tony Brothers, Pat Fraher, David Guthrie, Brian Forte |
| 2023. május 18. 20:30       | Anthony Davis 14                         | Lepattanó | Nikola Jokić 17 | Ball Arena, Denver Nézőszám: 19 742 Játékvezetők: Tony Brothers, Pat Fraher, David Guthrie, Brian Forte |
| 2023. május 18. 20:30       | LeBron James 10                          | Gólpassz  | Nikola Jokić 12 | Ball Arena, Denver Nézőszám: 19 742 Játékvezetők: Tony Brothers, Pat Fraher, David Guthrie, Brian Forte |
| A Denver Nuggets vezet, 2–0 |                                          |           |                 | Ball Arena, Denver Nézőszám: 19 742 Játékvezetők: Tony Brothers, Pat Fraher, David Guthrie, Brian Forte |

Jamal Murray 23 pontos negyedik negyedének köszönhetően a Nuggets 2–0-ás előnyre tudott szert tenni a főcsoportdöntőben, a csapat történetében először. Ugyan az első három negyed alatt Murray 17 próbálkozásából mindössze ötöt értékesített, az utolsóban hétből hatot, a Nuggets 32 pontjából 23-at szerezve. Nikola Jokić pályafutása tizenharmadik tripla-dupláját szerezte, 23 ponttal, 17 lepattanóval és 12 gólpasszal, a szerb center jelenlétében a csapat az egész szezon során mindössze négy mérkőzést vesztett el hazai pályán (39–4). Hacsimura Rui az első félidőben értékesítette összes dobását, 21 ponttal zárva a mérkőzést, Austin Reaves és James 22 pontja mögött. LeBron James és Anthony Davis duója együtt csak 13 dobást értékesített 34-ből, James az első két mérkőzésen kihagyta összes (10) hárompontos-próbálkozását.
Harmadik mérkőzés
| 2023. május 20. 20:30       | Denver Nuggets                           | 119–108   | Los Angeles Lakers | Crypto.com Arena, Los Angeles Nézőszám: 18 997 Játékvezetők: Scott Foster, Bill Kennedy, Mark Lindsay |
| 2023. május 20. 20:30       | (32–20, 26–35, 26–27, 35–26) Jegyzőkönyv |           |                    | Crypto.com Arena, Los Angeles Nézőszám: 18 997 Játékvezetők: Scott Foster, Bill Kennedy, Mark Lindsay |
| 2023. május 20. 20:30       | Jamal Murray 37                          | Pont      | Anthony Davis 28   | Crypto.com Arena, Los Angeles Nézőszám: 18 997 Játékvezetők: Scott Foster, Bill Kennedy, Mark Lindsay |
| 2023. május 20. 20:30       | Michael Porter Jr. 10                    | Lepattanó | Anthony Davis 18   | Crypto.com Arena, Los Angeles Nézőszám: 18 997 Játékvezetők: Scott Foster, Bill Kennedy, Mark Lindsay |
| 2023. május 20. 20:30       | Nikola Jokić 8                           | Gólpassz  | LeBron James 12    | Crypto.com Arena, Los Angeles Nézőszám: 18 997 Játékvezetők: Scott Foster, Bill Kennedy, Mark Lindsay |
| A Denver Nuggets vezet, 3–0 |                                          |           |                    | Crypto.com Arena, Los Angeles Nézőszám: 18 997 Játékvezetők: Scott Foster, Bill Kennedy, Mark Lindsay |

Azt követően, hogy a Memphis Grizzlies és a Golden State Warriors is nagy különbséggel vesztett első idegenbeli mérkőzésén a Lakers ellen, a Nuggets ezt el tudta kerülni és március 26. óta az első csapatként megverték a kaliforniai csapatot a Crypto.com Arenában. Nyolc perccel a mérkőzés vége előtt a Nuggets egy pontos hátrányban volt, amit követően tizenhárom pontot tudtak szerezni úgy, hogy a Lakers egyet se. Jamal Murray 37 pontjából harmincat a második félidőben szerzett, míg Nikola Jokić 24 pontjából tizenötöt a negyedik negyedben. Anthony Davis szerezte a Lakers legtöbb pontját, 28-at, és legtöbb lepattanóját, 18-at. Ezek mellett LeBron James 23 pontot és 12 gólpasszt tudott felmutatni, míg Austin Reaves 23 pontot és 7 gólpasszt. Rajtuk kívül csak Hacsimura érte el a tíz pontot a találkozón, így a Lakers a harmadik mérkőzést is elveszítette.
Negyedik mérkőzés
| 2023. május 22. 20:30        | Denver Nuggets                           | 113–111   | Los Angeles Lakers | Crypto.com Arena, Los Angeles Nézőszám: 18 997 Játékvezetők: Marc Davis, Josh Tiven, Tre Maddox |
| 2023. május 22. 20:30        | (28–34, 30–39, 36–16, 19–22) Jegyzőkönyv |           |                    | Crypto.com Arena, Los Angeles Nézőszám: 18 997 Játékvezetők: Marc Davis, Josh Tiven, Tre Maddox |
| 2023. május 22. 20:30        | Nikola Jokić 30                          | Pont      | LeBron James 40    | Crypto.com Arena, Los Angeles Nézőszám: 18 997 Játékvezetők: Marc Davis, Josh Tiven, Tre Maddox |
| 2023. május 22. 20:30        | Nikola Jokić 14                          | Lepattanó | Anthony Davis 14   | Crypto.com Arena, Los Angeles Nézőszám: 18 997 Játékvezetők: Marc Davis, Josh Tiven, Tre Maddox |
| 2023. május 22. 20:30        | Nikola Jokić 13                          | Gólpassz  | LeBron James 9     | Crypto.com Arena, Los Angeles Nézőszám: 18 997 Játékvezetők: Marc Davis, Josh Tiven, Tre Maddox |
| Denver Nuggets győzelem, 4–0 |                                          |           |                    | Crypto.com Arena, Los Angeles Nézőszám: 18 997 Játékvezetők: Marc Davis, Josh Tiven, Tre Maddox |

A Denver Nuggets 47 éves fennállása során először a döntőbe jutott, miután megnyerték a negyedik mérkőzést is. A félidőben Denver 15 pontos hátrányban volt, de a második félidő elején 36 pontot szereztek úgy, hogy a Lakers csak tizennégyet. Los Angeles még egyenlíteni tudott az utolsó percekben, de Nikola Jokić hárompontosa, majd ziccere után a Nuggets a csapat történetében először „elsöpört” egy másik csapatot. Jokić megdöntötte a rekordot az NBA rájátszásában szerzett legtöbb tripla-dupláért egy szezonban, a nyolcadikat szerezve 30 ponttal, 24 lepattanóval és 13 gólpasszal, míg Jamal Murray és Aaron Gordon 25, illetve 22 ponttal járultak hozzá a történelmi jelentőségű győzelemhez. LeBron James karrier-csúcs 40 pontot szerzett, 10 lepattanó és kilenc gólpassz mellett, 31 pontja az első félidőben a legtöbb volt pályafutása során, de ez se volt elég a Lakersnek, hogy elkerüljék a győzelem nélküli kiesést a főcsoportdöntőből. James ezek mellett kihagyott több kulcsfontosságú dobást is, amik közül az egyikkel kiegyenlíthette volna a mérkőzést az utolsó másodpercekben. Anthony Davis 21, míg Austin Reaves 17 pontot szerzett.
Nikola Jokić lett a főcsoportdöntő legértékesebb játékosa, 27,8 pontot, 14,5 pontot és 11,8 gólpasszt átlagolt a sorozat idején, 51%-os mezőnygól-hatékonysággal, 47%-os hárompontos-hatékonysággal és 78%-os büntetőhatékonysággal.

## Döntő

### Első mérkőzés
| 2023. június 1. 20:30       | Miami Heat                               | 93–104    | Denver Nuggets        | Ball Arena, Denver Nézőszám: 19 528 Játékvezetők: Marc Davis, David Guthrie, Ed Malloy |
| 2023. június 1. 20:30       | (20–29, 22–30, 21–25, 30–20) Jegyzőkönyv |           |                       | Ball Arena, Denver Nézőszám: 19 528 Játékvezetők: Marc Davis, David Guthrie, Ed Malloy |
| 2023. június 1. 20:30       | Bam Adebayo 26                           | Pont      | Nikola Jokić 27       | Ball Arena, Denver Nézőszám: 19 528 Játékvezetők: Marc Davis, David Guthrie, Ed Malloy |
| 2023. június 1. 20:30       | Bam Adebayo 13                           | Lepattanó | Michael Porter Jr. 13 | Ball Arena, Denver Nézőszám: 19 528 Játékvezetők: Marc Davis, David Guthrie, Ed Malloy |
| 2023. június 1. 20:30       | Jimmy Butler 7                           | Gólpassz  | Nikola Jokić 14       | Ball Arena, Denver Nézőszám: 19 528 Játékvezetők: Marc Davis, David Guthrie, Ed Malloy |
| A Denver Nuggets vezet, 1–0 |                                          |           |                       | Ball Arena, Denver Nézőszám: 19 528 Játékvezetők: Marc Davis, David Guthrie, Ed Malloy |

Nikola Jokić tripla-duplát szerzett a mérkőzésen, míg Jamal Murray 26 pontot szerzett, hogy hozzásegítse a Nuggetset a győzelemhez. A denveri csapat mindössze 34 másodpercig volt hátrányban az egész mérkőzésen, legnagyobb előnyük 24 pont volt. A Miami játékosai közül Bam Adebayo 26 pontot és 13 lepattanót szerzett. A csapat nem volt hatékony, mezőnydobásaik 41, hárompontosaik 33%-át sikerült csak értékesíteniük. A Nuggets így veretlen maradt hazai pályán a rájátszásban, míg a Heat először veszítette el egy sorozat első mérkőzését a 2023-as kiírásban.

### Második mérkőzés
| 2023. június 4. 20:00 | Miami Heat                               | 111–108   | Denver Nuggets  | Ball Arena, Denver Nézőszám: 19 537 Játékvezetők: Courtney Kirkland, Zach Zarba, John Goble |
| 2023. június 4. 20:00 | (26–23, 25–34, 24–26, 36–25) Jegyzőkönyv |           |                 | Ball Arena, Denver Nézőszám: 19 537 Játékvezetők: Courtney Kirkland, Zach Zarba, John Goble |
| 2023. június 4. 20:00 | Gabe Vincent 23                          | Pont      | Nikola Jokić 41 | Ball Arena, Denver Nézőszám: 19 537 Játékvezetők: Courtney Kirkland, Zach Zarba, John Goble |
| 2023. június 4. 20:00 | Kevin Love 10                            | Lepattanó | Nikola Jokić 11 | Ball Arena, Denver Nézőszám: 19 537 Játékvezetők: Courtney Kirkland, Zach Zarba, John Goble |
| 2023. június 4. 20:00 | Jimmy Butler 9                           | Gólpassz  | Jamal Murray 10 | Ball Arena, Denver Nézőszám: 19 537 Játékvezetők: Courtney Kirkland, Zach Zarba, John Goble |
| Döntetlen, 1–1        |                                          |           |                 | Ball Arena, Denver Nézőszám: 19 537 Játékvezetők: Courtney Kirkland, Zach Zarba, John Goble |

### Harmadik mérkőzés
| 2023. június 7. 20:30       | Denver Nuggets                           | 109–94    | Miami Heat      | Kaseya Center, Miami Nézőszám: 20 019 Játékvezetők: Tony Brothers, Josh Tiven, Kevin Scott |
| 2023. június 7. 20:30       | (24–24, 29–24, 29–20, 27–26) Jegyzőkönyv |           |                 | Kaseya Center, Miami Nézőszám: 20 019 Játékvezetők: Tony Brothers, Josh Tiven, Kevin Scott |
| 2023. június 7. 20:30       | Jamal Murray 34                          | Pont      | Jimmy Butler 28 | Kaseya Center, Miami Nézőszám: 20 019 Játékvezetők: Tony Brothers, Josh Tiven, Kevin Scott |
| 2023. június 7. 20:30       | Nikola Jokić 21                          | Lepattanó | Bam Adebayo 17  | Kaseya Center, Miami Nézőszám: 20 019 Játékvezetők: Tony Brothers, Josh Tiven, Kevin Scott |
| 2023. június 7. 20:30       | Nikola Jokić 10                          | Gólpassz  | Lowry, Strus 5  | Kaseya Center, Miami Nézőszám: 20 019 Játékvezetők: Tony Brothers, Josh Tiven, Kevin Scott |
| A Denver Nuggets vezet, 2–1 |                                          |           |                 | Kaseya Center, Miami Nézőszám: 20 019 Játékvezetők: Tony Brothers, Josh Tiven, Kevin Scott |

### Negyedik mérkőzés
| 2023. június 9. 20:30       | Denver Nuggets                           | 108–95    | Miami Heat      | Kaseya Center, Miami Nézőszám: 20 184 Játékvezetők: Scott Foster, Bill Kennedy, James Williams |
| 2023. június 9. 20:30       | (20–21, 35–30, 31–22, 22–22) Jegyzőkönyv |           |                 | Kaseya Center, Miami Nézőszám: 20 184 Játékvezetők: Scott Foster, Bill Kennedy, James Williams |
| 2023. június 9. 20:30       | Aaron Gordon 27                          | Pont      | Jimmy Butler 25 | Kaseya Center, Miami Nézőszám: 20 184 Játékvezetők: Scott Foster, Bill Kennedy, James Williams |
| 2023. június 9. 20:30       | Nikola Jokić 12                          | Lepattanó | Bam Adebayo 11  | Kaseya Center, Miami Nézőszám: 20 184 Játékvezetők: Scott Foster, Bill Kennedy, James Williams |
| 2023. június 9. 20:30       | Jamal Murray 12                          | Gólpassz  | Butler, Lowry 7 | Kaseya Center, Miami Nézőszám: 20 184 Játékvezetők: Scott Foster, Bill Kennedy, James Williams |
| A Denver Nuggets vezet, 3–1 |                                          |           |                 | Kaseya Center, Miami Nézőszám: 20 184 Játékvezetők: Scott Foster, Bill Kennedy, James Williams |

### Ötödik mérkőzés
| 2023. június 12. 20:30      | Miami Heat                               | 89–94     | Denver Nuggets  | Ball Arena, Denver Nézőszám: 19 537 Játékvezetők: Marc Davis, Ed Malloy, David Guthrie, Josh Tiven |
| 2023. június 12. 20:30      | (24–22, 27–22, 20–26, 18–24) Jegyzőkönyv |           |                 | Ball Arena, Denver Nézőszám: 19 537 Játékvezetők: Marc Davis, Ed Malloy, David Guthrie, Josh Tiven |
| 2023. június 12. 20:30      | Jimmy Butler 21                          | Pont      | Nikola Jokić 28 | Ball Arena, Denver Nézőszám: 19 537 Játékvezetők: Marc Davis, Ed Malloy, David Guthrie, Josh Tiven |
| 2023. június 12. 20:30      | Bam Adebayo 12                           | Lepattanó | Nikola Jokić 16 | Ball Arena, Denver Nézőszám: 19 537 Játékvezetők: Marc Davis, Ed Malloy, David Guthrie, Josh Tiven |
| 2023. június 12. 20:30      | Jimmy Butler 5                           | Gólpassz  | Jamal Murray 8  | Ball Arena, Denver Nézőszám: 19 537 Játékvezetők: Marc Davis, Ed Malloy, David Guthrie, Josh Tiven |
| Denver Nuggets győzelem 4–1 |                                          |           |                 | Ball Arena, Denver Nézőszám: 19 537 Játékvezetők: Marc Davis, Ed Malloy, David Guthrie, Josh Tiven |

## Statisztika
| Statisztikai kategória | Egy mérkőzésen | Egy mérkőzésen        | Egy mérkőzésen | Átlag         | Átlag              | Átlag       | Átlag |
| Statisztikai kategória | Játékos        | Csapat                | Statisztika    | Játékos       | Csapat             | Statisztika | M.    |
| ---------------------- | -------------- | --------------------- | -------------- | ------------- | ------------------ | ----------- | ----- |
| Pontok                 | Jimmy Butler   | Miami Heat            | 56             | Devin Booker  | Phoenix Suns       | 33,7        | 11    |
| Lepattanók             | Kevon Looney   | Golden State Warriors | 23             | Anthony Davis | Los Angeles Lakers | 14,1        | 16    |
| Lepattanók             | Anthony Davis  | Los Angeles Lakers    | 23             | Anthony Davis | Los Angeles Lakers | 14,1        | 16    |
| Gólpasszok             | Nikola Jokić   | Denver Nuggets        | 17             | Nikola Jokić  | Denver Nuggets     | 10,3        | 15    |
| Labdaszerzés           | Jimmy Butler   | Miami Heat            | 6              | Jimmy Butler  | Miami Heat         | 2,1         | 17    |
| Blokkok                | Anthony Davis  | Los Angeles Lakers    | 7              | Anthony Davis | Los Angeles Lakers | 3,1         | 16    |